# شهاب الدين شاهجهان
السُّلطَانُ الأَعظَم والخَاقَانُ المُكرَّم شَاهِنشَاهِ السَّلْطَنَةِ الْهِنْدِيَّةِ والمَغُولِيَّةِ أَبُو الْمُظَفَّرِ صَاحِبقِرَان شِهَابُ الدِّينِ خُرَّم مُحمَّد شَاهجِهَان پَادِشَاه غَازِي بن مُحمَّد جِهَانكِير بن مُحمَّد أكبر الگوركاني (بالفارسية: السُّلطَانُ الأَعظَم والخَاقَانُ المُكرَّم شَاهِنشَاهِ السَّلْطَنَةِ الْهِنْدِيَّةِ والمُغَلِيَّةِ أَبُو الْمُظَفَّرِ صَاحِبقِرَان شِهَاب‌ُ الدِّینِ خُرَّم مُحمَّد شَاهجِهَان پَادِشَاه غَازِي بن مُحمَّد جِهَانكِير بن مُحمَّد أكبر گورکاني، وبالأردية: السُّلطَانُ الأَعظَم والخَاقَانُ المُكرَّم شَہِنشَاہ السَّلْطَنَةِ الْهِنْدِيَّةِ والمُغَلِيَّةِ أَبُو الْمُظَفَّرِ صَاحِبقِرَان شِہَابُ الدِّينِ خُرَّم مُحمَّد شَاہجِہَاں پَادِشَاه غَازِي بن مُحمَّد جِهَانكِير بن مُحمَّد أكبر گورکاني) (21 ربيع الأوَّل 1000هـ - 17 رجب 1076هـ المُوافق فيه 5 كانون الثاني (يناير) 1592م - 22 كانون الثاني (يناير) 1666م) المعروف اختصارًا بِـ«شاهجهان» أو «شاه جهان» أو «شاه جهان أعظم»، هو خامس سلاطين مغول الهند، وقد حكم بلاد آبائه من سنة 1037هـ المُوافقة لِسنة 1628م إلى سنة 1068هـ المُوافقة لِسنة 1658م. لقَّبه والده بِـ«شاهجهان» أي «ملك العالم» بِالفارسيَّة، وذلك لقاء كفاءته العسكريَّة وحملاته الناجحة التي قام بها على بلاد الدكن، وسمح لهُ أن يكون الرّجُل الوحيد الذي يجلس في حضرته. لكن رُغم ذلك، شابت علاقة شاهجهان بِوالده جهانكير بضعة شوائب خِلال السنوات الأخيرة من عهد الأخير، وذلك بِفعل تدخُّل زوجة أبيه نورجهان في الحياة السياسيَّة، وعملها على إقصاء شاهجهان عن ولاية العهد وتنصيب أخيه الضعيف شهريار بدلًا منه، لكنَّ ذلك لم يُجدِ نفعًا، إذ تمكَّن شاهجهان من اعتلاء عرش المغول بُعيد وفاة أبيه، وأزاح شقيقه ومن نافسه من أعضاء البيت التيموري، بِدعمٍ من الساسة والجيش، وعفا عن كُل من ائتمر ضدَّه.
واجه شاهجهان بعض المصاعب والاضطرابات في بداية عهده، لكنَّهُ تمكَّن من تذليل أغلبها، وشرع يُمكِّن دعائم دولة آبائه، فأبطل الكثير من البدع التي أدخلها جدُّه جلال الدين أكبر واستمرَّ بعضها خلال عهد والده جهانكير، وأثارت سخط المُجتمع الإسلامي في الهند، كما أجرى الكثير من الإصلاحات الإداريَّة، وشجَّع العُلُوم والآداب والفُنُون، ومكَّن رابطة رعيَّته بِالإسلام، فازدهرت دولته وبلغت شأنًا عظيمًا من الرُقي والتقدُّم، حتَّى عُدَّ عهده العصر الذهبي لِسلطنة مغول الهند. وكان شاهجهان مُتدينًا مُتمسكًا بِالعقيدة والشعيرة السُنيَّة، فانعكس ذلك سلبًا على علاقته مع الصفويين، في حين انعكس إيجابًا على علاقته مع العُثمانيين، كما اشتهر بالحزم الشديد مع رجاله وعُمَّاله على الأمصار، وبِسهره على مصالح رعيَّته وحرصه على تحقيق العدل وإنزال العقاب بِمن يُلحقُ الضُرَّ بهم.
من أبرز الأُمُور التي اشتهر بها شاهجهان في وسط العامَّة: شغفه وهيامه الكبيرين بِزوجته أرجمند بانو بيگم، التي لقَّبها «مُمتاز محل»، وحُبُّه الكبير لِلعمارة، بحيثُ شاد روائع مُعماريَّة عديدة، أصبح بعضها من أبرز المعالم المعماريَّة الإسلاميَّة في العالم، ومن الرُمُوز التاريخيَّة والثقافيَّة لِلهند، ومنها على سبيل المثال: الحصن الأحمر والمسجد الجامع لِمدينة تھتة وضريح تاج محل، الذي بُني خصيصًا لتُدفن فيه مُمتاز محل التي تُوفيت وهي بعدُ شابَّة. وفي أواخر عهده، أُصيب شاهجهان بِمرضٍ أقعده، فعجز عن مُباشرة الحُكم بِنفسه، فتصارع أبناؤه على العرش، وكانت الغلبة في نهاية المطاف لِأورنكزيب، الذي كان أقدرهم دون مُنازع، فحجر على والده في قلعة آغرة وأحاطه بِمظاهر التكريم، وبقي شاهجهان مريضًا في حجره إلى أن أدركه الموت يوم 17 رجب 1076هـ المُوافق فيه 22 كانون الثاني (يناير) 1666م، فنُقل جُثمانه ودُفن في تاج محل إلى جانب زوجته.

## حياته قبل السلطنة

### مولده وتربيته

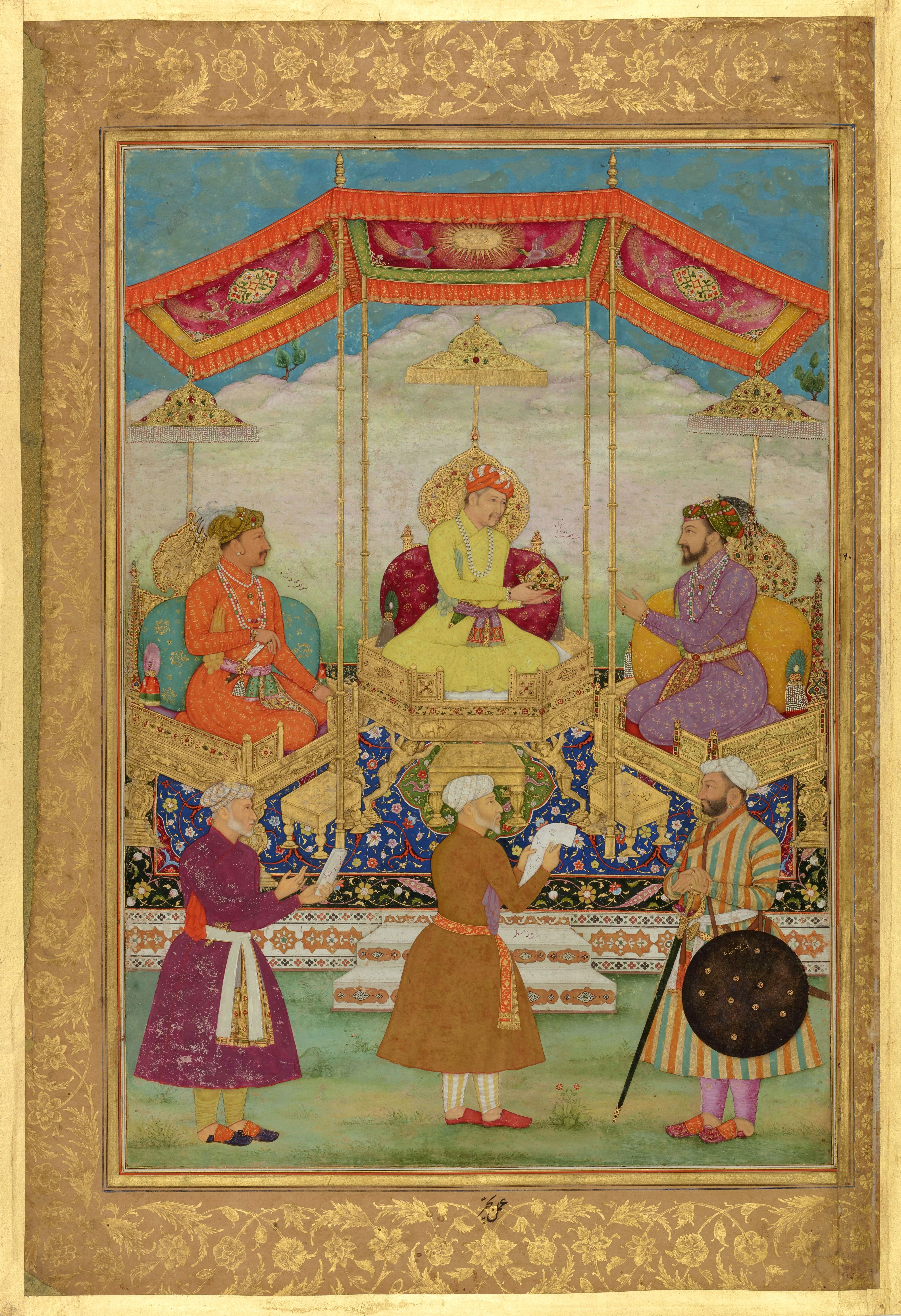
مُنمنمة تُصوِّرُ أكبر (في الوسط) وهو يُسلِّم تاجه إلى حفيده خُرَّم مُحمَّد (يمينًا) في إشارةٍ إلى محبَّته له ورضاه عنه. القابع يسارًا هو جهانكير، ابن أكبر ووالد خُرَّم.

وُلد هذا السُلطان يوم 21 ربيع الأوَّل 1000هـ المُوافق فيه 5 كانون الثاني (يناير) 1592م في مدينة لاهور، من أُمٍّ هندوسيَّة -كأم أبيه- هي «جگت گوسين»، المشهورة بِـ«بلقيس مكاني». وهو ثالث أبناء جهانكير وأقدرهم جميعًا، فاتصف بِرجاحة العقل والذكاء وقُوَّة العزيمة، حتَّى كان جدُّه جلال الدين أكبر شديد الاعتزاز به كثير الحدب عليه، وهو من سمَّاه «خُرَّم مُحمَّد» أي «مُحمَّد البهيج» أو «مُحمَّد المسرور»، لِشدَّة سُرُوره به، وكانت علاقتهما حميمة ووطيدة طيلة حياة أكبر. ومن الروايات المُتناقلة عن مولد شاهجهان، أنَّ عرَّافًا أخبر رُقيَّة سُلطان بیگم، زوجة أكبر الأولى، التي لم تُرزق بأولاد، أنَّ زوجها السُلطان سيُرزقُ بِحفيدٍ عمَّا قريب، وأنَّ هذا الحفيدَ سيكون من أعاظم السلاطين. وهكذا، ما أن وُلد خُرَّم مُحمَّد حتَّى قرَّر السُلطان أكبر أخذه وتربيته تحت جناح زوجته رُقيَّة، فأمر بِذلك ما أن بلغ الوليد ستَّة أيَّامٍ فقط، وهدف من وراء ذلك أن يُحقِّق رغبة زوجته بِتربية طفلٍ يرقى لِيُصبح سُلطان البلاد. نشأ خُرَّم مُحمَّد في كنف رُقيَّة سُلطان، فأغدقت عليه حنانًا ومحبَّةً كبيرتين، حتَّى أنَّ جهانكير، والد خُرَّم، ذكر في كتاب سيرته «تُزك جهانكيري»، أنَّ رُقيَّة سُلطان لو كان لها ولد، لفاق حُبَّها لِخُرَّم حُبَّها لِولدها بِألف مرَّة.
مكث خُرَّم مُحمَّد في بلاط جدِّه أكبر إلى أن تُوفي جدُّهُ سنة 1014هـ المُوافقة لِسنة 1605م، وكان خُرَّم حينذاك قد شارف على السنة الرابعة عشر من عُمره، فسُمح له بأن يعود إلى بلاط أبيه جهانكير، ففعل ذلك وعاد إلى أحضان والدته. ويُروى أيضًا أنَّ خُرَّم لازم أكبر خلال مرضه ولم يُفارقه أبدًا، وقبع بجانبه عندما دخل في سكرات الموت إلى أن أسلم روحَه، رُغم ما شكَّلهُ ذلك من خطرٍ على الشاهزاده اليافع، إذ كان مُحاطًا بالخُصُوم السياسيين لِأبيه جهانكير، والذين ما كانوا لِيتردّدوا في إلحاق الأذى به أو قتله. وحاول جهانكير وزوجته جگت گوسين عبثًا أن يُقنعا خُرَّم بِالعودة إلى بلاط أبيه خوفًا عليه من الضرر، لكنَّهُ رفض قائلًا أنَّ واجبه الشرعي والأخلاقي يُلزمه بِالبقاء بِجانب جدِّه المُحتضر مهما شكَّل ذلك من خطرٍ عليه. اتُّخذت هذه الحادثة لِلدلالة على شجاعة وإقدام شاهجهان مُنذُ صغره، وهُما صفتان لازمتاه طيلة حياته.
تلقَّى خُرَّم تعليمه على يد مجموعةٍ من العُلماء والأُدباء والفنَّانين الذين عيَّنهم جدُّه أكبر لِتأديبه وتثقيفه، فحفظ القُرآن ودرس العُلُوم العسكريَّة والفُنُون القتاليَّة والآداب الفارسيَّة والمُوسيقى الهندُستانيَّة. وقد عُرف دون سائر أولياء العهد والشواهزادات السابقين بِعُزُوفه، في الغالب، عن مُقاربة الخمر، مع مُجانبته اللهو والعبث. وكفلت لهُ صفاته العالية هذه ثقة أبيه فيه دون أخويه: خسرو، الذي عمد إلى عُقُوقه له مُنذُ صغره، وپرويز الذي لازمته العلل وضعف الإدراك مُنذُ ولادته، وكان كلاهما يُدمن الخمر، فقضيا به في حياة أبيهما.

### حملاته العسكريَّة المُبكرة

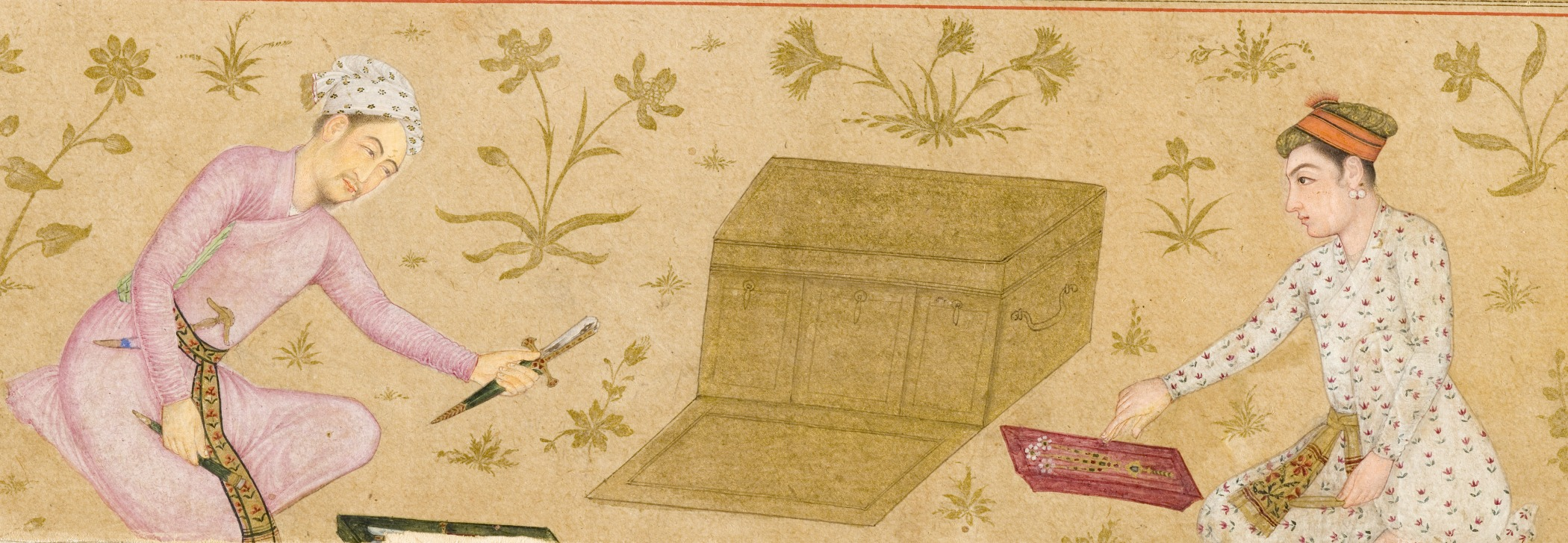
جزءٌ من مُنمنمة تُصوِّرُ الشاهزاده اليافع خُرَّم مُحمَّد (يمينًا) يجلس بِرفقة أحد أساتذته.

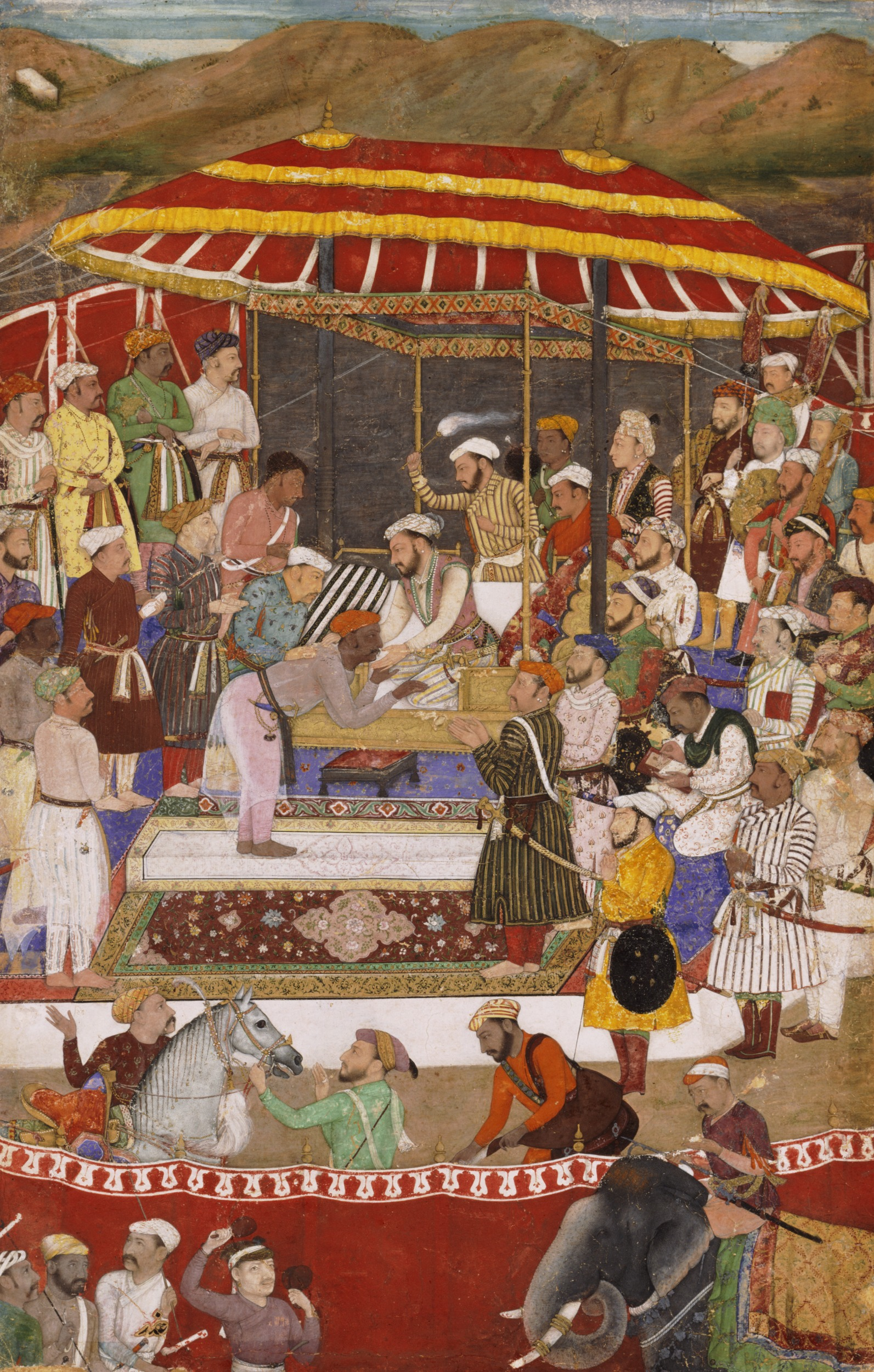
المهرانا أمار سينگه صاحب ميوار يستسلم لِلشاهزاده خُرَّم مُحمَّد.

بعد وفاة أكبر، بُويِع وليّ عهده جهانكير بِعرش المغول يوم الخميس 8 جُمادى الآخرة 1014هـ المُوافق فيه 17 تشرين الأوَّل (أكتوبر) 1605م، وخِلال السنة الأولى من حُكمه وجد نفسه مُضطرًّا لِلتصدي لِثورةٍ قام بها ابنه خسرو طمعًا في المُلك، كما واجه في السنوات القليلة التالية اضطراباتٍ في البنغال تمكَّن من القضاء عليها بِحُلُول سنة 1021هـ المُوافقة لِسنة 1612م. كان خُرَّم مُحمَّد في هذا الوقت بعيدًا عن مسرح السياسة والحرب، فتابع تحصيله العلمي في البلاط السُلطاني، ووطَّد علاقته بِالساسة وأهل السُلطة النافذين، ممَّا ساعده في حياته عندما تولَّى السلطنة بعد سنوات.
قاد خُرَّم حملته العسكريَّة الأولى في سنة 1023هـ المُوافقة لِسنة 1614م، عندما أرسله جهانكير على رأس جيشٍ لِاستكمال فتح إقليم ميوار الذي كان السُلطان أكبر قد حاول فتحَه قبل ذلك دون أن يُحقق نجاحًا كبيرًا، وكذلك فشلت أمامه حملتان عسكريتان مغوليّتان أرسلهما جهانكير قبل هذا. وكانت بلاد ميوار موطن قبائل الراجپوت الهندوسيَّة، بِزعامة المهرانا «أمار سينگه الأوَّل» الذي واصل تحدِّيه لِلسلطنة المغوليَّة. استطاع خُرَّم بِمهارته أن يُحرز أكثر من نصر على الراجپوت، وتتبَّعهم في فرارهم، وأسر عائلاتٍ كثيرةٍ من قادتهم. فاضطرَّ أمار سينگه أن يطلب إيقاف القتال وأعلن خُضُوعه لِنُفوُذ المغول، وطلب الصُلح، ودخل في مُفاوضات مع الشاهزاده خُرَّم من أجل إحلال السلام انبثق عنها توقيع اتفاقية صُلح في سنة 1024هـ المُوافقة لِسنة 1615م تضمَّنت ما يلي:
- إعفاء أمار سينگه من المُثُول بين يدَيِ السُلطان، على أن ينوب ابنه «قران سينگه الثاني» مكانه.
- تسليم مُقاطعة ميوار كلّها بِما فيها قلعة چتور (التي استولى عليها المغول في عهد جلال الدين أكبر) إلى أمار سينگه على أن يحكم باسم المغول.
- لا تُقام أيَّة تحصينات على قلعة چتور.
- يُقدِّم أمار سينگه ألف فارس إلى الجيش المغولي عند الحاجة.
- منح قران بن أمار سينگه وظيفة منصبدار خمسة آلاف.

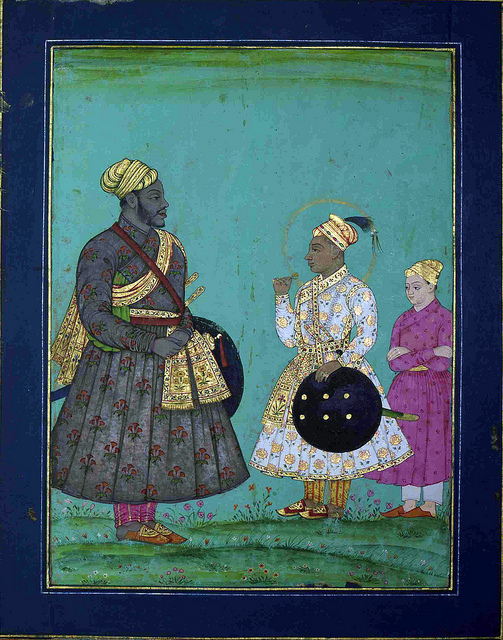
ملك عنبر (يسارًا) ووصيُّه السُلطان الفتى مُرتضى بن عليّ.

وافق جهانكير على الاتفاقيَّة، ولم يُصرَّ على دفع أمار سينگه الجزية -كباقي زُعماء الهندوس الآخرين- مُظهرًا كرمًا زائدًا تجاه حاكم ميوار. وأنهت هذه الاتفاقية قرنًا من العداء والحُرُوب المُتواصلة بين الأُسرتين الحاكمتين في آغرة وچتور، وتُعدُّ نصرًا سياسيًّا لِجهانكير، ونصرًا شخصيًّا لِلشاهزاده خُرَّم. وفي سنة 1025هـ المُوافقة لِسنة 1616م، أعدَّ جهانكير جيشًا كبيرًا وجعل ابنه خُرَّم على إمارته، ووجَّهه إلى الدكن لِلقضاء على عصيان ملك عنبر الحبشي، وكيل السلطنة والصدر الأعظم في الدولة النظامشاهيَّة، الذي كان قد استبدَّ بِشُؤون الحُكم وتولَّى الوصاية على السُلطان الصغير مُرتضى بن عليّ، وتمكَّن من طرد المغول من البلاد التي سيطروا عليها خلال عهد السُلطان أكبر. خرج الشاهزاده خُرَّم مُحمَّد من آغرة بناءً على تكليف والده، ووصل إلى بُرهانفور في شهر ربيعٍ الأوَّل 1026هـ المُوافق فيه آذار (مارس) 1617م، ثُمَّ تابع تقدُّمه بِاتجاه أحمد نگر، قصبة الدولة النظامشاهيَّة، وكانت أوضاع البلاد حول ملك عنبر قد تغيَّرت آنذاك، فدبَّ فيها الفساد والفتن من واقع الصراع على السُلطة بين الصدر الأعظم ملك عنبر والسُلطان بُرهان بن مُرتضى، فخَشِي ملك عنبر الدُخُول في صدامٍ مع الشاهزاده المغولي ومال إلى الصُلح، ووافق على ما عُرض عليه، وهو أن يُسلِّم مُقاطعة بالاگھاٹ، التي كان قد انتزعها مُؤخرًا من المغول، بِالإضافة إلى قلعة أحمد نگر، ووافق السُلطان جهانكير والسلطان بُرهان على المُعاهدة، وكافأ السُلطان ابنه خُرَّم مُحمَّد ورقَّاه إلى رُتبة قائد لِثلاثين ألفًا وأضفى عليه لقب «شاهجهان»، وهو اسمٌ منحوت من كلمتين: «شاه» أي «ملك» و«جهان» أي «العالم»، فهو يعني «ملك العالم» بِالفارسيَّة، وهو اللقب الذي عُرف به طيله حياته، وسمح لهُ أن يكون الرّجُل الوحيد الذي يجلس في حضرته. ولم يكد خُرَّم يُغادرُ بلاد الدكن حتَّى تجدَّدت الاضطرابات، ويبدو أنَّ ملك عنبر أراد الانعتاق من الطوق المغولي، وكان قد انحنى للعاصفة مُؤقتًا، فلمَّا صفا الجو بِعودة شاهجهان رفع رأسه مُجددًا. ففي سنة 1029هـ المُوافقة لِسنة 1620م، نقض المُعاهدة مع المغول وعقد حلفًا مع الدولة القطبشاهيَّة في گُلكُندة، والعادلشاهيَّة في بيجافور، وهاجم الحاكم المغولي عبد الرحيم خان خانان في قلعة أحمد نگر وحاصرها. وكان الشاهزاده خُرَّم مُحمَّد آنذاك مُنهمكًا في حصار حصن كانگرة، فلم يتمكَّن من التحرُّك الفوري ضدَّ ملك عنبر.

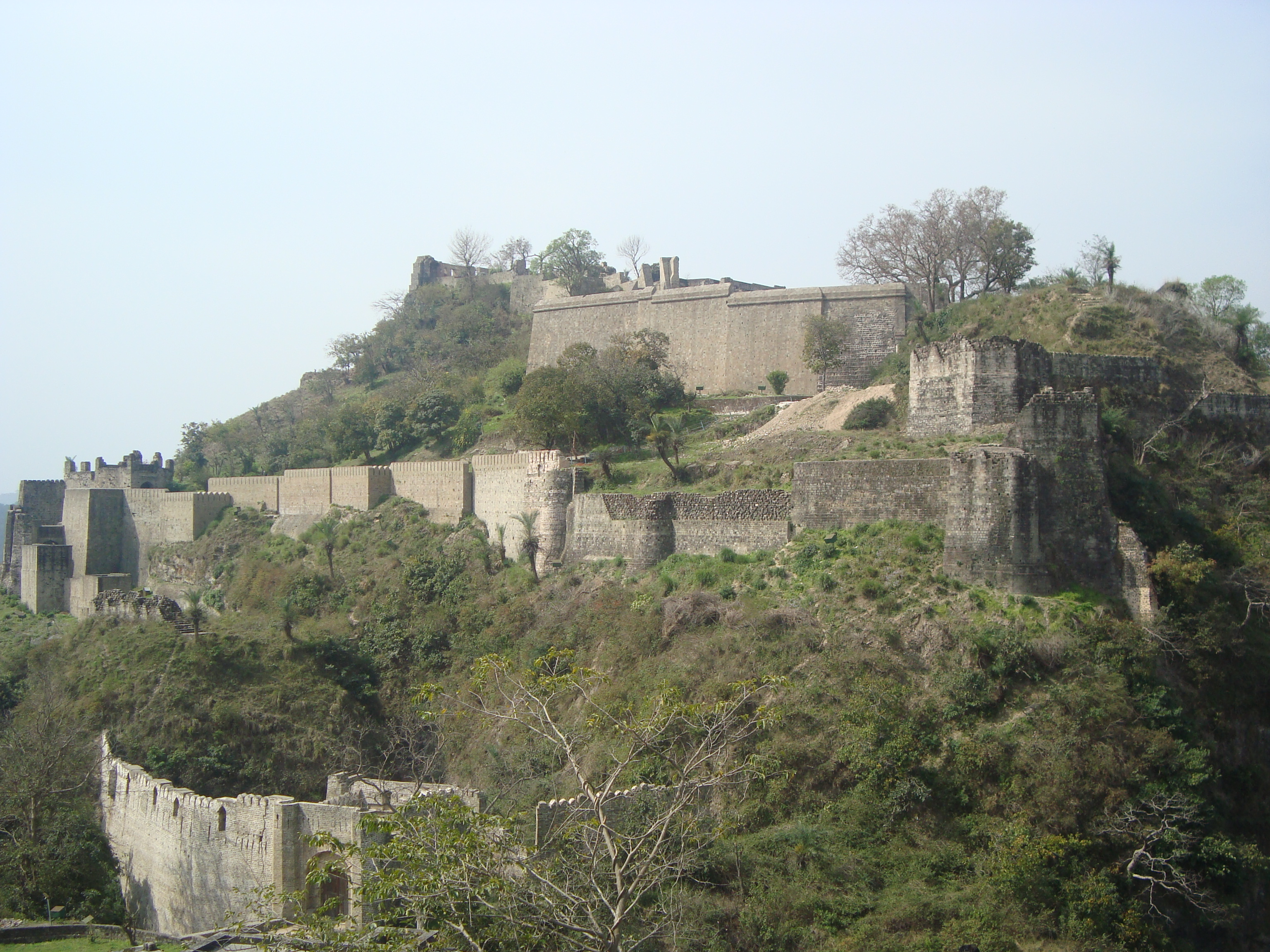
حصن كانگرة كما يبدو اليوم.

وحصن كانگرة هذا هو حصنٌ هندوسي شهير، يقع في وادي كانگرة في شمال شرقيّ الپُنجاب، وهو مبنيّ على تلٍّ مُرتفع ومُحصَّن تحصينًا جيِّدًا، ويُعدُّ من أمنع حُصُون المنطقة، وقد استعصى على السلاطين المُسلمين الذين حكموا الهند أو بعض مناطقها، فقد حاول محمود الغزنوي فتحه سنة 1009م، وفيروز شاه تغلق سنة 1360م، وشير شاه سنة 1540م، كما حاول السُلطان أكبر نفسه فتح هذا الحصن، فحاصره فترة ولكنَّهُ استعصى عليه، حتَّى ذُلِّل لِابنه جهانكير. فعندما تسلَّم الأخير الحُكم قرَّر فتح الحُصن وإتمام مقاصد أبيه ومن سبقه من الحُكَّام المُسلمين، فكلَّف مُرتضى خان والي الپُنجاب بِهذه المُهمَّة، غير أنَّهُ فشل في ذلك بعد أن رفض القادة الراجپوتيُّون في جيشه الانصياع له بِدافع الحقد والغيرة، فكُلِّف عندئذٍ الشاهزاده شاهجهان بِفتح الحصن المذكور، فحاصرهُ مُدَّة أربعة عشر شهرًا قاطعًا عن حاميته المدد والمُؤن، فاضطرُّوا إلى غلي الأعشاب اليابسة وأكلها من شدَّة اليأس، ولمَّا كادت المجاعة أن تحلَّ بهم استسلم صاحب الحصن «بيكرماجيت» لِلمغول، وطلب الأمان، فدخل شاهجهان إلى الحصن يوم 20 ذي الحجَّة 1029هـ المُوافق فيه 16 تشرين الثاني (نوڤمبر) 1620م، وضحَّى بِثورٍ شُكرًا لله على تحقيق هذا النصر، وابتنى بِداخل الحصن مسجدًا إيذانًا بِدُخُوله تحت جناح الإسلام، كما سمح لِجُنُوده بِنهب الأموال والكُنُوز في معبد «نكرگُت»، الواقع ضمن نطاق الحصن.
بعد إنجازه مُهمَّته بِفتح الحصن، أسرع شاهجهان وعاد نحو أحمد نگر، وتمكَّن من الانتصار على قبائل المراثيين الذين سبَّبوا له متاعب كثيرة، ولم تلبث جميع الأراضي التي سبق أن استولوا عليها في إقليمَيْ أحمد نگر وبيرار أن فُقدت منهم. وعندما وصل إلى بانان لِإنقاذ مدينة بُرهانفور استسلم ملك عنبر وأعلن خُضُوعه لِلمغول مرَّة أُخرى، لِإنقاذ حياته وحُكمه، وعقد شاهجهان الصُلح معهُ بِالشُرُوط السابقة نفسها.

### ثورته على والده

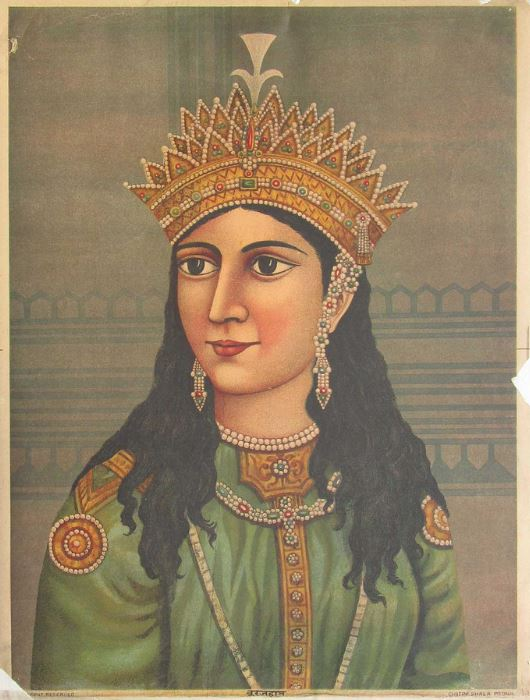
رسمٌ تخيلي لِلسُلطانة مهرُ النساء بنت غيَّاث الدين الطهراني، نورجهان لاحقًا، يعود إلى القرن العشرين الميلادي.

كان السُلطان جهانكير قد تزوَّج سنة 1020هـ المُوافقة لِسنة 1611م، من امرأةٍ فارسيَّةٍ تُدعى «مهرُ النساء بنت غيَّاث الدين بن مُحمَّد شريف الطهراني»، وكانت نادرة في الجمال فافتتن بها جهانكير وسمَّاها «نورجهان» أي «نُورُ الدُنيا». وكانت نورجهان، إلى جانب جمالها، من خيار النساء علمًا وعقلًا، اخترعت أُمُورًا كثيرة في الزِّي واللباس والحُليّ والعُطُورات، وكانت ماهرة بِالسياسة والتدبير، وأوتيت من قُوَّة الشخصيَّة وحدَّة الذكاء ورجاحة العقل ما يسَّر لها أن تُصبح صاحبة الكلمة الأولى في الدولة، حتَّى خضع لِمشيئتها السُلطان والقادة وتقبَّلوا جميعُهم مشورتها بِأحسن القبول. إضافة إلى ذلك، كانت نورجهان تمتاز بِطيبة القلب، فعملت دائمًا على مُساعدة الفُقراء، ويُقال أنها تبرَّعت بِصداق مئاتٍ من البنات عند زواجهن. وإلى هذا كان خيرُ ما يُميِّزُها قُدرتها النادرة على فهم المُعضلات والعمل على حلِّها، وطُمُوحها الذي لا حدَّ له، وإرادتها الحديديَّة. ولِهذا فسُرعان ما أصبحت القُوَّة الفعَّالة وراء العرش، ولِتوكيد صلتها بِالبيت التيموري السُلطاني وفي سبيل الإحاطة بِمُقدرات الدولة، زوَّجت الشاهزاده خُرَّم مُحمَّد -شاهجهان- من ابنة أخيها آصف، كما زوَّجت ابنتها «لادلي بيگم»، التي أنجبتها من زواجٍ سابق، من أخيه الشاهزاده شهريار، على أنَّهُ تبيَّن فيما بعد سوء نيَّتها من وراء هذا التدبير.
وفي سبيل سعيها إلى تمتين صلتها بِالبيت التيموري وإلى الإحاطة بِالسُلطان ومُقدرات الدولة، كما أُسلف، راحت نورجهان تُقنع جهانكير بِتعيين ابنه شهريار وليًّا لِلعهد بدلًا من أخيه شاهجهان، بعد أن رأت بِنظرتها الثاقبة أنَّ الشاهزاده شهريار كان أضعف شخصيَّةً من أخيه خُرَّم، وأنَّهُ لِذلك يصلح أن يكون أداةً طيَّعةً في يدها، في الوقت الذي خشيت على مُستقبلها السياسي من قُوَّة شخصيَّة شاهجهان فيما لو تولَّى العرش. وعملت نورجهان على الهيمنة على مناصب الدولة، من خلال تعيين أُسرتها والمُقرَّبين منهم في المراكز الهامَّة. فعيَّنت والدها صدرًا أعظمَ ولقَّبته بِلقب «اعتماد الدولة»، كما عيَّنت أخاها آصف رئيسًا لِلتشريفات في القصر السُلطاني، فأمَّنت بِذلك انتقال السُلطة الفعليَّة إليها وإلى أُسرتها والمُقرَّبين منها. وقد ساعدها على ارتقاء هذا المجد وَلَهُ جهانكير بها وانصرافه إلى الشراب وتعاطيه الأفيون، خاصَّةً بعد أن تقدَّم به السن ولازمه المرض، فقد كان يشرب كُلَّ مساء عشرين كأسًا من العرق القوي، بِحيثُ أنَّ رائحته كانت تجعل كُل من يتحدَّث معه يعطس. وقد اعترف جهانكير بِهذه الهيمنة في سيرته الذاتيَّة، فقال: «إِنَّ الْحَالَةَ الْآنَ فِي عَهْدِ حُكْمِي هِي أَنَّ الْأَبَ هُوَ دِيوَانُ الْكَلِّ، وَالْاِبْنُ هُوَ الْوَكِيلُ الْمُطْلَقُ، وَالْبِنْتُ هِي صَاحِبَةُ السِّرِّ وَالنَّدِيمَةُ». ويذهب البعض إلى القول بِأنَّ هذه العائلة لمَّا كانت فارسيَّة الأصل، شيعيَّة المذهب، فقد تغلغل أصحاب المصالح الطائفيَّة في أوساط الحُكم وأجهزة الدولة عن طريقها. ويُضيف هؤلاء بِأنَّ نورجهان حاكت خطَّةً لِلقضاء على أهل السُنَّة والجماعة في بلاد الهند ومد النُفُوذ الصفوي إليها، وعاونها في ذلك أنصارها وجماعتها وكبار القادة الشيعة والهندوس، ولمَّا كان شاهجهان سُنيًّا مُتدينًا وكان أخوه شهريار مُتشيِّعًا، كان من الضروري إبعاد الأوَّل عن ولاية العهد وتنصيب أخيه مكانه. وفي سنة 1030هـ المُوافقة لِسنة 1621م، أرسل الشاه الصفوي عبَّاس بن مُحمَّد خُدابنده جيشًا كبيرًا لِلاستيلاء على قندهار من المغول، فاستاء السُلطان جهانكير من تصرُّفه، وأمر ابنه شاهجهان بِالسير من الدكن إلى قندهار لِدفع الصفويين عنها. لكنَّ الشاهزاده المذكور رفض الأوامر السُلطانيَّة، مُعتقدًا أنَّ إبعاده إلى قندهار ما هو إلَّا جُزءٌ من مُؤامرة نورجهان ضدَّه لِإقصائه من ولاية العهد، فاستغلَّت السُلطانة هذه الفُرصة وراحت تحط من قدر شاهجهان أمام والده السُلطان وترفع من قدر أخيه شهريار، حتَّى عقد لهُ السُلطان لواء حملة قندهار. لكنَّ المدينة سقطت بِأيدي القُوَّات الصفويَّة، بعد حصارٍ دام خمسةً وأربعين يومًا، ولم تستطع حاميتها الصغيرة المُكوَّنة من 3,000 جُندي الصُمُود أمام الصفويين.

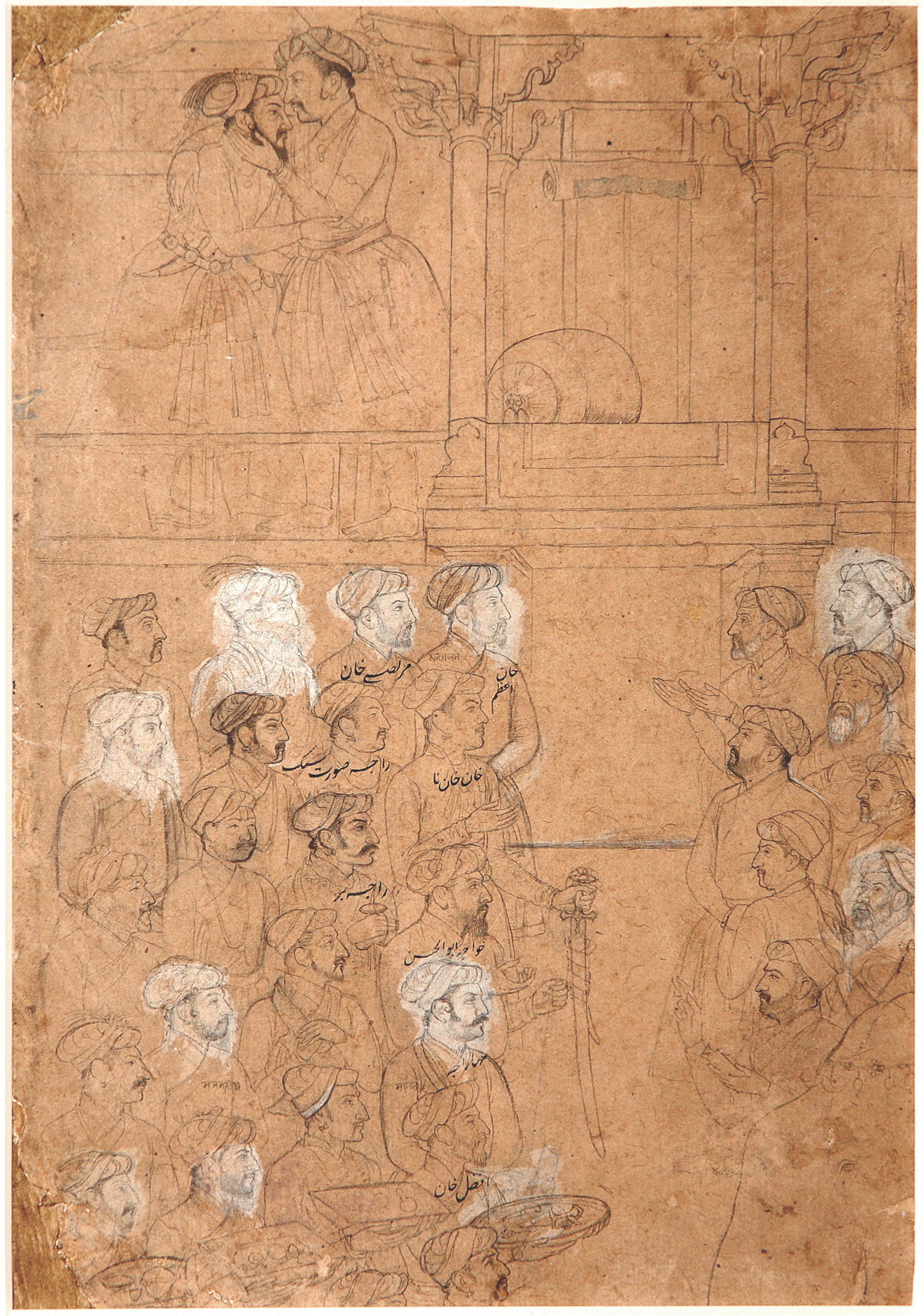
مُنمنمة غير مُلوَّنة تُصوِّرُ السُلطان جهانكير يُعانق ابنه الشاهزاده شاهجهان (في أعلى اليسار) بُعيد عودته من الدكن، مُظهرًا الصفح والعفو عنه، بعد ثورته.

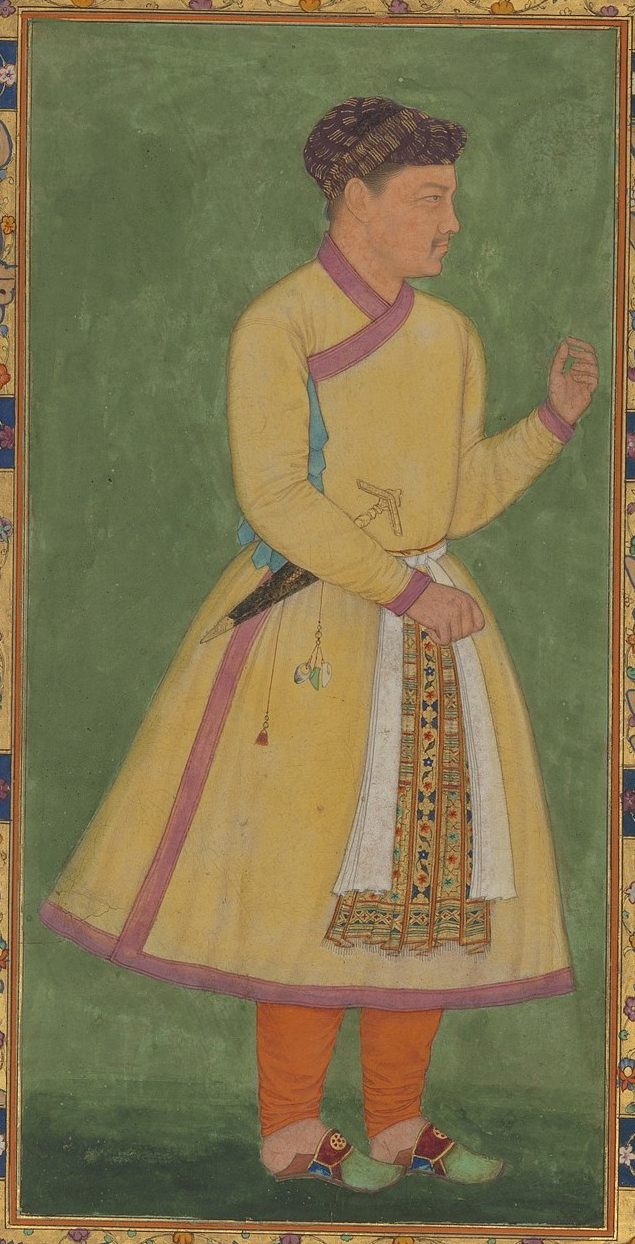
مُنمنمة لِمهابت خان.

خلال فترة إعداد الحملة، طلب شاهجهان من أبيه منحه إقطاع «دهلفور» وتوقَّع أن يُلبِّي طلبه، لِذلك أرسل قُوَّاته إليها، لكن تدخَّلت نورجهان في هذه القضيَّة وأقنعت السُلطان بِمنحها لِابنه شهريار، فكانت تلك هي القشَّة التي قصمت ظهر البعير بِالنسبة لِشاهجهان، فبعد أن دبَّ اليأس في قلبه من أفعال زوجة أبيه، شقَّ عصا الطاعة وأعلن الثورة علنًا. وعندما علم السُلطان بِخُرُوج ابنه عليه، أرسل إليه يطلب أن يُرسل قُوَّاته إلى العاصمة، وهو يُريدُ تجريده منها حتَّى يُضعف موقفه، فرفض شاهجهان ذلك وراح يستعد لِلقتال سياسيًّا وعسكريًّا. فعلى الصعيد السياسي، فقد حاول التقرُّب من الشاه الصفوي، فأرسل إليه رسولًا من قِبله هو زاهد بك، وعلى الصعيد العسكري، فقد راح يجمع المُؤن من خوندنة وولايات الجنوب ويُخزِّنها، ويجمع العساكر استعدادًا لِلصُمُود والمُواجهة. وقد وقف في صفِّ شاهجهان ودعمَ تولِّيه العرش عددٌ من العُلماء المُسلمين كان في مُقدِّمتهم الإمام أحمد بن عبد الأحد السرهندي، المعروف بِـ«مُجدد الألف الثاني»، الذي خشي تمدُّد النُفُوذ الصفوي الشيعي في بلاد الهند فيما لو فازت الكُتلة الشيعيَّة المُمثلة بِنورجهان وأصحابها في الاستيلاء على الحُكم، فعمل على إثارة الرأي العام وكتب مكاتيب ورسائل طويلة مُضادَّة لِلشيعة. أرسل جهانكير الشاهزاده پرويز والقائد مهابت خان لِقمع ثورة شاهجهان، وذهب هو مع زوجته إلى أجمير لِيكون قريبًا من الأحداث. تقدَّم شاهجهان من ماندو في مالوة في طريقه إلى آغرة لِمُهاجمتها، فتصدَّت لهُ قُوَّات أبيه عند الجنوب من دلهي، وجرى اشتباكٌ بين الطرفين في شهر جُمادى الآخرة سنة 1032هـ المُوافق فيه شهر نيسان (أبريل) 1623م أسفر عن خسارة شاهجهان، فانسحب من أرض المعركة وعاد إلى ماندو، فطارده پرويز ومهابت خان وأجبراه على اللُجوء إلى أسيرگاه. والتمس الشاهزاده الثائر المُساعدة من ملك عنبر في أحمد نگر ومن بيجافور إلَّا أنَّهُ لم يتلقَّ إلَّا الرفض. واستولى مهابت خان على بُرهانفور التي تركها شاهجهان من دون حماية، وعلى بهار وحصن روحتاس وسيطر على البنغال، واصطدم بِشاهجهان قُرب مدينة الله آباد وهزمه.
عند هذه النُقطة، انفضَّ قادة شاهجهان عنه وانضمُّوا إلى الجيش السُلطاني، فشعر عندئذٍ بِعجزه عن الاستمرار في الثورة والمُقاومة، وطلب من والده الصفح عنه مُعتذرًا عمَّا بدا منه، فكتب لهُ السُلطان رسالةً بِخطِّ يده في جُمادى الآخرة 1035هـ المُوافق فيه آذار (مارس) 1626م وافق بِموجبها على العفو عنه على أن يُرسل ولديه داراشُكوه وأورنكزيب، وكانا حَدَثين، رهائن، ويُسلِّم روحتاس وحصن أسيرگاه الذي استولى عليه أتباعه، ويمنحه إقطاع بالاگھاٹ. وكان لِنُورجهان دورٌ سياسيٌّ في حمل السُلطان على العفو عن ابنه، وذلك من واقع الصراع على السُلطة. وهكذا فشلت ثورة شاهجهان التي شغلت الدولة على مدى ثلاث سنوات، فهزَّت أركانها وزعزعتها. أمَّا أسباب فشلها فترجع إلى وهم شاهجهان بأنَّهُ سيقدر على والده لِمرض الأخير وانشغاله بِحرب قندهار مع الصفويين، ولِأنَّ كثيرًا من الأُمراء كانوا مُنزعجين من تصرُّفات السُلطانة، فاعتقد بِأنَّهم سينضمون إليه بِسبب شُهرته وتضحياته تجاه الدولة، لكنَّ أيًّا من ذلك لم يتحقَّق.

### ثورة مهابت خان
كان القائد مهابت خان، الذي ساهم في دحر قُوَّات شاهجهان أثناء ثورته على والده، أحد أبرز قادة الدولة المغوليَّة وأنجحهم في مسيرته العسكريَّة، وكان محبوبًا من الجيش ومُقرَّبًا من الشاهزاده پرويز، فساء نورجهان هذا التقارب لأنَّها رأت فيه ما يُهدد بِالقضاء على خطَّتها وهدفها الأكبر وهو تأمين ولاية العهد لِزوج ابنتها شهريار، وخاصَّةً أنَّ مهابت خان كان يُعارض توجُّهاتها بِاستمرار ويُنافسها في نُفُوذها، لِذلك أرادت أن تُعيد التوازن السياسي في الدولة وخلط الأوراق من جديد، ومن أجل تحقيق ذلك أقنعت السُلطان بالعفو عن ابنه شاهجهان.
ضاق مهابت خان ذرعًا بتصرُّفات نورجهان التي غدت تُسيطر بِنُفُوذها على شُؤُون ومُقدرات الدولة، وأدَّى بها غُرُورها إلى الحط من أقدار كبار الأُمراء، فانطلق يدعو لأخذ البيعة لِپرويز ثاني أبناء السُلطان، وكان طوع يمينه، لِيضمن بِذلك خلاص الأمر له مُستقبلًا، فتصدَّت لهُ نورجهان ووصمتهُ بِالخيانة، وحرَّضت السُلطان على اضطهاده، فاستدعاه جهانكير من البنغال، وكان في طريقه إلى كابُل لِإخضاعها، هُنا أحسَّ مهابت خان بِالخطر على حياته، فخرج في حماية خمسة آلاف مُقاتل من الراجپوت، وكمن لِلسُلطان في كشمير، فقبض عليه وهو يعبر أحد الأنهار وأسره، وتمكَّنت السُلطانة نورجهان من الفرار، ولم تُفلح في أوَّل الأمر من فك أسر زوجها، فباءت قُوَّاتها بِالهزيمة وسقطت وأخاها بِدورهما في الأسر، وكان ذلك في سنة 1036هـ المُوافقة لسنة 1626م.
استطاعت السُلطانة نورجهان بِذكائها ودهائها أن تتغلَّب على مهابت خان وتُطلق سراح السُلطان، فقد دبَّرت حيلة لِإبعاد مهابت خان عن حرسه، ثُمَّ استولت على خزائنه حتَّى أضحى في ضيقٍ ماليٍّ شديد، وفرَّ إلى الجبال لِلاحتماء بها، ثُمَّ طلب العفو، فرأت نورجهان أن تعفو عنه لتستعمله أداةً ضدَّ شاهجهان الذي كان يُريد مغادرة الهند إلى إيران، لكنَّهُ تراجع عن قراره وتوجَّه إلى الدكن حيث مزارعه وإقطاعه، فذهب مهابت خان إلى الشاهزاده المذكورة وبدلًا من تعقُّبه انضمَّ إليه، وأصبح من أنصاره.
هذا وكان شاهجهان قد سارع بِدوره لِنجدة أبيه حين علم بِوُقُوعه في الأسر، فلم يبلغ السند حتى وافته رُسل نورجهان تُخبره بِما أشاعه خبر مُقدِّمه من الاضطراب في صُفُوف مهابت خان، حتى تمَّ لهم الخلاص ممَّا وقعوا فيه، وتُشير إليه بِالارتداد سريعًا إلى الدكن لِإقرار الأمور فيها.

## تربُّع شاهجهان على عرش المغول

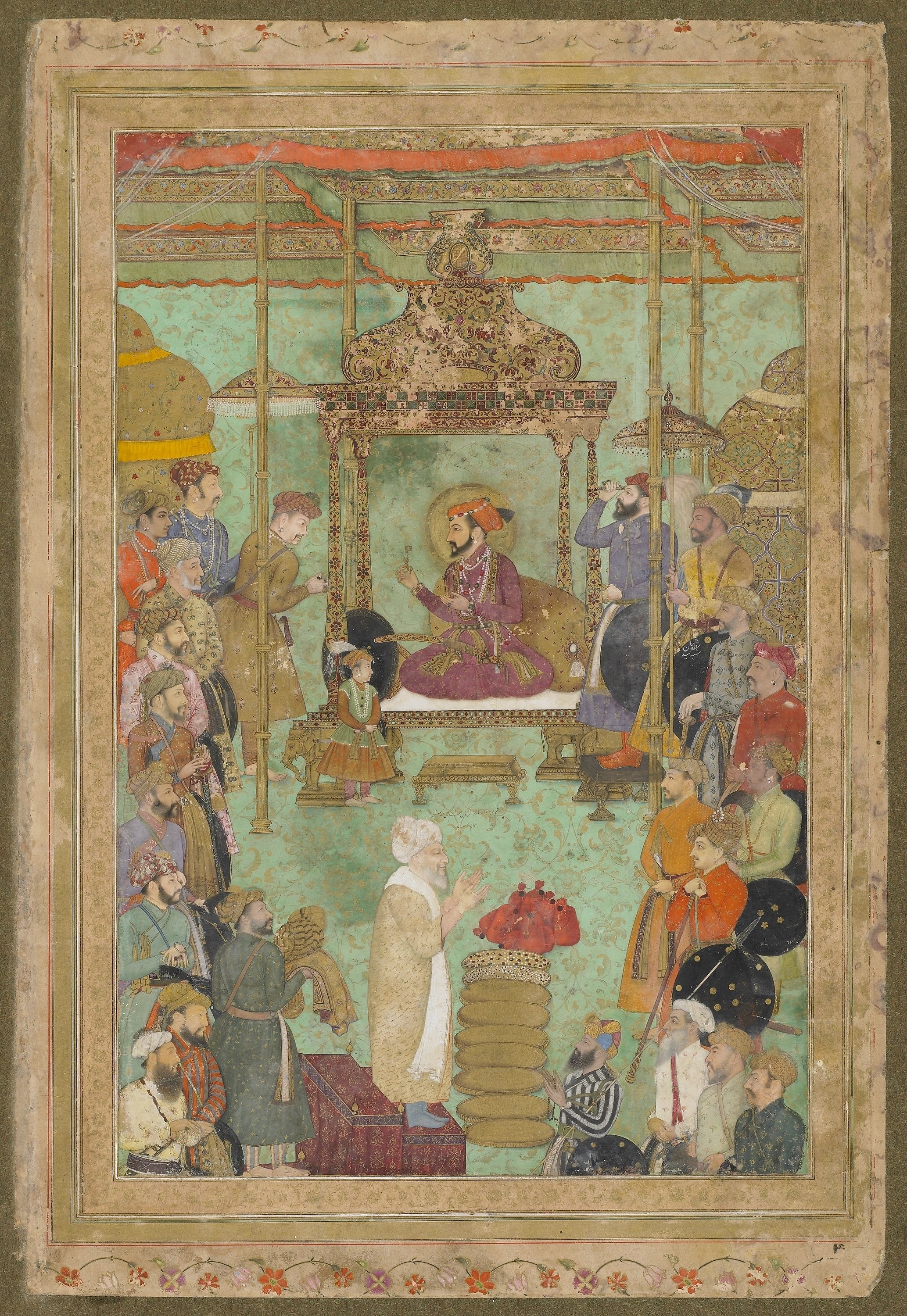
تنصيب شاهجهان على عرش المغول. يظهر في الرسم أيضًا القائد مهابت خان وأحد العُلماء المُسلمين (أسفل وسط الصورة) وهو يدعو لِلسُلطان العتيد.

تُوفي السُلطان جهانكير يوم 17 صفر 1037هـ المُوافقة لِسنة 28 تشرين الأوَّل (أكتوبر) 1627م، أثناء عودته من كشمير بعد أن قضى بها وقتًا للاستجمام والاستشفاء. ولم يكن قد استقرَّ الأمر على من يخلفه، وقد ترك ولدين راحا يتنازعان المُلك هُما شهريار الذي تُؤيِّده نورجهان لِأنَّهُ زوج ابنتها، وشاهجهان الذي يُسانده الجيش ومُعظم الأُمراء، وعلى رأسهم آصف خان، أخو نورجهان ووالد أرجمند بانو بيگم (مُمتاز محل)، زوجة شاهجهان. وكان هُناك عددٌ من آل تيمور الأقل أهميَّة وشُهرة تطلَّعوا إلى اعتلاء العرش، مثل داور بخش بن خسرو، وابني دانيال بن أكبر، طهمورث وهوشنگ.
كان شاهجهان في الدكن عند وفاة والده، فأبلغهُ آصف خان بِذلك وطلب منه الحُضُور إلى آغرة على وجه السُرعة لِيعتلي العرش، وعمل في الوقت نفسه على تأمين منصب السلطنة له من واقع تعيين داور بخش، حفيد السُلطان الراحل، بعد أن أخرجه من سجنه، لِيتقي بِهذا الإجراء ما قد يحدث من اضطرابٍ لِلأُمُور في المدينة، وحتَّى يُتاح له إخراج أبناء شاهجهان من القصر خشيةً على حياتهم، بعد أن أرسلهم والدهم إلى دار السلطنة لِيكونوا رهائن كما أُسلف. لم ترضَ نورجهان بما ذهب إليه أخوها آصف خان، فنادت بِختنها شهريار سُلطانًا في لاهور، قصبة الپُنجاب، وظاهر شهريار على هذا الأمر أحد أولاد عمِّه دانيال، فما كان من آصف خان إلَّا أن أسرع بِقُوَّاته إلى المدينة المذكورة واقتحمها، وقبض على شهريار وألقى به في الحبس بعد أن سمل عينيه. وتناهى خبر ذلك كُلِّه إلى شاهجهان، ولمَّا يبرح الدكن بعدُ، فكتب في التَّو إلى حميه آصف خان يُحرِّضه على القضاء على مُنافسيه جميعًا، فنفَّذ ذلك، ولم تُكتب النجاة من مذبحة آصف خان تلك إلَّا لِداور بخش الذي فرَّ إلى فارس واحتمى بِالصفويين، وبقي هُناك حتَّى أواخر حياته. وهكذا عندما وصل شاهجهان إلى آغرة كان كافَّة المُنافسين لهُ قد أُزيحوا عن الساحة السياسيَّة.
بُويع شاهجهان بِعرش آبائه وأجداده يوم الاثنين 8 جُمادى الآخرة 1037هـ المُوافق فيه 14 شُباط (فبراير) 1628م، وتسمَّى باسم «أبو المُظفَّر صاحبقران أ[›] شهاب الدين مُحمَّد شاهجهان»، وخُطب بِاسمه على المنابر في جميع أنحاء الهند وضُربت السكَّة بِاسمه. وكان أوَّل عملٍ اتخذه شاهجهان أنَّهُ عيَّن آصف خان صدرًا أعظمَ، ولقَّبهُ بِـ«يمين الدولة»، وأطلق يده في تسيير الشُؤون العامَّة. أمَّا السُلطانة نورجهان فقد انسحبت في صمتٍ بعد هذه الصدمات العنيفة، واعتزلت الحياة العامَّة، وعاشت وحدها مع ابنتها أرملة شهريار ما تبقَّى من عُمرها. وعلى الرُغم من مكايدها، فقد تناسى لها شاهجهان كُلَّ ما كان لها معهُ من عداء، وبرَّ بها بقيَّة أيَّامها، فأكرمها وعاملها بِاحترامٍ وتجلَّة، ورتَّب لها راتبًا سنويًّا، إلى أن أدركها الموت بِلاهور سنة 1055هـ المُوافقة لِسنة 1645م، فنُقل جُثمانها ووُوريت الثرى إلى جانب زوجها جهانكير بِبُستان دلكشاه بِظاهر قصبة الپُنجاب.

## الاضطرابات في بداية عهد شاهجهان

### ثورة الراجا ججهار سينگه في بُندلخند

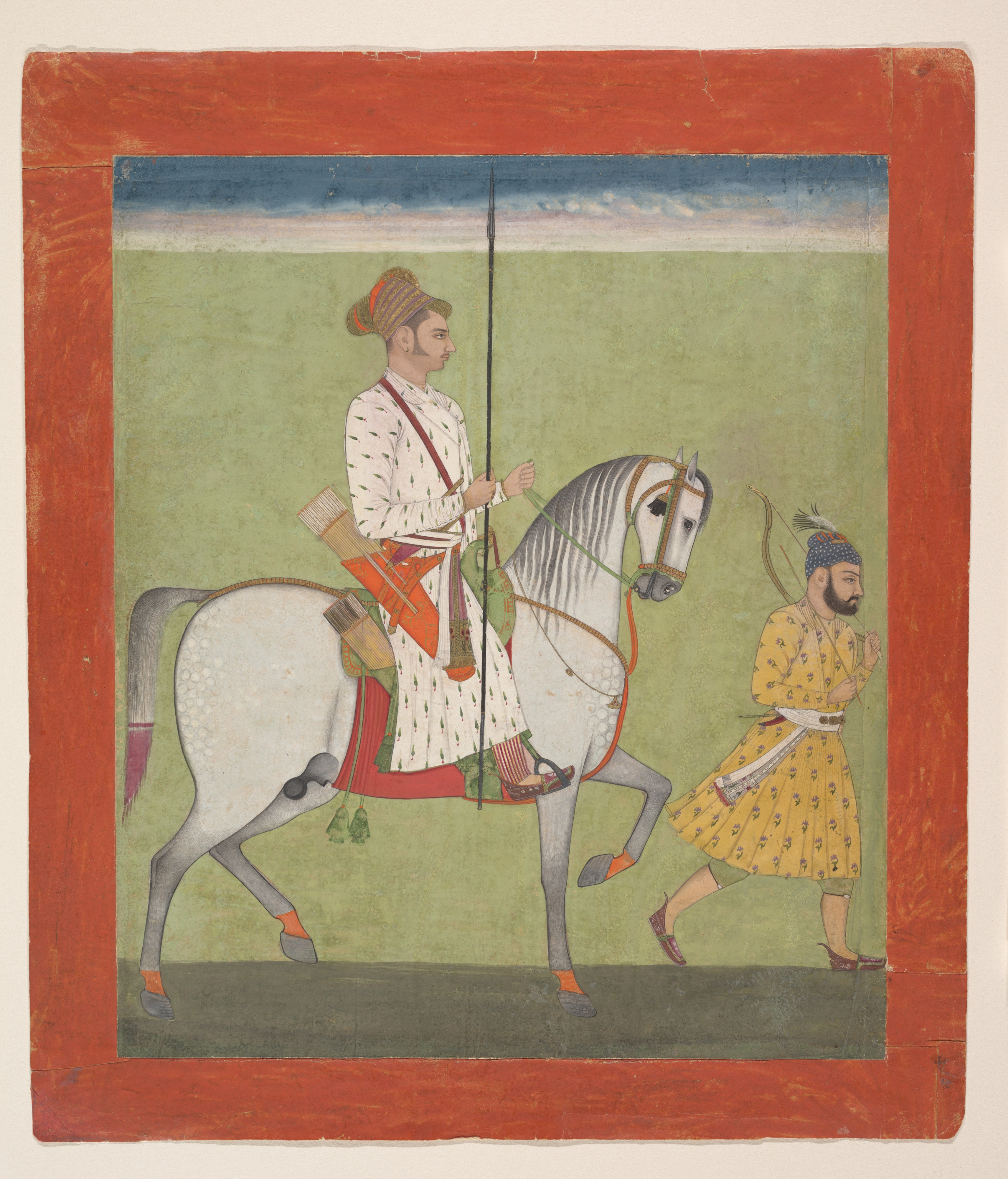
مُنمنمة لِججهار سينگه على صهوة جواده.

كانت أولى المُشكلات التي واجهت السُلطان الجديد هي الثورة التي قام بها الراجا ججهار سينگه الهندوسي (بالهندية: जुझारसिंह बुन्देला) في بُندلخند. وججهار هذا هو ابن «برمَن سينگه ديڤا بانديلا» (بالهندية: वीर सिंह जूदेव)، المُسمَّى في المصادر المغوليَّة «نَرْسِنكه دَيْو»، الذي أوعز إليه السُلطان جهانكير بِقتل أبي الفضل بن مُبارك، أحب خُلصاء أكبر إلى نفسه، كونه - بحسب قول جهانكير - كان يُقحمُ أفكارًا مُشوَّهة عن الإسلام في رأس السُلطان الأسبق. ولمَّا أتمَّ برمَن سينگه مُهمَّته بِنجاح، كافأه السُلطان بِأن منحهُ امتيازاتٍ كثيرةً جمع من خلالها ثرواتٍ طائلة، وتُوفي قبل وفاة جهانكير بِبضعة أشهُر، فخلفه ابنه ججهار سينگه، وراح بعد اعتلاء شاهجهان العرش يُوطِّد أقدامه في إقطاعاته ويزيد من قُوَّته بِشراء الأسلحة والذخائر، ويُحصِّن قلاعه، ويضطهد السُكَّان ويتعسَّف في جمع الضرائب، وعندما علم شاهجهان بِأعماله أمر بِإجراء تحقيقٍ في ذلك ما أزعج الأمير الهندوسي فراح يستعد لِلحرب وإعلان استقلاله عن الحُكُومة المغوليَّة المركزيَّة.
لم يتَّخذ شاهجهان في بادئ الأمر أي إجراء بِحقِّ ججهار سينگه بِسبب دوره في صدِّ الغارات عن المناطق الحُدُوديَّة، ولكن عندما تغيَّر الوضع، بعد أن حقَّق مهابت خان الأمن والاستقرار في هذه المناطق؛ نهض لِقمع ثورته، فأرسل مهابت خان إلى بُندلخند من أجل ذلك ودعَّمه بِتعزيزاتٍ من الشرق بِقيادة عبد الله خان، ومن الجنوب بِقيادة خانجهان، فبلغ عدد القُوَّات المغوليَّة سبعة وعشرين ألفًا من الفُرسان وستَّة آلاف من المُشاة،
وعندما أحاطت هذه القُوَّات بِالأمير العاصي، سارع بإلقاء السلاح والاستسلام وطلب الأمان، وكان ذلك في شهر ذي القعدة من سنة 1037هـ المُوافق فيه شهر حَزِيران (يونيو) 1628م، فصفح عنه شاهجهان وأبقاه في حُكم بُندلخند على أن يعود الأمر كما كان عليه، أي يحكم البلاد بِاسم المغول، على أنَّهُ انتزع منه بعض البلاد وألحقها بِالسلطنة بِشكلٍ مُباشر.

### ثورة خانجهان

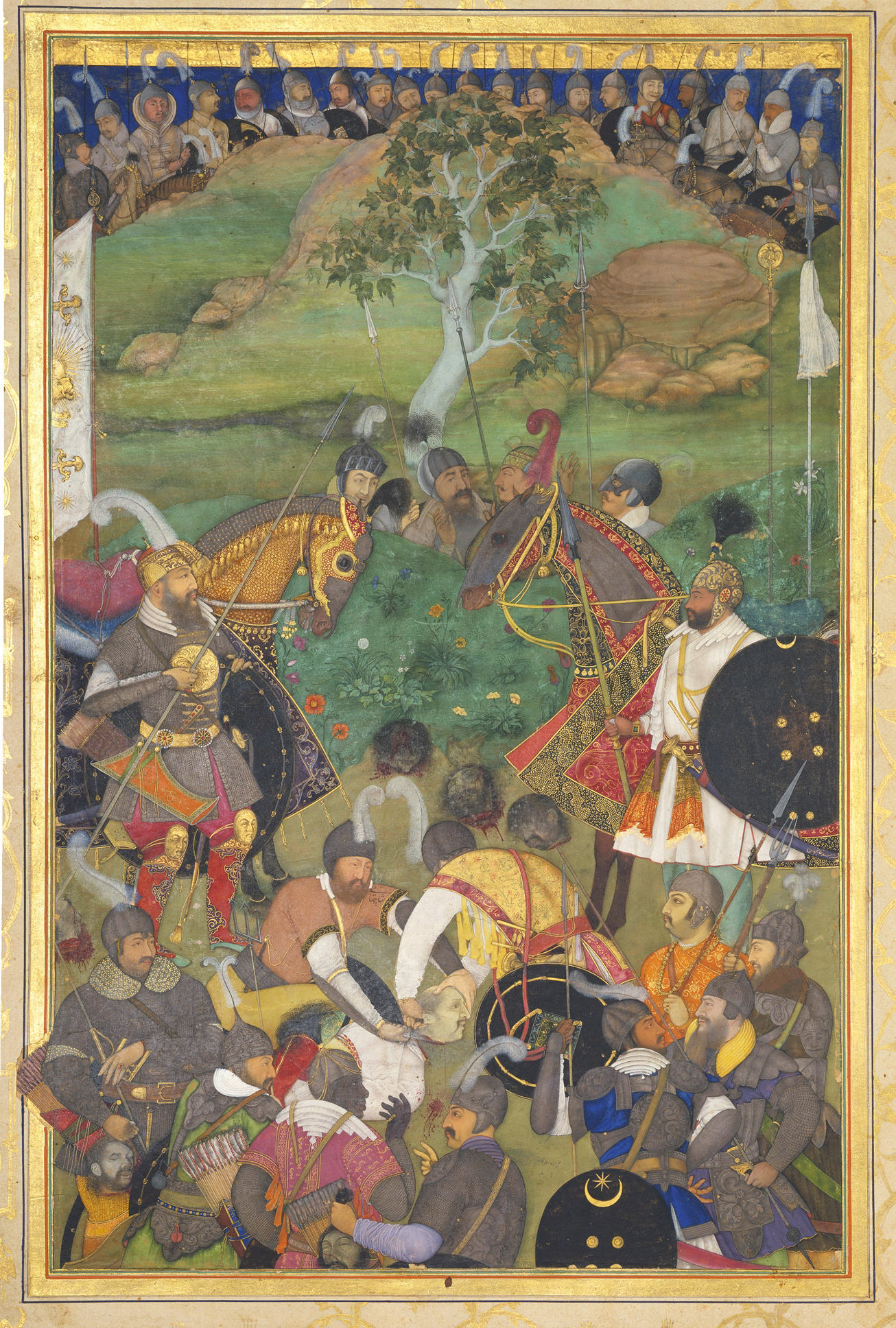
رؤوس خانجهان وأتباعه بعد أن أعدمهم القائدان المغوليَّان عبد الله خان ومُظفَّر خان.

ما أن فرغ شاهجهان من ثورة الراجا ججهار سينگه حتَّى قام في وجهه، خلال السنة الثانية من حُكمه، قائدٌ عسكريٌّ سابق من أبرز قادة أبيه، وهو «خانجهان» (يُكتب أيضًا «خان جهان»). وخانجهان هذا هو «پيرخان بن دولت اللودهي الأفغاني»، اشتهر بِلقبه أكثر من اشتهاره بِاسمه، تقرَّب إلى دانيال بن أكبر ثُمَّ إلى السُلطان جهانكير وتدرَّج في المناصب حتَّى أصبح من كبار أُمراء دولة مغول الهند. وكان جهانكير يعتمد عليه ويُحبُّه حُبًّا مُفرطًا لا يُتصوَّر فوقه، وكان في بادئ الأمر من خيار أهل زمانه، يُحب العلم والعُلماء ويُحسن إلى كافَّة الناس. والمعروف أنَّ هذا القائد ساند نورجهان وشهريار في صراعهما مع شاهجهان على السُلطة، وحاول في غَمرة هذا الصراع أن يستولي على حصن ماندو، غير أنَّهُ أخفق في ذلك بِسبب نجاح شاهجهان في اعتلاء العرش وتثبيت أقدامه في الحُكم، فاضطرَّ إلى الخُضُوع له وطلب الصفح، فعفا عنه شاهجهان وولَّاهُ أُمُور الدكن، فتبدَّلت سيرته وانطلق يُعنِّف بالآهلين ويشتط في ارتكاب المظالم والجُور، فاستدعاه شاهجهان إلى بلاطه وقرَّبه من مجلسه، وعيَّن مهابت خان صوبدارًا ب[›] على الدكن. وعلى الرُغم من ذلك لم تطمئن نفس خانجهان إلى السُلطان وكرمه، ففرَّ وعاد إلى الدكن حيثُ أعلن العصيان، وسُرعان ما أصبح مصدر قلقٍ لِلدولة، إذ أخذ يُحرِّض مُلُوك الدكن المُستقلِّين على حرب المغول، فاستجاب لهُ السُلطان النظامشاهي حُسين بن بُرهان، وتعاونا ضدَّ الخصم المُشترك.
أمام هذا الواقع، قرَّر شاهجهان القضاء على هذا الخطر قبل استفحال أمره أكثر، فأرسل ثلاثة جُيُوشٍ إلى الدكن لِلقضاء على خانجهان، وكلَّفها بِالإطباق عليه من ثلاثة محاور، فخرج الجيش الأوَّل من الگُجرات بِقيادة عبد الله خان، وأُرسل الثاني إلى «ريوالكون» جنوبيّ بهار لِمُهاجمته من الشمال الشرقي، وخرج الثالث من تلنگانة. ولم يثبت خانجهان ومن معه في وجه المغول، فلجأ إلى الفرار ومعهُ قلَّة من الفُرسان الشُجعان الذين ما فتئوا يُحاربون معهُ أينما سار، وتوجَّه أولًا إلى بيجافور مُحتميًا بالسُلطان مُحمَّد بن إبراهيم العادلشاهي، فرحَّب به بدايةً لكنَّهُ ما لبث أن أخرجه من بلاده تحت الضغط المغولي، فحاول الذهاب غربًا نحو البنغال لِلاحتماء بِأُمرائها الأفغان والاستعانة بهم، وما زال القائدان المغوليَّان عبد الله خان ومُظفَّر خان يُطاردانه حتَّى ظفرا به في أواخر شهر رجب 1039هـ المُوافق لِأواسط شهر آذار (مارس) 1630م، فجرت بينهم واقعة انتهت بِانتصار المغول ومقتل خانجهان وإعدام أنصاره الذين خانوا السُلطان.

### القضاء على المُستعمرة الپُرتُغاليَّة في البنغال
بعد القضاء على ثورة خانجهان، التفت السُلطان ناحية البنغال لِينظُر في أمر المُستعمرة الپُرتُغاليَّة القائمة في مدينة «هُگلي»، بعد أن ضاق ذرعًا بِمُمارسات أهلها من الغربيين. فقد كان أكبر وجهانكير قد شملا الپُرتُغاليين بِرعايتهما في سبيل تنشيط الحركة التجاريَّة مع الغرب الأوروپي، وفي رحاب هذه الرعاية استقرَّ الپُرتُغاليُّون في هُگلي قريبًا من كُلكتَّة، وعملوا على تنمية ثرواتهم، فبنوا عددًا من المحلَّات وأقاموا حولها الحُصُون لِحمايتها والدفاع عنها. ولم يكتفِ الپُرتُغاليُّون بِهذا، بل صاروا يتدخَّلون في شُؤون الحُكم، وأخذ قساوستهم ومُبشروهم يُثيرون الكُره في نُفُوس الآهلين بِتعصُّبهم الشديد، فقد كانوا يبذُلُون الجُهُود لِتنصير الهُنُود بِالعُنف والقُوَّة، ومع هذا لم يُلاقوا إلَّا نجاحًا ضئيلًا. ولم يلبث الپُرتُغاليُّون أن تجاوزوا حُدودهم بشكلٍ أشد، فاستولوا على القُرى الواقعة على ضفَّتي نهر هُگلي ثُمَّ راحوا يتدخَّلون في شُؤون السُكَّان ويتحكمون في معايشهم ويستغلُّون الامتيازات التي منحهم إيَّاها السلاطين استغلالًا سيِّئًا، ففرضوا على الأهالي مُكُوسًا جائرة كانوا يجمعونها ويستعملونها في مصالحهم الخاصَّة، ممَّا كان لهُ آثارٌ سيِّئة في إيرادات الدولة. ولم يكتفِ الپُرتُغاليُّون بِهذا، بل صاروا يُمارسون تجارة الرقيق، فكانوا يخطفون الأطفال الأيتام قسرًا، من الهندوس والمُسلمين على السواء، ويُصدِّرونهم إلى الخارج لِيبيعوهم في أسواق الرقيق، وكان من جُملة من اختطفوهم جاريتين من جواري السُلطانة مُمتاز محل، كما لم يتوانوا عن مُهاجمة السُفُن التجاريَّة المغوليَّة ونهبها. سكت شاهجهان على مضض عن التجاوزات الپُرتُغاليَّة إلى أن عالج ثورتَيْ ججهار سينگه وخانجهان، وطيلة تلك الفترة كان الناس يفزعون إليه طالبين الغوث من عسف الپُرتُغاليين، فلمَّا فرغ من الثورتين، رأى أنَّ الوقت قد حان لِيضع حدًّا لِنُفُوذ المُستعمرين أو يقضي عليهم تمامًا.
كان أوَّل ما فعله السُلطان أن أرسل كتابًا شديد اللهجة إلى نائب الملك الپُرتُغالي في گووه أعرب فيه عن استيائه الشديد من الهجمات الپُرتُغاليَّة على السُفُن المغوليَّة، وطالبه بِتعويض الخسائر التي لحقت بِالسلطنة جرَّاء ذلك. وفي الوقت نفسه راسل الإنگليز وقائدهم في الهند رئيس شركة الهند الشرقيَّة مُقترحًا عليهم القيام بِحملةٍ مُشتركةٍ ضدَّ المُستعمرتين الپُرُتغاليتين في دمن وديو، مُقابل امتيازاتٍ تجاريَّةٍ هائلةٍ في المناطق المُهيمن عليها، لكنَّ الشركة رفضت هذا الاقتراح. أمام هذا الرفض، وعدم تجاوب نائب الملك في گووه، عيَّن شاهجهان أحد قادته، وهو قاسم خان، صوبدارًا على البنغال سنة 1040هـ المُوافقة لِسنة 1631م، وأمره بِتحطيم مُستعمرة هُگلي وتشتيت الپُرُتغاليين الطُغاة. ولم يعبأ الپُرُتغاليُّون بِالتهديد المغولي من شدَّة اغترارهم بِمدافعهم وأسلحتهم الحديثة، لكنَّ قاسم خان شرع يُهاجمهم وضرب الحصار على مُستعمرتهم الحصينة طيلة ثلاثة أشهر، فحاولوا خداع السُلطان بِأن قدَّموا لهُ مبلغًا ضخمًا من المال، ووعدوا بِدفع الجزية، ولكنَّهم كانوا في الوقت نفسه يبذلون الجُهد الجهيد لِإتمام استعداداتهم الحربيَّة لِمُقاومة جيش المغول، فأعدُّوا فرقةً من المدفعيَّة تتكوَّن من سبعة آلاف رامٍ لِمُقاتلة العدوّ. ورُغم هذا فإنَّ المعركة لم تكد تبدأ حتَّى انتهت بِالقضاء التَّام على الپُرتُغاليين، فأُزيلت حُصُونُهم ومحلَّاتهم تمامًا وسُوِّيت بِالأرض، أمَّا جيشهم المُكوَّن من عشرة آلاف نفر فقد أُبيد عن بَكرة أبيه، وقضى عناصره نحبهم إمَّا قتلًا أو غرقًا في النهر، كما قُتل من الجيش المغولي نحو ألف جُندي، وتمكَّن قاسم خان من تحرير نحو عشرة آلاف هندي كانوا أسارى، وأسر هو نفسه أربعة آلاف پُرتُغالي من غير المُقاتلين، فساقهم إلى آغرة حيثُ خُيِّروا بين اعتناق الإسلام أو الحبس، فأسلم بعضهم وبقي آخرون على المسيحيَّة، فبيعوا عبيدًا. ولم يلبث شاهجهان أن عاد وأمر بعتق جميع هؤلاء الذين لم يُسلموا، وأعادهم إلى محلَّتهم، على أنَّهم لم يتمكنوا من العودة بِمُستعمرتهم إلى سيرتها الأولى من العُمران لِفرط ما أُنزل بها من الدمار. ولم يتردَّد الإنگليز، على الخُصُوص، في الإفادة من هذه المحنة التي نزلت بِأعظم مُنافسيهم بِالهند، فبذلوا جُهُودًا كثيرةً لِلتقرُّب من السُلطان والحُصُول على مزيدٍ من الامتيازات لهم ولِدولتهم.

### القحط والمجاعة

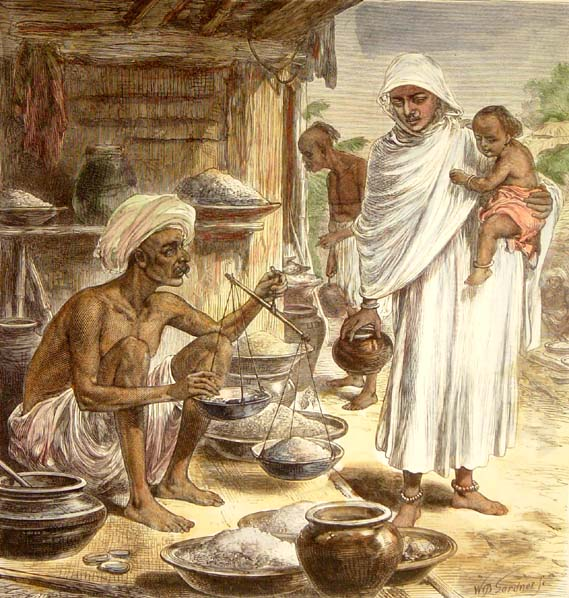
تاجرٌ هندي يبيعُ مقدارًا ضئيلًا من الطحين بسبب المجاعة. الصورة تعبيريَّة وليست لمجاعة عهد شاهجهان.

لم يفرغ شاهجهان من القلاقل السابقة إلَّا لِيُواجه محنة القحط الذي اجتاح بلاده في السنة الرابعة من حُكمه، وذلك بِسبب انحباس الرياح الموسميَّة وما تأتي به من أمطارٍ تعتمد عليها الديار الهنديَّة في السقي والرَّي، فجفَّت المحاصيل، وانجاب الأمر عن مجاعةٍ بشعةٍ خطيرة دامت عامين (1039 - 1041هـ \ 1630 - 1632م)، وبدت أقسى مظاهرها في الگُجرات والدكن. وممَّا زاد الطين بلَّة أنَّ أوضاع الطبقات الدُنيا في المُجتمع المغولي الهندي كانت في بداية عهد شاهجهان سيِّئة لِلغاية، فقد انتشرت السُخرة وقلَّت الأُجُور وارتفعت الضرائب، الأمر الذي جعل الكثير من الفلَّاحين يهجرون الزراعة في أراضيهم ويدخلون في خدمة علية القوم، ممَّا قلَّل الإنتاج الزراعي لِبعض المناطق. ولم تقف الكارثة عند هذا الحد، بل ازدادت الأوضاع سوءًا مع انتشار الأوبئة الفتَّاكة بين الناس، فهلك عددٌ كبيرٌ من الهُنُود.
بذل شاهجهان جُهُودًا جبَّارة لِإغاثة رعيَّته، وعمل على التخفيف عنهم من وطأة الجوع، فأمدَّهم بِالكثير من المؤن والأرزاق والأموال، وأقام المطاعم المجَّانيَّة لهم، وأعفاهم من أغلب الضرائب المفروضة عليهم؛ لكن على الرُغم من ذلك، فإنَّ رداءة المُواصلات وازدحام الطُرق بِالنازحين من ديارهم قد عوَّق كثيرًا من بُلُوغ هذه النجدات أهدافها، حتَّى باع الناس أولادهم من الإملاق وطَعِمُوا الجيف من المخمصة، وصار أصحاب الحوانيت يبيعون لحم الكلاب، والطحين المخلوط بِالعظام المطحونة، وبلغ اليأس مبلغه مع بعض الناس حتَّى اضطرُّوا إلى ذبح أولادهم وأكل لحمهم، وكثيرًا ما سُدَّت الطُرق بِأجداث الأُلُوف من الصرعى، وأُقفرت قُرى وأحياء بِكاملها من سُكَّانها. أشار تقرير شركة الهند الشرقية الهولنديَّة أنَّهُ حينما انقشع غُبار هذه الكارثة، وبدأت أوضاع الناس تستقيم رويدًا، تبيَّن أنَّ الدولة المغوليَّة فقدت قُرابة 7.4 ملايين نسمة من سُكَّانها، منهم نحو ثلاثة ملايين شخص من أهل الگُجرات قضوا نحبهم بِحُلُول شهر تشرين الأوَّل (أكتوبر) 1631م، ومليون آخرين قضوا في البلاد الداخلة ضمن أعمال أحمد نگر.

## التوسُّعات والفُتُوحات

### إخضاع الدولتين النظامشاهيَّة والقُطبشاهيَّة

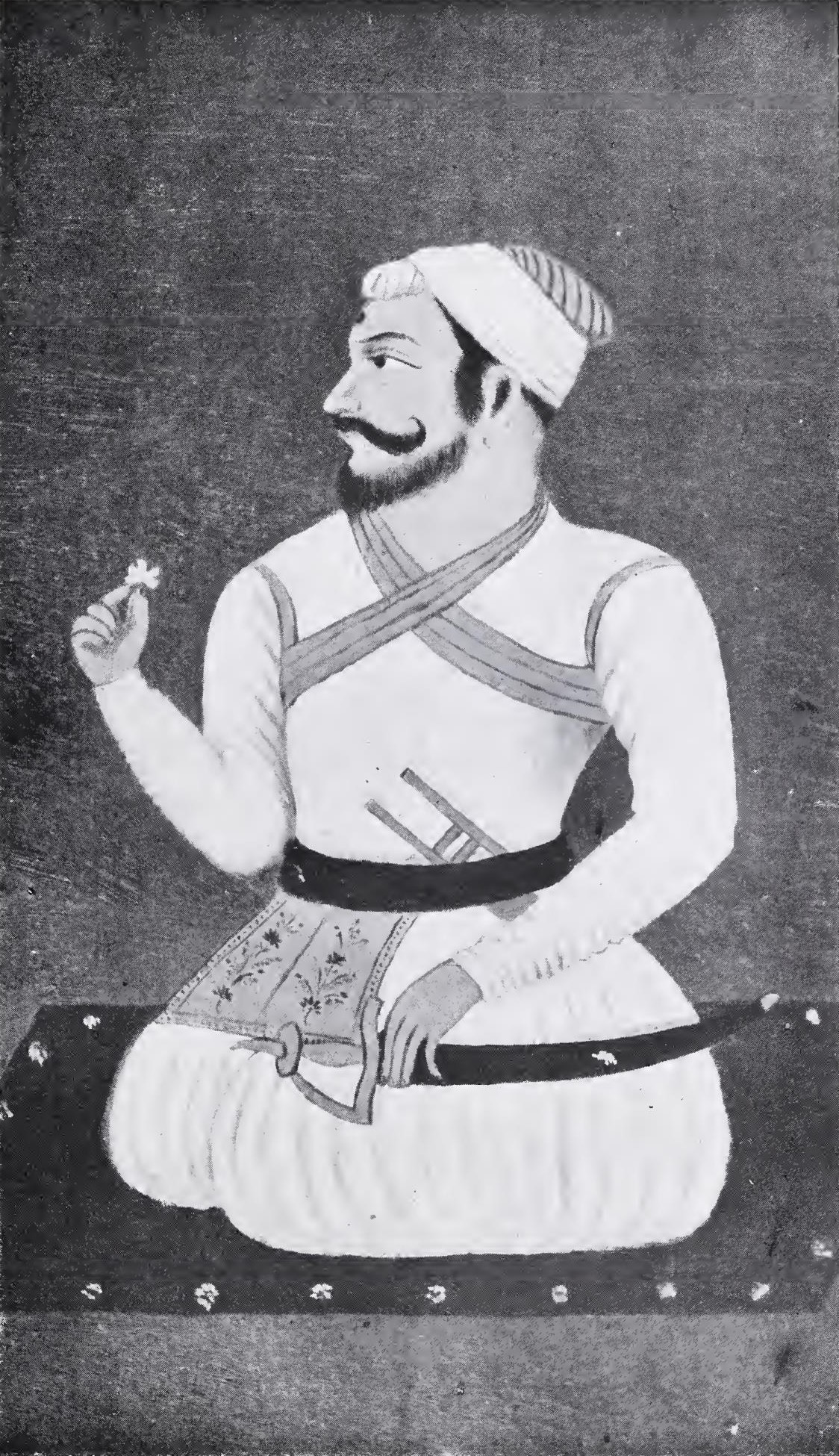
مُنمنمة تُصوِّرُ القائد المراثي شاهجي.

تاق شاهجهان إلى أن يُتمَّ الفُتُوح التي بدأها أبوه وجدُّه من قبل ببلاد الدكن، والتي شارك هو بِنفسه في بعضٍ منها خلال عهد جهانكير. وشدَّ من عزيمته لِلمضيّ في هذا الأمر حرصه البالغ على منع انتشار المذهب الشيعي في بلاده. فمن المعروف أنَّ سلاطين الدكن كانوا شيعةً يتعاونون مع الصفويين في إيران ويُرحبون بِعُلمائهم في دُولهم، ويعملون على نشر مذهبهم والترويج له، بحيثُ أصبحت بلادهم مثابةً لِمُناوءة أهل السُنَّة والجماعة في الهند وإثارة الفتنة بين السُكَّان. كانت هذه إحدى الأسباب التي دفعت سلاطين المغول على الدوام كي يُحاولوا ضمَّ كامل بلاد الدكن إلى سلطنتهم، ولهذا ركَّز أكبر جُهُوده الحربيَّة في المُدَّة بين سنتَيْ 1600م و1605م لِغزو هذا الإقليم، وقد استطاع أن يضُمَّ إليه بلاد خاندش وشطرًا كبيرًا من أراضي الدولة النظامشاهيَّة، وكان يطمح بعد هذا أن يضم إليه كامل بلاد الهند، ولكنَّهُ مات قبل أن يستطيع تحقيق حُلمه. وقد نهج جهانكير نهج أبيه واتبع سياسته، ولكنَّهُ وجد في ملك عنبر الحبشي عدوًّا صلبًا قويًّا، ولِهذا لم تُلاقِ سياسته في الدكن أي نجاح. فلمَّا آل الأمر إلى شاهجهان، اندفع بِحماسٍ كبيرٍ لِإتمام مقاصد أبيه وجدِّه، ففي حين كانت العوامل السياسيَّة هي وحدها التي تُحرِّك أكبر وجهانكير، أضاف إليها شاهجهان حماسته المذهبيَّة وتمسُّكه الشديد بِالعقيدة والشعيرة السُنيَّة. والحقيقة أنَّ ما ساعد شاهجهان على النجاح العسكري في الدكن أنَّهُ كان خبيرًا بِأحوال تلك البلاد صغيرها وكبيرها من واقع مُكْثه فيها خلال سلطنة والده، كما أنَّ ملك عنبر كان قد تُوفي ولم يظهر بعده أي قائدٍ أو حاكمٍ قديرٍ يُمكن له أن يتصدَّى لِلمغول. أضف إلى ذلك فإنَّ المجاعة القائمة أضعفت تلك البلاد وأنهكتها، فكانت تلك الفترة المُناسبة لِلانقضاض عليها.

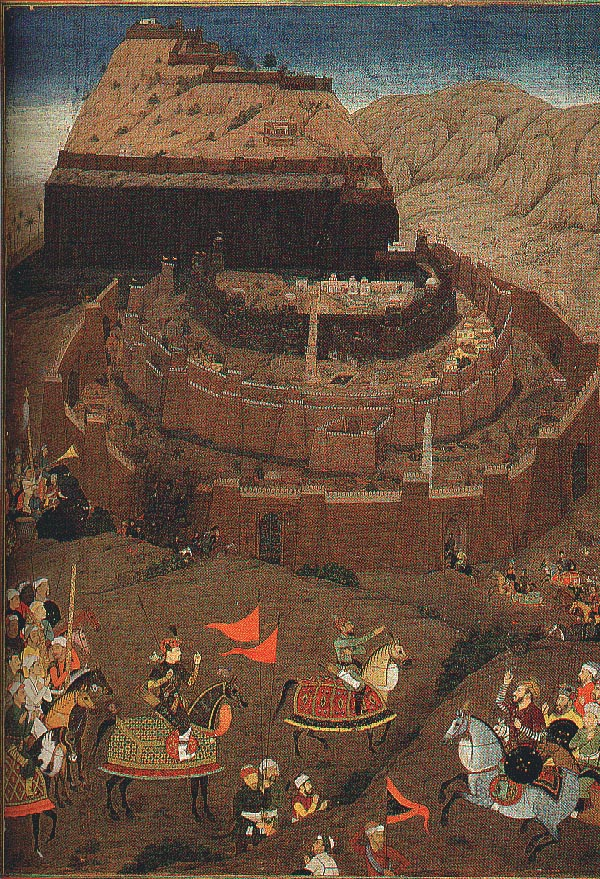
المغول يُحاصرون ويقصفون أسوار دولت آباد.

ومن الجدير بِالذِكر أنَّهُ كان من أثر خُرُوج شاهجهان ومهابت خان على السُلطان جهانكير، وما تبع ذلك من أحداث، أن ضعُف سُلطان الدولة المغوليَّة في الدكن، فانتهز حُكَّام الدولتين العادلشاهيَّة والقُطبشاهيَّة هذه الفُرصة وخلعوا عنهم الولاء لِلسُلطان المغولي وتوسَّعوا على حساب الدولة النظامشاهيَّة التي بقيت على ولائها الاسمي لِلسُلطان. وخِلال تلك الفترة، استبدَّ بِشُؤون الحُكم في الدولة النظامشاهيَّة قائدٌ مراثي يُدعى «شاهجي»، حتَّى صار سلاطين هذه الدولة يُنصَّبون وَفْق هواه، وكان دائم الإغارة عن القُرى والبلدات في منطقة پونة، وظاهره في استبداده وأفعاله هذه حُكَّام الدولة العادلشاهيَّة، فراحوا يمدُّونه بِالمال والرجال. كانت هذه الأفعال الحُجَّة التي احتاجها شاهجهان لِمُهاجمة الدكن، فأرسل بدايةً إلى أصحاب الدولتين العادلشاهيَّة والقُطُبشاهيَّة أن يعدلوا عن دفع الخراج لِشاهجي العاصي ويعترفوا بِسُلطانه هو، فلم يستجيبوا له، فما كان من السُلطان إلَّا أن خرج بِنفسه على رأس جيشٍ كثيفٍ ويمَّم وجهه جنوبًا. زحف المغول ناحية الدولة النظامشاهيَّة، فتقهقر شاهجي أمامهم، وفرَّ ناجيًا بِحياته واحتمى بِصاحب مدينة «جُنّر»، ثُمَّ أكمل هربه جنوبًا مُحتميًا بِالسُلطان العادلشاهي في بيجافور. وتابع المغول تقدُّمهم حتَّى وصلوا مدينة «دولت آباد»، عاصمة الدولة النظامشاهيَّة، فضربوا الحصار عليها حتَّى سقطت في أيديهم، ووقع سُلطانها حُسين بن بُرهان، الذي لم يكن لهُ من الأمر شيءٌ، في أسرهم. وتابع المغول زحفهم فسيطروا على القسم الشمالي بأكمله من الدولة النظامشاهيَّة، وتوقفوا لِبعض الوقت بِسبب شدَّة موجة القحط والجفاف والوباء، فكان من نتيجة هذا أن تمكَّن شاهجي من الاحتفاظ بِبعض البلاد الداخلة ضمن مُثلَّث ناشك وپونة وأحمد نگر. وعلى الرُغم من عدم تقدُّمهم أكثر من هذا، فقد أدَّى ظُهُور شاهجهان بِالدكن في قُوَّاته الكثيفة إلى أن بادر السُلطان القُطبشاهي عبد الله بن مُحمَّد بِإعلان طاعته لِلمغول من جديد، وأرسل إلى شاهجهان يتعهَّد بِمنع سب الخُلفاء الراشدين الثلاثة: أبي بكر وعُمر وعُثمان، في جميع البلاد الخاضعة له، وإجراء الخطبة بِالثناء عليهم، والعُدُول عن الدُعاء لِلشاه الصفوي فيها. بِالمُقابل، بقي السُلطان العادلشاهي على عصيانه، فسار شاهجهان وضرب الحصار على عاصمته بيجافور، لكنَّ شدَّة المجاعة والقحط أجبرته على فك الحصار والعودة إلى عاصمة مُلكه آغرة سنة 1040هـ المُوافقة لِسنة 1631م، غير أنَّهُ ترك قائده مهابت خان في المنطقة، فثبَّت حُكم المغول في الأراضي النظامشاهيَّة.

### عصيان الراجا ججهار سينگه مُجددًا

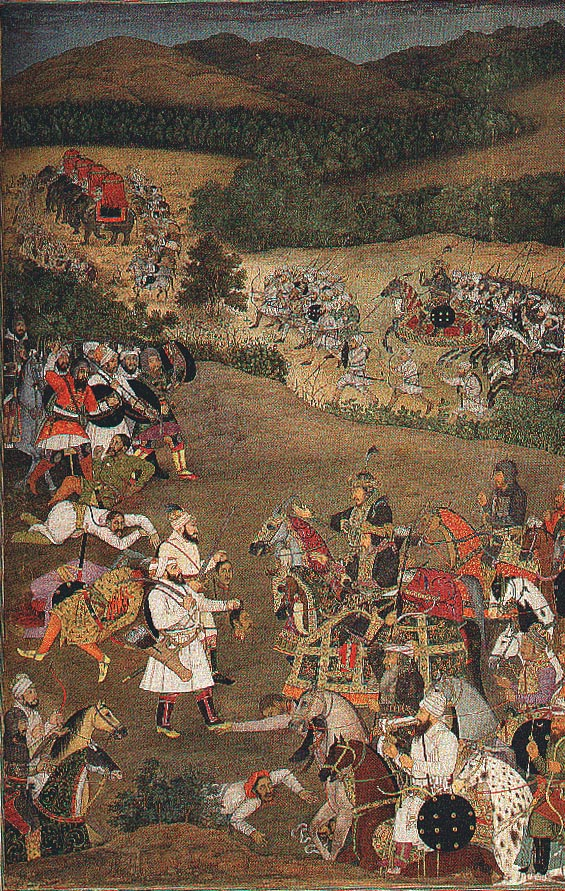
المغول يستلمون رأسيّ ججهار سينگه وابنه «بكرماجيت» من زعماء قوم «الگوند» الذين قتلوهما.

خدم ججهار سينگه الدولة المغوليَّة مُدَّة خمس سنواتٍ بِإخلاصٍ، وساعد السُلطان شاهجهان في الاستيلاء على دولت آباد وإخضاع الدولة النظامشاهيَّة. ولكن في سنة 1044هـ المُوافقة لِسنة 1634م، حاول الاستيلاء على خوندنة لِيُعوِّض ما خسره من أراضٍ أمام المغول في سنة 1038هـ المُوافقة لِسنة 1629م، كما أُسلف، فحذَّره شاهجهان من فعلته ومن مُعاودته العصيان، لكنَّهُ لم يستجب وحاصر «شوراغار» في سنة 1045هـ المُوافقة لِسنة 1635م، وقتل حاكمها الراجا، فطلب ابنه من السُلطان الأخذ بِثأر والده، فما كان من السُلطان إلَّا أن أمر ججهار سينگه بِإعادة خوندنة إلى ابن الراجا القتيل بِالإضافة إلى قسمٍ من أملاكه، ودفع الجزية للِمغول، عقابًا له على ما اقترفت يداه. رفض ججهار سينگه مطالب السُلطان، واستدعى قُوَّاته، التي كانت تخدم مع الجيش المغولي في الدكن، الأمر الذي أغضب شاهجهان ودفعهُ إلى تكليف ابنه الشاهزاده أورنكزيب بِقمع ثورة هذا العاصي.
زحف أورنكزيب نحو ججهار سينگه الذي كان في بلدة «أورچهة»، فاجتاحها، ففرَّ الثائر الهندوسي من أمامه نحو «رهاموني» ثُمَّ إلى «شوراغار»، فطارده أورنكزيب وأجبره على الانسحاب إلى الدكن مع عائلته وكُنُوزه. وخاض هذا العاصي معركةً يائسةً مع الجيش المغولي، وفرَّ مع ابنه «بكرماجيت» إلى الغابات لِلاحتماء بها، لِكنَّهُما قُتلا على أيدي السُكَّان المحليين من قوم «الگوند». وسلَّم السُلطان بلدة أورچهة إلى «ديڤي سينگه»، شقيق ججهار سينگه، لِيحكُمها بِاسمه، وكان قد ساعد المغول في هذه الحملة، ويبدو أنَّ السُكَّان رفضوا زعامته وأعلنوا العصيان بِزعامة «شاميث راي»، واستمرَّ عصيانهم قائمًا حتَّى عهد أورنكزيب.

### ثورة السيخ

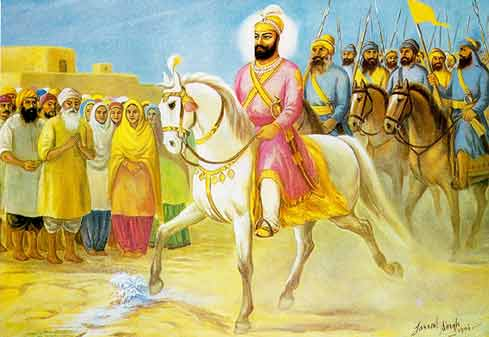
زعيم السيخ گورو هرگوبِند على رأس جيشه.

توتَّرت علاقة المغول والسيخ خلال فترةٍ قريبة من عصيان الراجا ججهار سينگه، وسبب ذلك يعود إلى عهد جهانكير حينما اعتقل زعيم السيخ گورو أرجان وقتله شرَّ قتلة نتيجة دعمه ثورة ابنه الشاهزاده خسرو، فعدَّ السيخ هذا التصرُّف اعتداءً على ديانتهم من جانب المغول، وأدركوا لأوَّل مرَّة أنَّهم بحاجةٍ إلى جيشٍ مُنظَّم، حسن التدريب، لمُواجهة ما قد يطرأ من تطوُّراتٍ في العلاقة مع السلطنة، فكان موت أرجان باعثًا على سُلُوك طريق القُوَّة.
وكان أرجان قد هيَّأ ابنه «هرگوبِند» ليخلفه، فسار على نهج والده وأسَّس نُواةً عسكريَّة ما أثار قلق جهانكير، فقبض عليه وأودعه السجن في حصن قاليور، فمكث فيه سنتين، ثُمَّ أُطلق سراحه بعد أن تعهَّد بالإخلاء للهُدُوء. أسرَّ هرگوبِند بُغضه المغول في نفسه، ولمَّا اشتعل عصيان الراجا ججهار سينگه وانشغل شاهجهان بفُتُوحاته، عاد وجاهر بالعصيان، فصار السيخ يفتعلون المُشكلات للاصطدام بالسلطنة، وفي 16 شوَّال 1043هـ ت[›] المُوافق 14 نيسان (أبريل) 1634م اشتبك الطرفان في معركةٍ قُرب أمرِستار انتصر فيها السيخ، وأغاروا بقيادة هرگوبِند على بعض البلاد والحُصُون، فتغلَّبوا على المغول في بضعة وقعات، ثُمَّ انسحبوا على إثر ذلك إلى «كيرتفور» القريبة من كشمير حيثُ اختبأوا في تلالها خوفًا من ردٍّ عنيفٍ لشاهجهان. بقي السيخُ في مخبأهم هذا إلى أن تُوفي هرگوبِند سنة 1055هـ المُوافقة لِسنة 1645م، وخلفه ابنه «هَرْرَاي».

### إخضاع الدولة العادلشاهيَّة
بِسبب عصيان الراجا ججهار سينگه وسحبه قُوَّاته من الدكن كما أُسلف، وانشغال شاهجهان بِمُحاربته، تشجَّع القائد المراثي شاهجي على التمادي في تحديه لِلمغول، فاستولى على قسمٍ كبيرٍ من شمال منطقة كُنكان، واتَّخذ من مدينة «جُنّر» مقرًّا له، وأخذ يجمع جيشًا من قبائل تلك النواحي، فتجمَّع لديه نحو 12,000 مُقاتل، على أنَّ أعدادهم كانت تتراوح بين زيادةٍ ونُقصان بِحسب تبدُّل ولاء زُعمائهم. كما أقدم على تنصيب الشاهزاده مُرتضى ذي السنوات العشر، ابن السُلطان حُسين النظامشاهي الذي أسره المغول، على عرش أبيه، دون أن يكون لهُ من الأمر شيءٌ بِطبيعة الحال، ونصَّب نفسهُ صدرًا أعظمَ له.
شرع شاهجي بعد ذلك بِالإغارة على أعمال دولت آباد، وسانده في ذلك السُلطان مُحمَّد بن إبراهيم العادلشاهي. أثارت هذه التطوُّرات السياسيَّة شاهجهان، فقرَّر أن يُخضع الدولة العادلشاهيَّة ويضُم بلادها إلى أملاكه، ويُنهي عصيان القائد المراثي، فخرج من عاصمته في سنة 1046هـ المُوافقة لِسنة 1636م مُتوجهًا إلى الجنوب، واتخذ من دولت آباد مقرًّا لِقيادته وإدارة عمليَّاته العسكريَّة. وأجبر المغول شاهجي على التراجع بِقُوَّاته والانسحاب من جميع البلاد الداخلة ضمن نطاق أعمال أحمد نگر التي كان قد استولى عليها، وأوقعوا بِقافلة إمداداته وكلَّفوه نحو ثلاثة آلاف مُقاتل بين قتيلٍ وأسير، فاضطرَّ إلى الانسحاب من أمام الجُيُوش المغوليَّة الجرَّارة وترك لهم كامل شمال مهارشترة، وتراجع إلى كُنكان. وأرسل شاهجهان مُجددًا إلى السُلطان العادلشاهي يطلب منه الاعتراف بِسيادته والكف عن مُساعدة الثائرين، فرفض ذلك، فما كان من السُلطان إلَّا أن اجتاح بلاده، ففتكت قُوَّاته بِأغلب الجُند العادلشاهيين، وانتزعت عددًا كبيرًا من حُصُونه، فاضطرَّ السُلطان مُحمَّد بن إبراهيم تحت الضغط العسكري إلى الخُضُوع لِلمغول، وتعهَّد بِالابتعاد عن القائد المراثي شاهجي، الذي بادر بِمُهادنة شاهجهان بِدوره. وبِذلك بدأت سيطرة شاهجهان على بقيَّة الدُول الإسلاميَّة في الجنوب، فأقام ابنه أورنكزيب نائبًا لهُ هُناك سنة 1045هـ المُوافقة لِسنة 1636م، وعاد هو إلى آغرة في السنة التالية (1047هـ \ 1637م).

### استعادة قندهار

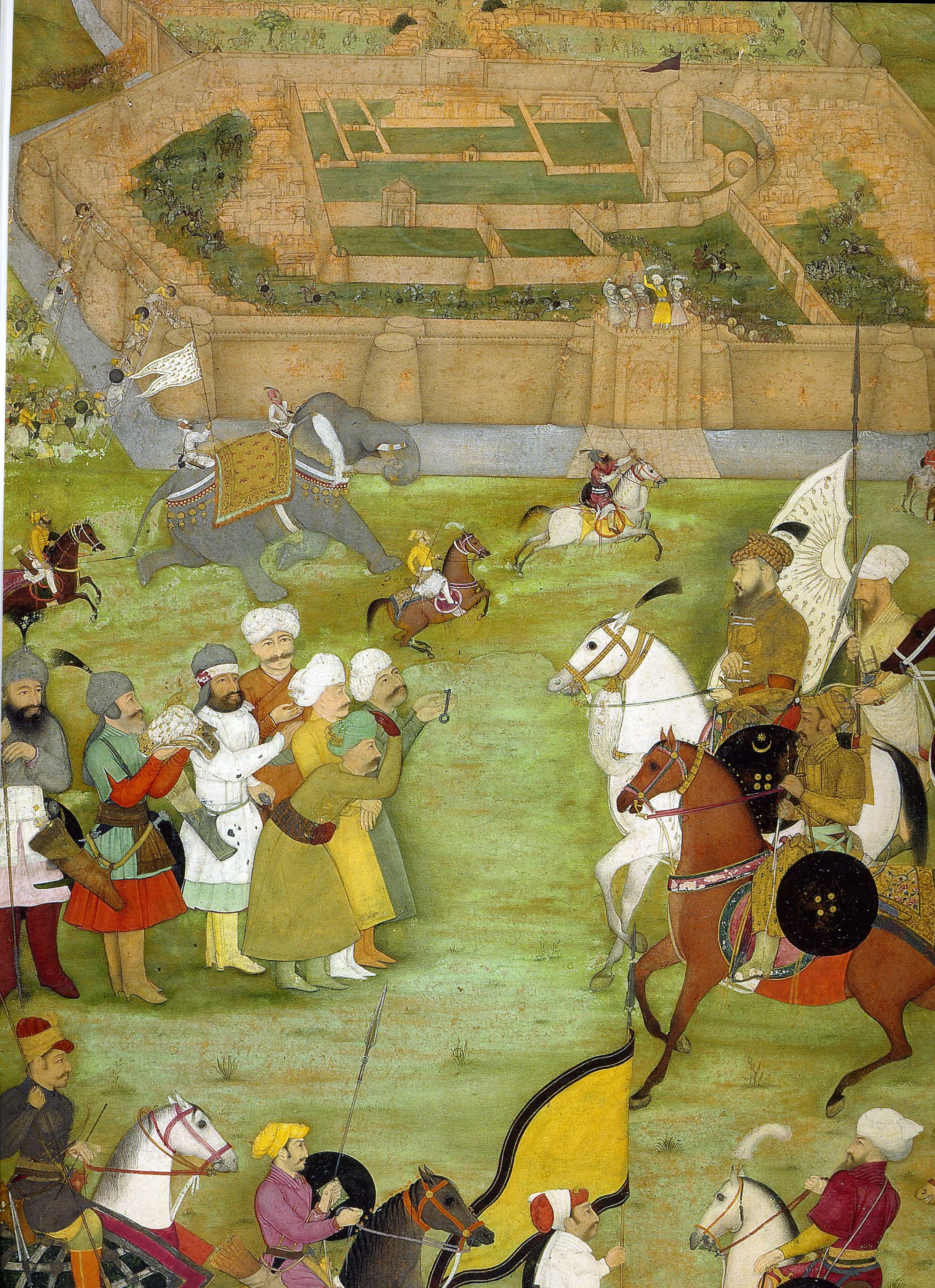
الصفويُّون يُسلِّمون مفاتيح قندهار لِقائد جيش المغول «قلج خان».

بعد انتهائه من الدكن، وضع شاهجهان نصب عينيه التوسُّع في أواسط آسيا واستعادة بلاد ما وراء النهر، وبِخاصَّةً قصبتها سمرقند، موطن أجداده التيموريين، التي لم يغفل أحدٌ من سلاطين مغول الهند عن السعي لِاسترجاعها كُلَّما أُتيحت لهُ الفُرصة. ومن المعروف أنَّ التيموريين طُردوا من هذه البلاد على يد الأوزبك الشيبانيين، وظلُّوا طيلة عصرهم في الهند ينظرون إلى مُلكهم المُكتسب على أنَّهُ جُزءٌ يسيرٌ لا يُقارن بِمُلكهم الضائع، وأنَّ عليهم استرجاع تلك البلاد ما أن تسنح الفُرصة. أضف إلى ذلك، كانت السيطرة على بلاد ما وراء النهر ضرورة استراتيجيَّة، فتلك المنطقة كانت مصدرًا رئيسيًّا لِلخُيُول الحربيَّة المُؤصَّلة التي تستحمل الصعاب، ولا يُمكن لِأي جيشٍ أو دولةٍ راغبة في التوسُّع أن تستغني عن مثل هذا المورد المُهم. أيضًا، شكَّلت كُلٌ من مدينتَيْ قندهار وكابُل مدخلًا إلى الهند، فكان على المغول السيطرة عليها لِضمان التحُّكم بِهذين المعبرين إلى بلادهم وحمايتها من أيَّة غزواتٍ آتيةٍ من جهة الشمال، كما كانت قندهار بالذات تقع على تقاطُع عددٍ من الدُرُوب التجاريَّة الرئيسيَّة في آسيا الوُسطى، ومن شأن الدولة التي تُسيطر عليها أن تنتفع بِخيراتها الكثيرة، ولهذا قرَّر شاهجهان البدء بها وانتزاعها من أيدي الصفويين.
حاول شاهجهان في بادئ الأمر أن يستعيد قندهار سلمًا، فكتب إلى أميرها «علي مردان خان بن كنج علي الكُردي» يتودد إليه ويستميله، لكنَّ مسعاه باء بِالفشل. وكتب علي مردان إلى الشاه الصفوي صفيُّ الدين سام بن مُحمَّد باقر يسأله إمداده بالجُند والعتاد لِيقوى بهم على صد قُوَّات المغول عن أراضيه. لكنَّ الشاه شكَّك في دوافع نائبه على قندهار، وفسَّر طلبه على غير حقيقته، فظنَّ أنَّهُ يهدف إلى تدعيم سُلطانه ثُمَّ الخُرُوج عن طاعته، فسيَّر إليه قُوَّاتٍ كبيرةً، لا لِتشُدَّ من أزره وإنَّما لِتأسره وتعود به إلى العاصمة أصفهان. وحين وقف علي مردان على ما كان يُدبَّرُ له، سارع من فوره بِالكتابة إلى صوبدار كابُل المغولي يستنجد بِشاهجهان، فسارع الأخير بِأنْ أرسل جُيُوشه إلى المدينة فدخلتها صُلحًا سنة 1638م، وتمكَّنت من دفع قُوَّات الشاه الصفوي عنها بعد قليل. والتجأ علي مردان إلى مدينة دلهي مُحتميًا بِالمغول، فرحَّب به شاهجهان وأجزل لهُ العطاء، فأغدق عليه وعلى قادة جيشه وجُنده أموالًا جزيلة، وعيَّنه أميرًا لِلأُمراء في جيشه، كما نصَّبه صوبدارًا على كشمير وكابُل.

### ضمُّ بلخ وبدخشان

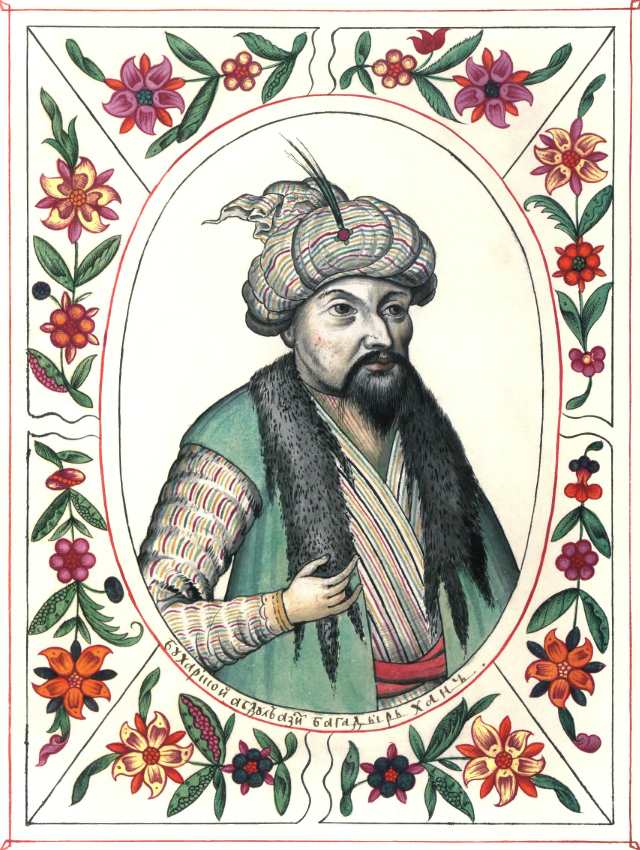
عبد العزيز خان بن نظر مُحمَّد خان، قائد جُيُوش الأوزبك أثناء حملة المغول على بلخ وبدخشان.

بعد قندهار، حوَّل شاهجهان انتباهه إلى استرداد بلخ وبدخشان من الأوزبكيين، وشجَّعهُ على ذلك ما جرى من تنازُعٍ أُسريٍّ في خانيَّة بُخارى، إذ أنَّ الخان «نظر مُحمَّد بن إمام قُلي الأستراخاني» واجه ثورة ابنه عبد العزيز الطامع في العرش، الذي كان أُمراء أبيه يُشجِّعونه على خلعه والجُلُوس مكانه. فاستغلَّ شاهجهان هذه الفُرصة لِلتدخُّل في بلخ، وأرسل جيشًا جرَّارًا تألَّف من خمسين ألف فارس وعشرة آلاف راجل، بِقيادة ابنه الشاهزاده مُراد والقائد علي مروان، فدخلا بلخ من دون مُقاومة تُذكر في 17 جُمادى الأولى 1056هـ المُوافق فيه 2 تمُّوز (يوليو) 1646م، وفرَّ الخان نظر مُحمَّد إلى أصفهان تاركًا كُنُوزه وخزائنه تقع غنيمةً سهلةً في أيدي المغول. ولم يطل مُكْث المغول في المدينة طويلًا، إذ أنَّ الشاهزاده مُراد، الذي تعوَّد على حياة اللهو والبذخ، لم يستسغ البقاء في هذه البلاد ذات التلال الجرداء، فاستأذن أباه السُلطان بِالعودة إلى الهند، فرفض شاهجهان منحهُ الإذن، وعلى الرُغم من ذلك، فقد عصى أمره وغادر بلخ عائدًا إلى الهند في انسحابٍ عامٍّ ما أغضب شاهجهان، فحرم ابنه من وظيفته ورفض استقباله في بلاطه.
خِلال هذه الفترة كان الشاهزاده أورنكزيب قد غادر الدكن عائدًا إلى العاصمة آغرة، بعد ثمانية سنوات قضاها في حُكم تلك البلاد بِالنيابة عن أبيه. وكان سبب عودته ما بلغهُ من أنَّ أخاه الأكبر داراشُكوه قد تمكَّن من قلب شاهجهان، فأصبحت أُمُور الدولة لا تجري إلَّا وفق مشورته، مع ما يعنيه ذلك من خطرٍ على وضعه كوليِّ عهدٍ مُحتمل. فتوجَّه على الفور إلى العاصمة بِدعوى قلقه على صحَّة أُخته جهان‌آرا، وكانت قد أُصيبت بِحُرُوقٍ شديدة حتَّى أشرفت على الموت، ولم يجدها نفعًا ما بذله الأطبَّاء من جُهُودٍ كثيرةٍ لِإنقاذ حياتها، لولا ترياقٌ صنعهُ لها مولى يُدعى «عارف»، أزاح به آلامها عنها وردَّ الحياة إليها. وقد قابل السُلطان صنيعه هذا بِإغداق الأموال والإنعام عليه. وبِسعي جهان‌آرا لدى والدها، رضي السُلطان عن ولده أورنكزيب مُجددًا، فندبهُ صوبدارًا على الگُجرات، فقضى في تلك البلاد سنتين اضطلع فيها بِشُؤونها على خير وجه، ثُمَّ وجهه شاهجهان بعد ذلك إلى بلخ وبدخشان لِاستعادة السيطرة عليها، وذهب هو إلى كابُل ليُدير منها العمليَّات العسكريَّة. نجح أورنكزيب في دُخُول بلخ بعد أن أنزل ضرباتٍ قاصمةً بِالأوزبك رُغم كثرة عددهم قياسًا إلى قلَّة قُوَّاته، إلَّا أنَّهُ لم يمكث فيها طويلًا واضطرَّ إلى مُغادرتها بِفعل عدَّة عوامل، أبرزها:

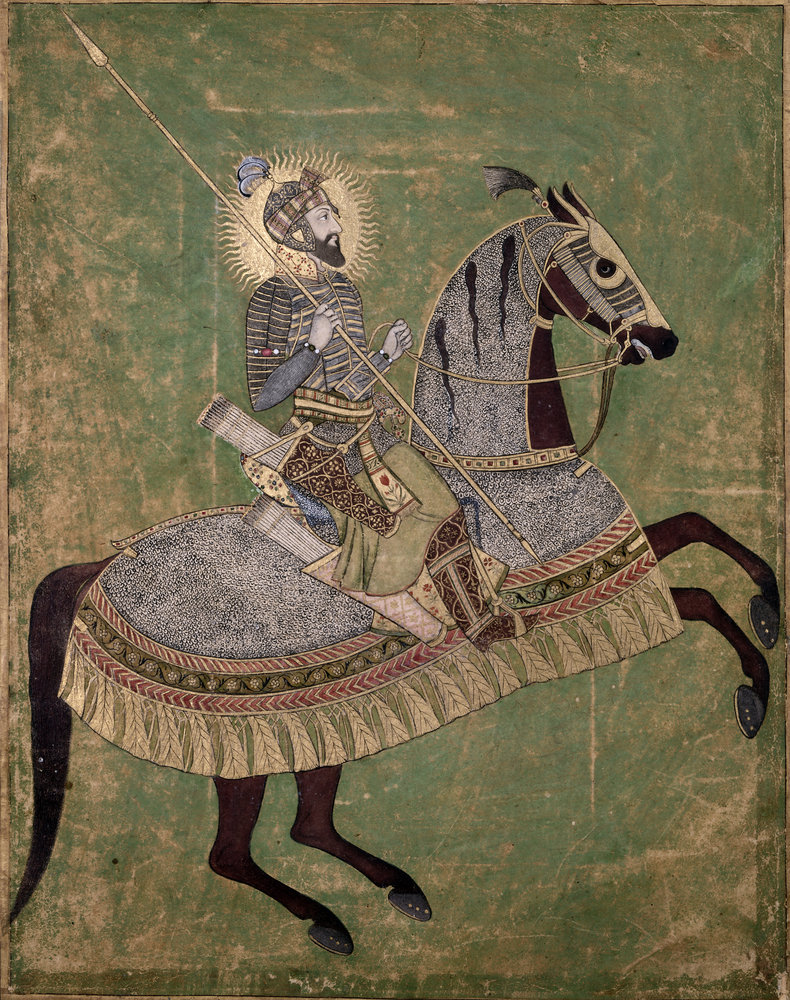
الشاهزاده أورنكزيب، قائد جيش المغول الموكَّل بِاسترداد بلخ وبدخشان.

- حشد الأوزبك لِجيشٍ عظيمٍ قوامه مائة ألف مُقاتل وعزمهم الهُجُوم على المدينة لِطرد المغول منها، وكان ما بقي من جُنُودٍ مع أورنكزيب يصل عددهم إلى قُرابة خمسةٍ وعشرين ألف نفر، ما أفقد التوازن العسكري بين الطرفين لِصالح الأوزبك.
- عدم تكيُّف القادة وأُمراء الجيش المغولي مع المُناخ القارِّي القاسي والجاف، وهم الذين اعتادوا حياة النعيم في الهند.
- استعمل الأوزبك، خلال اصطدامهم بِالمغول، الفن العسكري القوزاقي الذي لم يألفه المغول، ما أربكهم وأفشل خططهم العسكريَّة.

وأجلس أورنكزيب على عرش بلخ أحد أحفاد الخان نظر مُحمَّد، لِيحكم البلاد باسم أبيه شاهجهان، وسارع بِالعودة إلى الهند. وفيما كان المغول خارجون من المدينة، هاجم الأوزبك مؤخرة جيشهم وأوقعوا بهم بعض الخسائر، فرأى أورنكزيب أن يُسدِّد لهم ضربةً عسكريَّة ويسحقهم، فتوقَّف في بلدة «أكشة» لِلاستعداد، إلَّا أنَّهُ تعرَّض لِضغط القُوَّات الأوزبكيَّة التي خرجت من بُخارى إلى بلخ لِاستعادتها، الأمر الذي أدَّى به إلى تغيير خططه العسكريَّة، فأمر جُنده بِالسير إلى بُخارى نفسها لِوقف زحف الأوزبكيين ومنعهم من التقدُّم نحو بلخ. وجرت بين المغول بِقيادة أورنكزيب والأوزبك بِقيادة عبد العزيز خان وابنه سُبحان قُلي خان عدَّة معارك، أظهر خلالها أورنكزيب قدرًا من الشجاعة، فحقَّق انتصاراتٍ على خُصُومه، ما دفع عبد العزيز خان إلى طلب الصُلح، لكنَّ المُفاوضات لم تُسفر عن نتيجةٍ إيجابيَّةٍ، فاستؤنف القتال. ورأى شاهجهان أن يُسلِّم بُخارى إلى نظر مُحمَّد خان شرط أن يعترف بِسلطنته ويحكم بِاسم المغول، وبعد مُفاوضاتٍ استمرَّت وقتًا طويلًا اتفق الطرفان على بُنُود الصُلح، وذلك في 23 شعبان 1057هـ المُوافق فيه 23 أيلول (سپتمبر) 1647م. وبعد أن سلَّمه المغول بُخارى وبلخ عادوا إلى الهند، غير أنَّ الجيش المغولي تعرَّض لِكارثةٍ أثناء عودته، فقد هاجمه أهالي الجبال وكبَّدوا أفراده خسائر فادحة في الأرواح، ثمَّ ما لبثت أن تساقطت الثُلُوج وفتك الزمهرير بِقسمٍ آخر من الجُند، فضاعت كُل الأموال والجُهُود التي أنفقتها الدولة المغوليَّة في هذه الحملة هباءً.

### فُقدان قندهار ومُحاولات استرجاعها

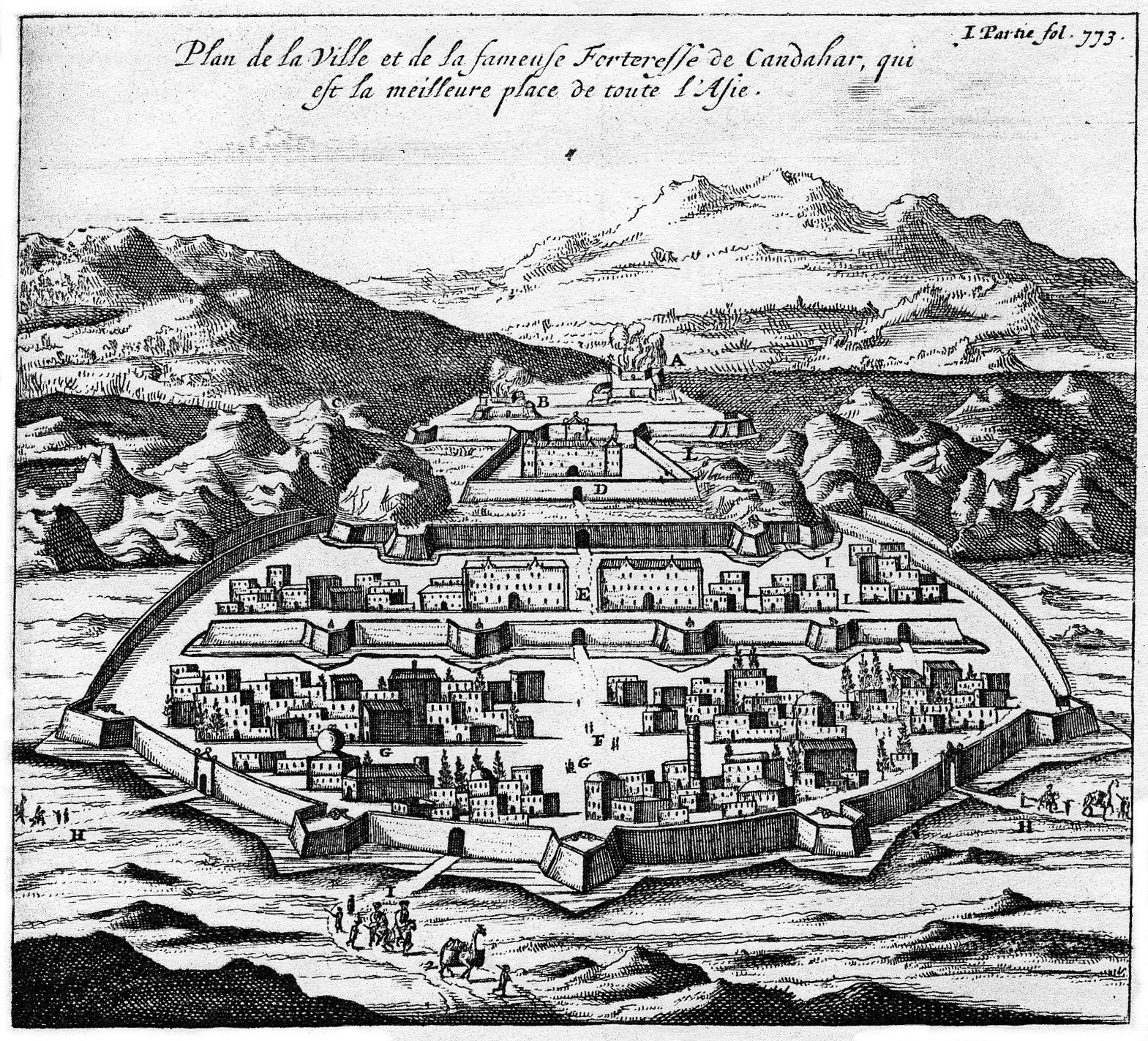
رسمٌ لِقندهار، مثار النزاع بين مغول الهند والصفويين.

لم يسكت الشاه صفيّ الدين على ضياع قندهار من الصفويين وراح يتجهَّز لِاستعادتها من المغول، لكنَّهُ مات في 12 صفر 1052هـ المُوافق فيه 11 أيَّار (مايو) 1642م في مدينة كاشان، وخلفه ابنه عبَّاس الشهير بِالثاني. ولمَّا عادت الجُيُوش المغوليَّة من بدخشان وقد عانت الأمرَّين كما أُسلف، سارع الشاه عبَّاس إلى استغلال هذه الفُرصة وراح يُجهِّز الرجال والعتاد، ثُمَّ خرج من عاصمة مُلكه في شتاء سنة 1059هـ المُوافقة لِسنة 1649م ويمَّم وجهه صوب قندهار، وهو يعلم أنَّ ثُلُوج جبال الهندوكوش سوف تعوق أي مدد يُسارع به شاهجهان إلى تعزيز حاميتها إبَّان هذا الفصل. وصحَّ ما جرى في حساب الشاه الصفوي، ذلك أنَّ دولت خان، نائب شاهجهان في المدينة، حين بان لهُ تردُّد سُلطانه في تسيير الجُند إليه إبَّان موسم الثُلُوج، رُغم إلحاحه في السابق لِتعزيز قُوَّاته، فلم يجد لِمطلبه سميعًا، لم يصبر طويلًا على الحصار، فاستسلم لِلصفويين بعد سبعةٍ وخمسين يومًا، دون أن يعلم أنَّهم كانوا على وشك الرحيل عنه بسبب ما طرأ عليهم من نقصٍ في المؤونة، وأنَّ جُيُوش الهند كانت بِالفعل في طريقها إليه.

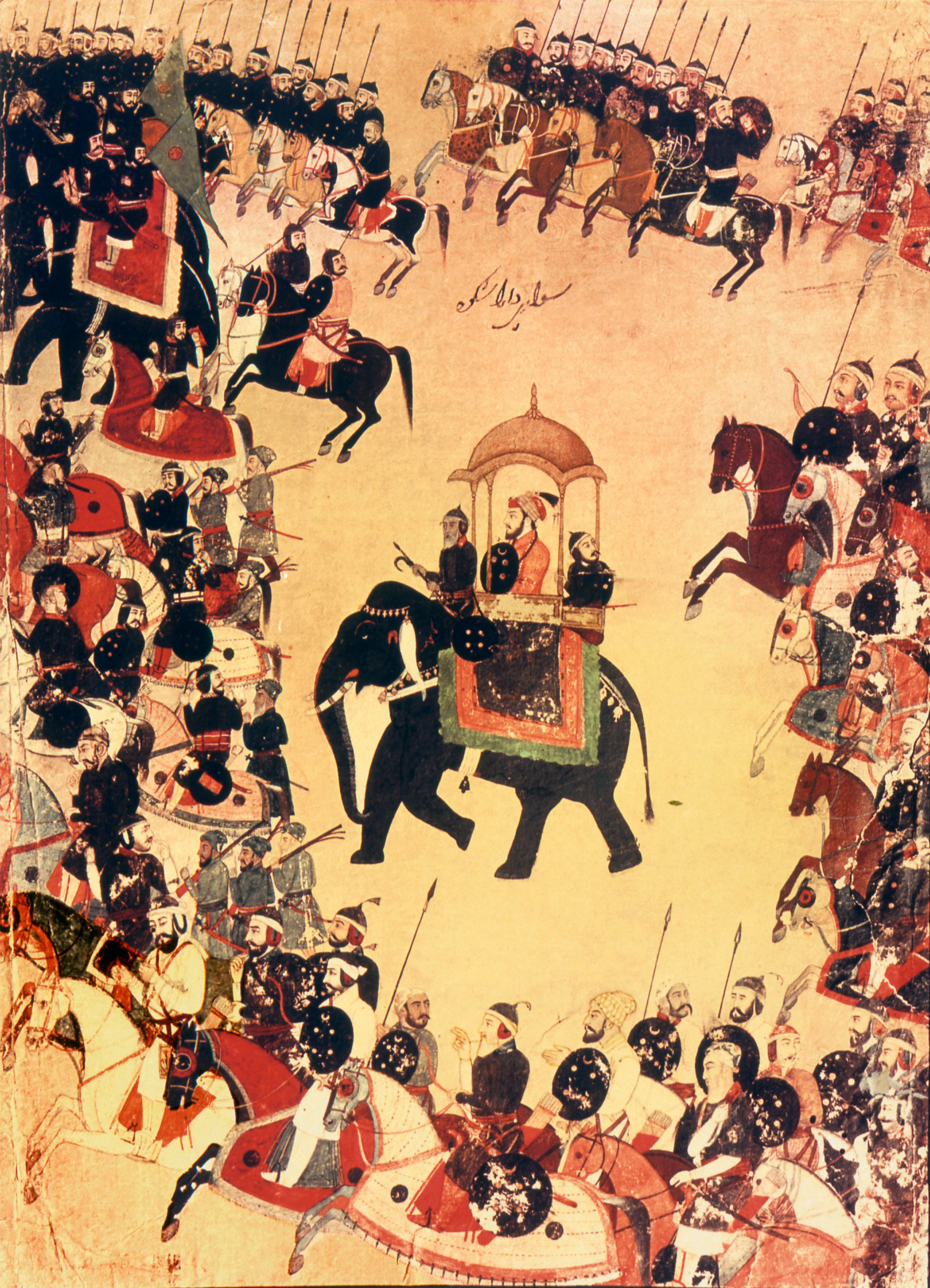
الشاهزاده داراشُكوه مُمتطيًا فيله ويسيرُ مع جيشه إلى حصار قندهار لِلمرَّة الثالثة والأخيرة في عهد السُلطان شاهجهان.

رأى شاهجهان في سُقُوط قندهار بِيد الصفويين ضربة لِصورة وهيبة الدولة المغوليَّة، فأسرع على الفور وأرسل جيشًا بلغ تعداده ستين ألف فارس وعشرة آلاف راجل بِقيادة ابنه أورنكزيب، وذهب السُلطان إلى كابُل لِيكون قريبًا من مسرح العمليَّات العسكريَّة ويتدخَّل عند الحاجة. وحاصر أورنكزيب المدينة واشتبك مع حاميتها في معاركٍ جانبيَّة. وبعد حصارٍ دام ثلاثة أشهُرٍ وعشرين يومًا، تلقَّى أورنكزيب أمرًا من السُلطان بِفك الحصار والعودة إلى آغرة بِسبب اقتراب فصل الشتاء. هزَّ حصار قندهار الفاشل سُمعة المغول كقُوَّةٍ كُبرى في الهند، فخشي السُلطان أن يُؤثِّر ذلك على حُكَّام الأطراف فينتفضوا على الحُكم المغولي، لِذلك أسرع بِإرسال حملةٍ ثانيةٍ إلى قندهار، بلغ تعدادها خمسين ألف فارس وعشرة آلاف راجل، وزوَّدها بِالمدافع الكبيرة والصغيرة وبعض الفيلة والجمال، وعهد بِقيادتها إلى ابنه أورنكزيب، وصحبه قادة كبار، أمثال سعد الله خان ورُستُم خان. حاصر الجيش المغولي المدينة في 23 جُمادى الأولى 1062هـ المُوافق فيه 2 أيَّار (مايو) 1652م واستمرَّ شهرين وثمانية أيَّام من دون أن يتمكَّن المغول خلالها من اقتحامها. وأثبتت المدفعيَّة الصفويَّة تفوُّقها وفعاليَّتها أمام مدفعيَّة المغول التقليديَّة، فكبَّدت القُوَّات المغوليَّة خسائر فادحة ما اضطرَّ السُلطان إلى اتخاذ قرارٍ بِرفع الحصار. ويبدو أنَّ أورنكزيب كان في وضعٍ أفضل ممَّا تخيَّله السُلطان أو أنَّهُ طلب مددًا لِتشديد الحصار على المدينة ورفض السُلطان طلبه، فاحتجَّ على قرار الانسحاب، إلَّا أنه أذعن في النهاية، ففكَّ الحصار عن المدينة وعاد إلى آغرة. والواقع أنَّ ذلك كان خطأً عسكريًّا بِفعل الخبرة التي اكتسبها أورنكزيب من خلال حملتيه، وكان قد وقف على أوضاع المدينة ومدى قُدرة حاميتها على الصُمُود. وأرسل السُلطان في سنة 1063هـ المُوافقة لِسنة 1653م حملة ثالثة إلى قندهار بِقيادة ابنه داراشُكوه، وبالغ في تجهيزها. فقد تألَّفت من سبعين ألف فارس وخمسة آلاف راجل وفرقة مدفعيَّة مُكوَّنة من عشرة آلاف جندي وستَّة آلاف حفَّار لِحفر الخنادق وخمسِمائة جُندي لِقطع الحجارة، وزوَّدها بِكثيرٍ من الأسلحة والذخائر. حاصرت هذه القُوَّة العسكريَّة الضخمة المدينة، وأمل داراشُكوه أن تسقط خلال مُدَّة قصيرة، وجرت مُناوشات مع حاميتها، غير أنَّ هذه الحملة، على الرُغم من ضخامتها، لم تتمكَّن من اقتحام المدينة، وأثبتت القُوَّات الصفويَّة تفوُّقها العسكري على القُوَّات المغوليَّة؛ فاضطرَّ داراشُكوه إلى رفع الحصار عنها بعد سبعة أشهر، وعاد من حيث أتى. وهكذا ضاعت جُهُود الدولة المغوليَّة هباءً في استعادة قندهار، وأدَّت هذه الحملات الفاشلة إلى تخلِّي شاهجهان نهائيًّا عن فكرة استعادة هذه المدينة.

## اضطرابات الدكن وتقويمها
كان الشاهزاده أورنكزيب قد طلب من والده السُلطان أن يسمح لهُ بِقيادة الحملة الثالثة نحو قندهار لِاسترجاعها من الصفويين، لكنَّ شاهجهان رفض ذلك وأمر ولده بِالعودة إلى الدكن لِلوُقُوف على أُمُورها بعد أن طالت غيبته عن تلك البلاد. نفَّذ أورنكزيب أمر والده وعاد إلى الدكن في سنة 1063هـ المُوافقة لِسنة 1653م بعد غيابٍ دام ثماني سنوات لِيرى حُكُومتها قد ساءت أحوالها حتَّى غدت عبئًا ثقيلًا على الدولة المغوليَّة، تستنفذ إدارتها كثيرًا من أموال بيت المال بِدار السلطنة آغرة، بعد أن كانت تمُدُّه في السابق بِخراجٍ وفير. فقد انصرف حُكَّامها إلى رعاية مصالحهم الخاصَّة، فأهملوا شأن الزراعة، عماد ثروة الإقليم، وطفقوا يُقلون كاهل الأهالي بِما فرضوه عليهم من مُكُوسٍ لِحسابهم حتَّى هجر الفلَّاحون أغلب أراضيهم وفرُّوا من قُراهم، فأُجدبت الحُقُول وخوت البساتين والحدائق على عُرُوشها. وأسرع أورنكزيب إلى مُعالجة هذه الأُمُور، وعاونه في ذلك إداريّ حازم يُدعى «مُرشد قُلي خان»، فنهض بِالزراعة من جديد بعدما جعل كافَّة الأراضي الخصبة تحت إدارته مُباشرةً، وأمَّن الفلَّاحين أعمالهم وأمدَّهم بِالبُذُور الجيِّدة والماشية وشجَّعهم على استصلاح الأراضي البور وزراعتها. واقتدى مُرشد قُلي خان بِالنُظم التي وضعها «تُدرمل»، الصدر الأعظم لِلسُلطان أكبر، فأمر بِمسح الأراضي كُلِّها وأعاد تقدير الخِراج المفروض عليها من جديد، فجعل لِلدولة نصف محصول الأراضي البعليَّة (المرويَّة بِمياه الأمطار) وثُلثَه من الأراضي المرويَّة بِمياه الآبار، فيما عدا البساتين والحدائق فيُجنى منها ربع المحصول. أمَّا الأراضي التي كانت تُسقى من الترع والقنوات فكان ربطها يتراوح بين الزيادة والنُقصان بِحسب طبيعة تُربتها. وبِهذا النظام، وما كفله من توفير الأمن لِلفلَّاحين، أقبل هؤلاء على أعمالهم في جدٍّ ونشاطٍ أدَّى إلى استقرار اقتصاديَّات الدكن من جديد ونُهُوض مواردها.
كذلك، كان من سوء إدارة حُكَّام الدكن، إبَّان غياب أورنكزيب عنها، أن عاد السُلطانان القُطبشاهي والعادلشاهي إلى سابق عهدهما في الخُرُوج عن طاعة شاهجهان، فامتنعوا عن دفع ما فُرض عليهما من جزية وراحوا يتخطَّفون أملاك الدولة المغوليَّة في تلك البلاد. واغتنم أورنكزيب فُرصة نُشُوب الخصام بين السُلطان عبد الله بن مُحمَّد القُطبشاهي ووزيره مُحمَّد سيِّد المعروف بـ«مير جمله» - وكان هذا الأخير قد بلغ حدًا كبيرًا من النُفُوذ بِحيثُ صار لهُ جيشٌ خاصٌّ به قوامه خمسة آلاف من الفُرسان وعِشرون ألفًا من المُشاة - فزحف بِقُوَّاته على أراضي هذه الدولة بِدعوى تخليص أُسرة الوزير من الحبس ورد أملاكها إليها. ولم يُغنِ السُلطان عبد الله ما بعث به إلى قادة القُوَّات المُهاجمة من أموالٍ كثيرةٍ وجواهر عساهم يرجعون بِذلك عنه، فاقتحم الشاهزاده مُحمَّد سُلطان بن أورنكزيب عاصمته گُلكُندة وأوقعه في أسره. وعفا شاهجهان آخر الأمر عن السُلطان عبد الله وردَّه إلى دولته لِيحكمها بِاسم المغول، بعد أن أقسم على الولاء له، وارتبط البيتان التيموري والقُطبشاهي بِرابطة النسب حين زُفَّت ابنة عبد الله إلى مُحمَّد سُلطان بن أورنكزيب. كما عفا شاهجهان عن الوزير مُحمَّد سيِّد وشمله بِرعايته، وجعلهُ صدرًا أعظمَ لِلدولة المغوليَّة خلفًا لِسعد الله خان. وسار أورنكزيب كذلك إلى بيجافور عاصمة الدولة العادلشاهيَّة بعد أن بلغه اضطراب أحوالها بُعيد وفاة سُلطانها مُحمَّد بن إبراهيم، فما زال بها ومعهُ مهابت خان ومُحمَّد سيِّد، حتَّى وقعت بِأيديهم حُصُون بيدر وكلبركة وگلياتي وبارندة. فما أن فرغوا من أمرها سنة 1068هـ المُوافقة لِسنة 1658م، فانطلقوا إلى بيجافور نفسها، حتَّى أمرهم شاهجهان بِوقف القتال، إذ رضي سُلطانها الجديد علي بن مُحمَّد بِالصُلح على جزيةٍ كبيرة مع إعلان خُضُوعه وولائه، وتنازُله عمَّا استولى عليه من حُصُونٍ مغوليَّة.

## الصراع الأُسري على السُلطة في أواخر عهد شاهجهان

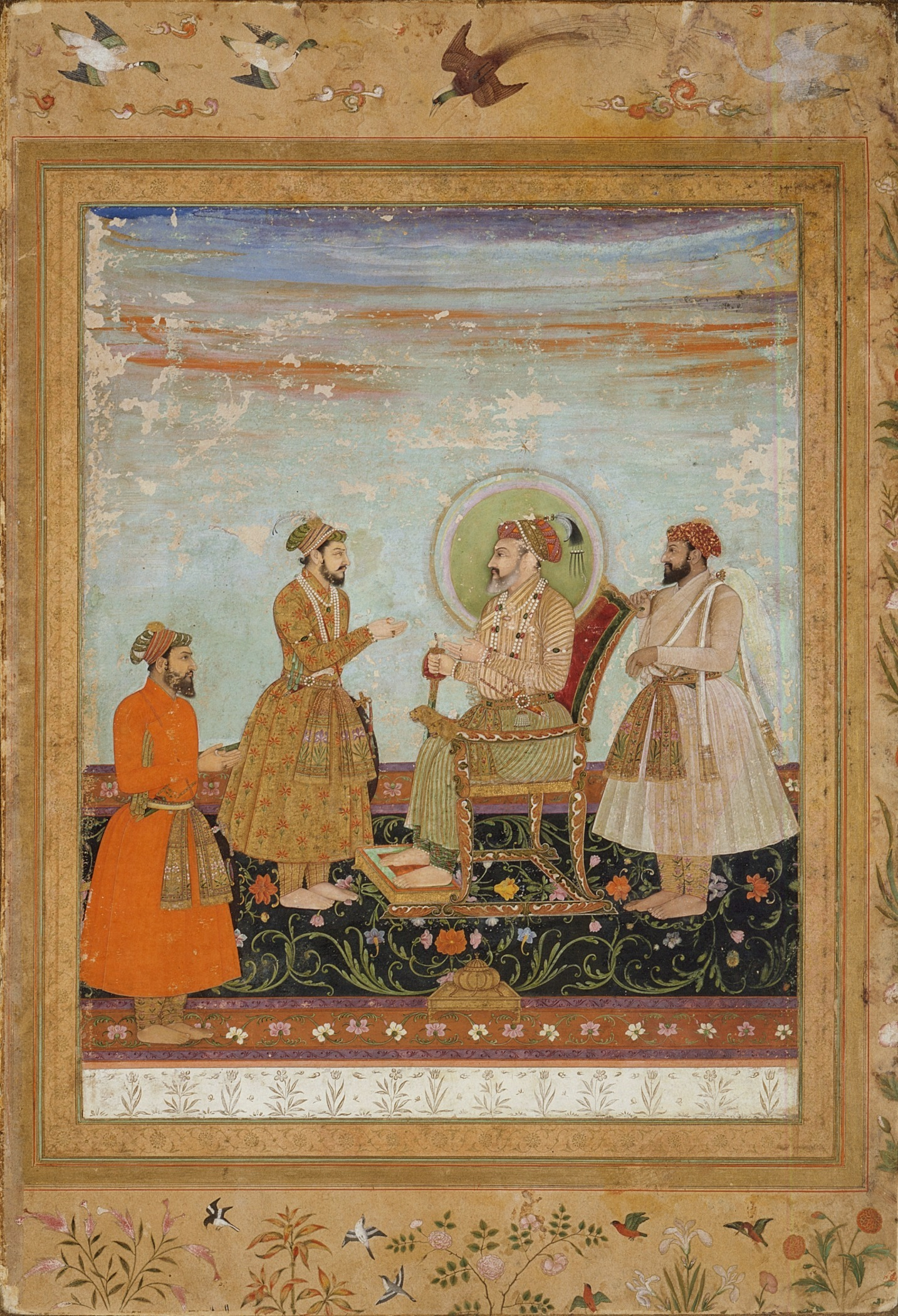
الشاهزاده داراشُكوه يقف في حضرة أبيه السُلطان شاهجهان.

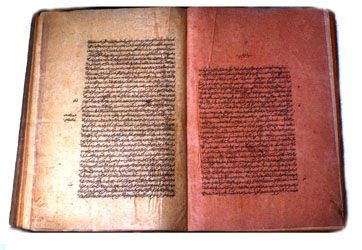
صحيفتان من كتاب «مجمع البحرين»، من تأليف داراشُكوه. تحدَّث فيه عن مزج الإسلام والهندوسيَّة.

أُصيب شاهجهان، في سنة 1068هـ المُوافقة لِسنة 1657م، بِمرضٍ أقعده عن مُباشرة أُمُور الحُكُم، وكان لهُ أربعة أبناء حينذاك: أورنكزيب وداراشُكوه ومُراد بخش وشاهشُجاع، وكان لِكُلٍّ منهم صوبة يحكمها بِالنيابة عن أبيه. كان داراشُكوه، الابن الأكبر لِشاهجهان، في الثالثة والأربعين من عُمره عندما مرض والده، وكان موجودًا في العاصمة، أثيرًا عند أبيه، فقرَّبه منه واستبقاه إلى جانبه لِيُباشر الحُكم باسمه. ولمَّا اشتدَّ المرض على السُلطان وأدرك أنَّ لا أمل بِشفائه، عيَّن داراشُكوه وليًّا لِلعهد وحمل الأُمراء والقادة على الاعتراف به، وقد بذل داراشُكوه كُلَّ جُهدٍ لِيمنع تسرُّب الأخبار من العاصمة إلى باقي الصوبات خشيةً من إثارة إخوته ريثما يُثبِّتُ أقدامه في الحُكُم، فأغلق الطُرُق المُؤدية إلى الدكن والگُجرات والبنغال وقطع البريد عنها.
ولم يكن لِداراشُكوه بِطبيعته كفاية حربيَّة أو حنكة سياسيَّة، إلَّا أنَّهُ كان واسع الاطلاع، شغوفًا بِدراسة الأديان بِخاصَّة، حتَّى نقل، بِمُساعدة بعض البراهمة الأُپانيشاد المُقدَّس من السنسكريتيَّة إلى الفارسيَّة. وأثار اختلاطه بِالهندوس واشتغاله الكثير بِعُلُومهم واقتباسه منها، وميله إلى خلق دينٍ جديدٍ يمزج فيه الإسلام بِالعقائد الهندوسيَّة، سخط العُلماء المُسلمين.
وكان شاهشُجاع في الحادية والأربعين من عُمره، وقد تولَّى صوبداريَّة البنغال، وانصرف إلى حياة اللهو والدعة، وأدمن شُرب الخمر ممَّا أضعف صحَّته، وكان يميل إلى التشيُّع، لِذلك كان مكروهًا في الأوساط السُنيَّة ما أثَّر سلبًا على وضعه السياسي. وكان مُراد بخش صوبدارًا على الگُجرات، وفي الثالثة والثلاثين من عُمره، ولم يكن إلَّا صورةً عن أخيه شاهشُجاع من جهة الانغماس في الملذَّات وانعدام الكفاءتين السياسيَّة والعسكريَّة. أمَّا أورنكزيب فكان يسوس شؤون الدكن في همَّةٍ ونشاط، وقد بلغ التاسعة والثلاثين من عُمره، وكان محبوبًا من عامَّة الناس على ما أظهره من كفايةٍ في الحرب والإدارة، وما عُرف عنهُ من الحزم والخُلُق القويم والتمسُّك التام بِأحكام الشريعة الإسلاميَّة، فكان أقدر إخوته دون مُنازع، والمُرشَّح الأمثل لِخلافة والده. والحقيقة أنَّ شاهجهان لم يعمد إلى تعيين ابنه الأخير وليًّا لِلعهد على الرُغم من مآثره الكثيرة بِسبب ما أثاره الشاهزاده داراشُكوه ومن معهُ من رجال البلاط، من ضغينةٍ في نفس السُلطان على أورنكزيب بِحيثُ أصبح من العسير أن يوليه الثقة من جديد.
لم تبقَ أنباء التطوُّرات السياسيَّة التي حدثت في العاصمة سريَّة لِفترةٍ طويلة، فسُرعان ما تسرَّبت إلى أسماع الإخوة الثلاثة، فظنَّ شاهشُجاع ومُراد بخش أنَّ والدهما قد تُوفي واتهما داراشُكوه بِقتله، وأراد شاهشُجاع أن يذهب إلى آغرة بِجيشه لِينتقم لِأبيه، ولكنَّ أورنكزيب نصحه بِالتريُّث وأكَّد له أنَّ أباهم حيٌّ يُرزق، واتفق الإخوة الثلاثة على إبعاد داراشُكوه والحيلولة بينه وبين المُلك بِحُجَّة أنَّ ذلك يُقوِّض عرش المغول. وتحالف أورنكزيب مع مُراد بخش على أن يقتسما أرض الهند فيما بينهما، فيكون لِمُراد الپُنجاب والسند وكشمير وأفغانستان، ويحصل أورنكزيب على ما تبقَّى من أراضي الدولة. وتقدَّم أورنكزيب من بُرهانفور في الدكن نحو الشمال على رأس جيشٍ كبيرٍ مُتوجهًا إلى آغرة، وانضمَّ إليه أخوه مُراد في مالوة، وعسكرت قُوَّاتهما في قرية «دهرمت» على مقرُبةٍ من مدينة أوجَّین، وأعلنا معًا أنهما إنَّما قد قدما لِتخليص البلاد من ربقة شقيقهما المُرتد. وتحرَّك شاهشُجاع في الوقت نفسه إلى دلهي على رأس جيشه، ووصل إلى بنارس في 19 ربيع الآخر 1068هـ المُوافق فيه 24 كانون الثاني (يناير) 1658م، فأرسل إليه أخوه داراشُكوه جيشًا ضخمًا بِقيادة ابنه «سُلیمان شِکوہ» اصطدم به وأجبره على الارتداد إلى البنغال، كما أرسل جيشًا آخر بِقيادة المهراجا «جسونت سينگه» وقاسم خان لِلتصدي لِجيش أخيه المُعسكر في «دهرمت»، وجرى اللقاء بينهما في شهر رجب المُوافق لِشهر نيسان (أبريل) وانتهى بِهزيمة المهراجا سالف الذِكر ومقتل الكثير من رجاله، وفرَّ هو ناجيًا بِنفسه.

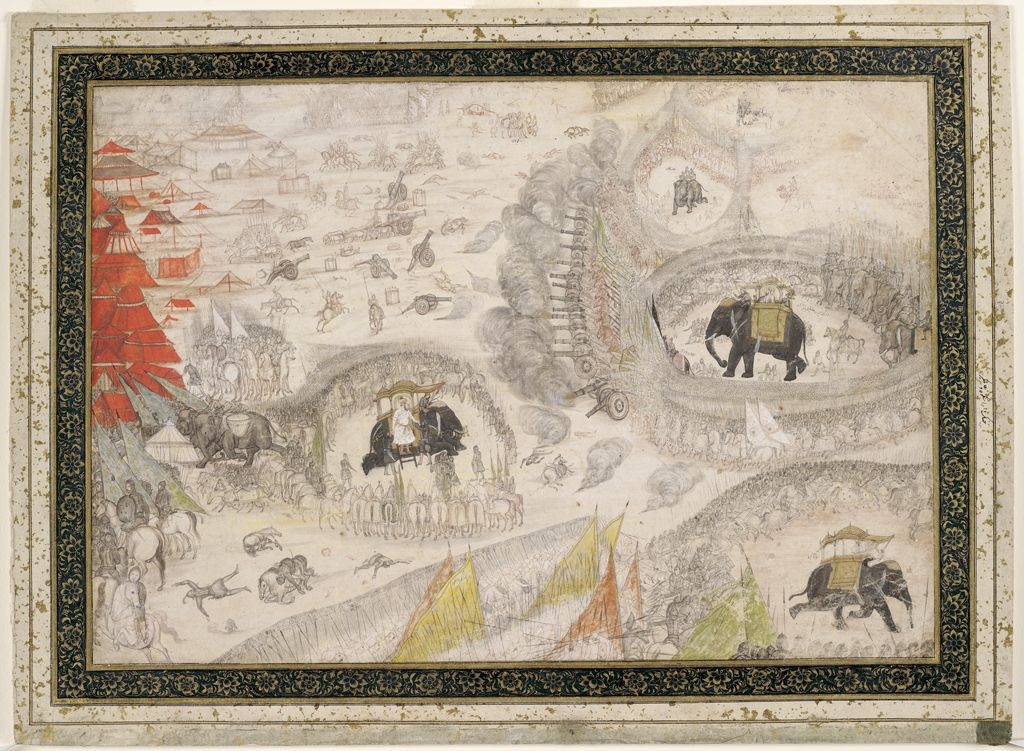
رسمٌ يُصوِّرُ واقعة سموگره بين قُوَّات داراشُكوه وشقيقاه أورنكزيب ومراد بخش والتي أفضت إلى انتصار الأخيرين وتوطيد أورنكزيب لِحُكمه.

أتاح هذا النصر فُرصةً طيِّبةً لِأورنكزيب فتقدَّم بِاتجاه «گواليار» وحطَّ رحاله في سهل «سموگره» إلى الشرق من آغرة، التي دبَّ فيها الرُعب والاضطراب حتَّى همَّ شاهجهان أن يفِرَّ منها إلى دلهي، إلَّا أنَّهُ فضَّل البقاء علَّهُ يستطيع أن يُنهي الخُصُومة بين أبنائه، فأرسل إليهم ينصحهم بِالكف عن ثورتهم ضدَّ أخيهم داراشُكوه وأن يلجؤوا إلى الهُدُود والخُضُوع. لكنَّ جميع جُهُود شاهجهان ووَساطئه باءت بِالفشل، وكان من أهم أسباب ذلك أنَّ الكثير من القادة المُسلمين في جيش داراشُكوه نفروا منه بعدما عيَّن قادةً هندوس في مراتب أعلى منهم، فتخلَّوْا عنه وانحازوا إلى صُفُوف مُهاجميهم، ممَّا قوَّى من عزيمة أورنكزيب. كما رفض داراشُكوه الصُلح وأصرَّ على الحرب مُغترًّا بِقُوَّته وبِالإمكانات التي يملكها، فخرج من آغرة على رأس جيشٍ يبلغ خمسين ألف مُقاتل، ولمَّا وصل إلى سهل «سموگره» اصطدم بِقُوَّات أخويه في شهر شعبان المُوافق لِشهر أيَّار (مايو)، وصمد أورنكزيب ومُراد بخش في وجه الهجمات العنيفة التي نفَّذتها قُوَّات داراشُكوه، فقد كانا يعلمان أنَّ أخاهما عقد العزم على الاقتصاص منهما فيما لو انهزما. ومالت كفَّة النصر في بادئ الأمر لِصالح داراشُكوه لولا أن أُصيب الفيل الذي كان يمتطيه بِكُرة مُلتهبة، فسقط على الأرض جريحًا، واضطرَّ داراشُكوه إلى تركه ورُكُوب فرس، لكنَّ جُنُوده لم يفطنوا إلى هذه الحركة، فلمَّا نظروا إلى هودج الفيل ووجدوه خاليًا أيقنوا أنَّ قائدهم قد أُصيب، فتخاذلوا ودارت الدائرة عليهم، وأسرعوا بِالفرار لا يلوون على شيء، ولحقهم داراشُكوه حتَّى وصل إلى آغرة، ولم يذهب إلى أبيه لِمُقابلته خجلًا ممَّا أصابه، بل أخذ أمواله ومجوهراته وزوجته وأولاده ثُمَّ تابع فراره إلى دلهي. ودخل أورنكزيب العاصمة في جو الانتصار، فاستقبلهُ كبار رجال الدولة والحاشية مُهنئين ومُقدمين خُضُوعهم له، وذلك في 29 شعبان المُوافق فيه 1 حُزيران (يونيو).
بعد ذلك كتب أورنكزيب إلى أبيه يعتذر إليه عن هذه الحرب ويُحاول تبرير موقفه، فتقبَّل شاهجهان ذلك وأرسل إلى ابنه سيفًا مُرصعًا بِالجواهر، وقد نُقش عليه اللقب الذي منحه إيَّاه، وهو لقب «عالمكير»، أي آخذ العالم وسيِّده، ودعاه لِلقُدُوم إليه. غير أنَّ رجال أورنكزيب حذَّروه ممَّا قد يكون أعدَّهُ لهُ أبوه من شراكٍ لِلإيقاع به، وأشاروا عليه بِأسر السُلطان على الفور حرصًا على سلامته وتأمينًا لِمركزه. ووقع بِأيدي أورنكزيب رسالةٌ كان أبوه قد بعث بها إلى داراشُكوه يمنعه من القُدُوم إليه، ويطلب منهُ لُزُوم دلهي، فتكشَّف لهُ بِذلك سوء نيَّة والده نحوه، وصحَّ لديه ما حذَّره رجاله منه، فأمر بِوضع شاهجهان بِالإقامة الجبريَّة في قلعة آغرة، وأحاطه بِمظاهر التعزيز والتكريم حتَّى لا يفقد شيئًا من أُبَّهة المُلك باستثناء السُلطة التي كان فقدها فعلًا بِحُلُول ذلك الوقت. وتابع أورنكزيب ومُراد مُلاحقة داراشُكوه حتَّى ظفرا به وقُتل، وكذلك ابنه «سُلیمان شِکوہ». بعد ذلك لمس أورنكزيب الخيانة من أخيه مُراد الذي رغب بِالاستئثار بِالسُلطة، فزجَّ به في السجن، والتفت إلى أخيه شاهشُجاع الذي حاول أن يُشكِّل جيشًا ويُهاجم آغرة، فهزمه في معركةٍ وأجبره إلى الفرار حتَّى جبال آسام حيثُ انقطعت أخباره، وهكذا استتبَّ المُلك لِأورنكزيب.

## وفاة شاهجهان

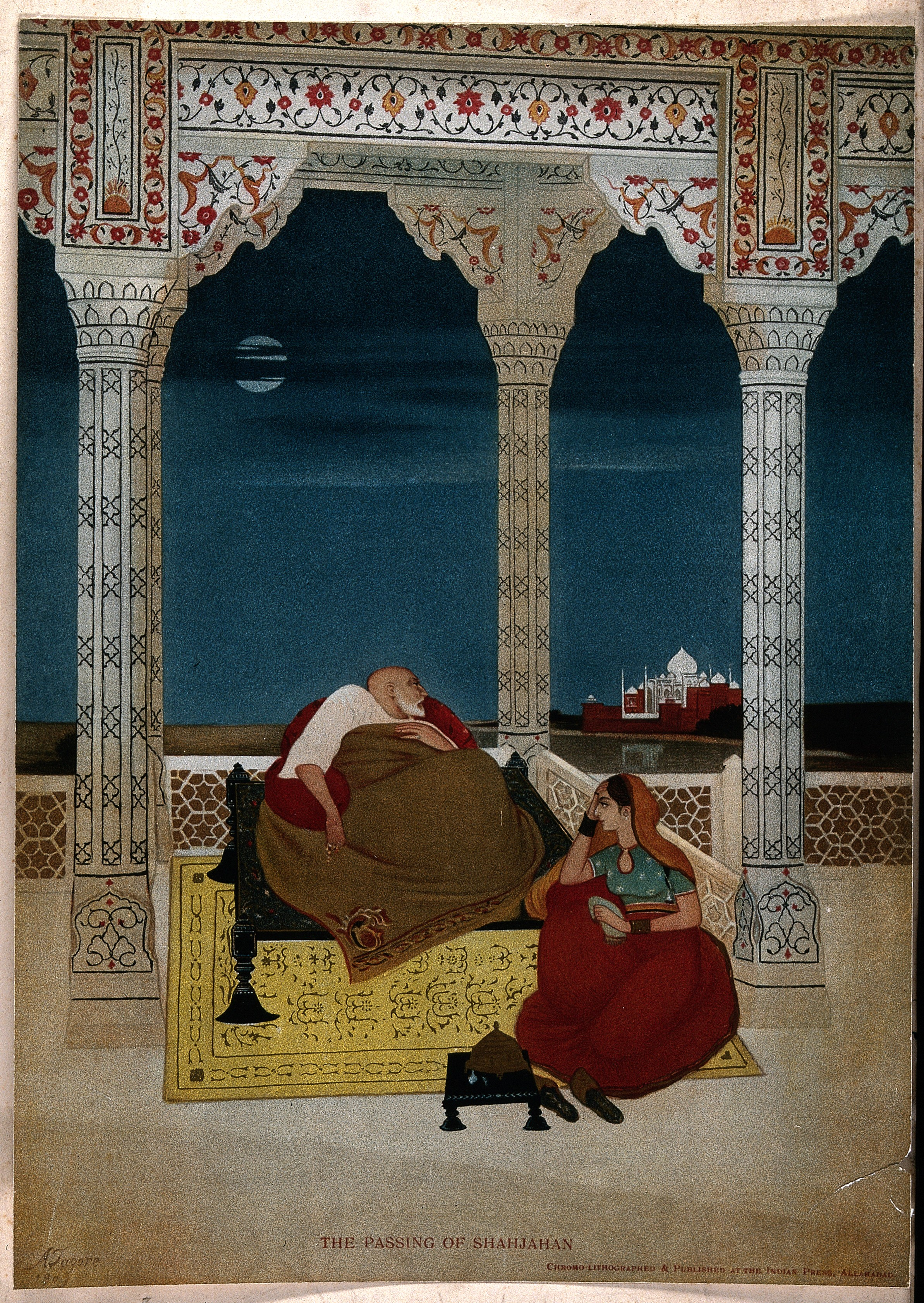
شاهجهان على فراش الموت وإلى جانبه ابنته جهان‌آرا.

مكث شاهجهان في قلعة آغرة مُعزَّزًا مُكرَّمًا طيلة السنوات الثمانية الأخيرة من حياته، ولم يُسمح لهُ بِمُغادرة محبسه هذا. ومكثت بِجانبه ابنته البارَّة جهان‌آرا، التي وقَفت حياتها على خدمته والعناية به. وحاول شاهجهان - طيلة هذه المُدَّة - العمل عبثًا على استرداد مُلكه المفقود، لكن لم يُكتب لهُ النجاح. وعلى الرُغم من مُحاولة أورنكزيب التخفيف عن والده المريض إلَّا أنَّ الأخير أمضى ما تبقَّى من عُمره وقلبهُ مُفعمٌ بِالمآسي التي خلَّفها قتال أبنائه فيما بينهم، لا سيَّما وأنَّهُ رأى نفسه عاجزًا عن إيقافهم بِسبب مرضه الشديد.
وفي شهر كانون الثاني (يناير) 1666م، اشتدَّ المرض على شاهجهان بحيثُ لم يعد قادرًا على مُفارقة فراشه. واستمرَّ المرض يشتد ويقوى حتَّى كان يوم 17 رجب 1076هـ المُوافق فيه 22 كانون الثاني (يناير) 1666م، حينما حدثت لهُ صحوة الموت، فأوصى ابنته جهان‌آرا بأن تعتني بآخر زوجاته «عز النساء بیگم» الشهيرة بـ«أكبرآبادي محل» وتبرُّ بها كما برَّت به، وكان الشيخ المُتصوِّف السيِّد مُحمَّد القنُّوجي حاضرًا بِجانب شاهجهان أيضًا، فأثنى عليه السُلطان وشكره على مُلازمته إيَّاه وسأله ما إذا كان يستطيع أن يخدمه بشيءٍ أخير، فطلب منهُ الشيخ أن يغفر لِابنه أورنكزيب ويُسامحه، فاستجاب لهُ شاهجهان وأشهده وابنته بأنَّهُ سامح ابنه. ثُمَّ رتَّل السُلطان المُحتضر بعض آيات القُرآن، وأنطقته ابنته الشهادتين، ولم يلبث أن فارق الحياة عن أربعةٍ وسبعين سنة. تولَّى الشيخ مُحمَّد القنُّوجي والقاضي قُربان الأغري نقل جُثمان شاهجهان من فراشه إلى إحدى قاعات القلعة حيثُ غسَّلاه وكفَّناه، ثُمَّ وضعاه في تابوتٍ من خشب الصندل. ويُروى أنَّ جهان‌آرا رغبت بإقامة جنازةٍ عظيمةٍ لِوالدها، وذلك بأن يُحمل تابوته على أكتاف أشراف البلاد ويشق العاصمة آغرة لِيراه الناس أجمعين. وبأن يسير كبار القوم والساسة خلف التابوت وينثُرون السكك الذهبيَّة لِلفُقراء والمساكين لِتكون صدقةً على روح شاهجهان. لكنَّ أورنكزيب رأى في هذا تبذيرًا كبيرًا وإضاعةً في غير مكانها لِلأموال، فأمر بِنقل جُثمان والده إلى ضريح تاج محل ودفنه إلى جانب والدته أرجمند بانو بيگم «مُمتاز محل»، فنُفِّذ الأمر، ووُوري السُلطان الثرى إلى جانب زوجته التي هام بها هيامًا كبيرًا. ونُقش على ضريح شاهجهان بِخط النستعليق العبارة الفارسيَّة التالية: «مرقد مطهر اعلیحضرت فردوس آشیانی صاحبقران ثانی شاه جهان طاب ثراه سنه ۱۰۷۶ ق»، وتعريبه: «[هذا] المرقد المُطهَّر لِجلالة الملك ساكن الفردوس صاحبقران ثاني شاه جهان طاب ثراه سنة 1076 قمريَّة».

## مآثر شاهجهان

### عدله وإحسانه
كان شاهجهان حاكمًا قديرًا، بلغت الدولة المغوليَّة في عهده أوجها، وارتفعت مكانتها في نظر شعبها في الداخل والشُعُوب المُختلفة في الخارج، وقد نهج أُسلُوب أبيه جهانكير وجدِّه أكبر في تنظيم شُؤون الحُكُومة، وتميَّز بِالحزم الشديد مع رجاله وعُمَّاله على الأمصار، وكان يسهر على مصالح رعيَّته، حتَّى كان لا يتردد في إنزال العقاب بِالمُقصِّرين في تحقيق العدالة والمُتسببين بِالإهمال الذي من شأنه أن يُلحق الضرر بِالغير. ولئن ذهب هذا السُلطان إلى فرض ضرائب جديدة على التُجَّار وأعاد فرض الرُسُوم التي كان الهندوس يُلزمون بها عند زيارة أماكنهم المُقدَّسة، فإنَّهُ كان ينظر إلى رعاياه نظرته إلى أبنائه، على حد قول الرحَّالة الفرنسي «تاڤرنيه». وتجلَّت رأفته وشفقته بهم وحدبه على رعايتهم فيما كان يبذله من جُهُودٍ كثيرةٍ لِتخفيف وطأة القحط والمجاعة التي ضربت البلاد في أوائل عهده، ومن أبرز ما سُجِّل لهُ من أعمال الخير أنَّهُ أمر عُمَّاله بِشراء الأطفال الذين كان أهلوهم يعرضونهم لِلبيع من فرط الإملاق، لِيرُدَّهم إليهم فيما بعد. واشتهر شاهجهان أيضًا بِكرمه وكثرة عطاياه، وأُتيح لهُ من الغنى والاستقرار واتساع المُلك ما لم يُتح لِغيره من السلاطين، لِذلك سمَّاه المُؤرخون «الملك المحظوظ».

### علمه وثقافته

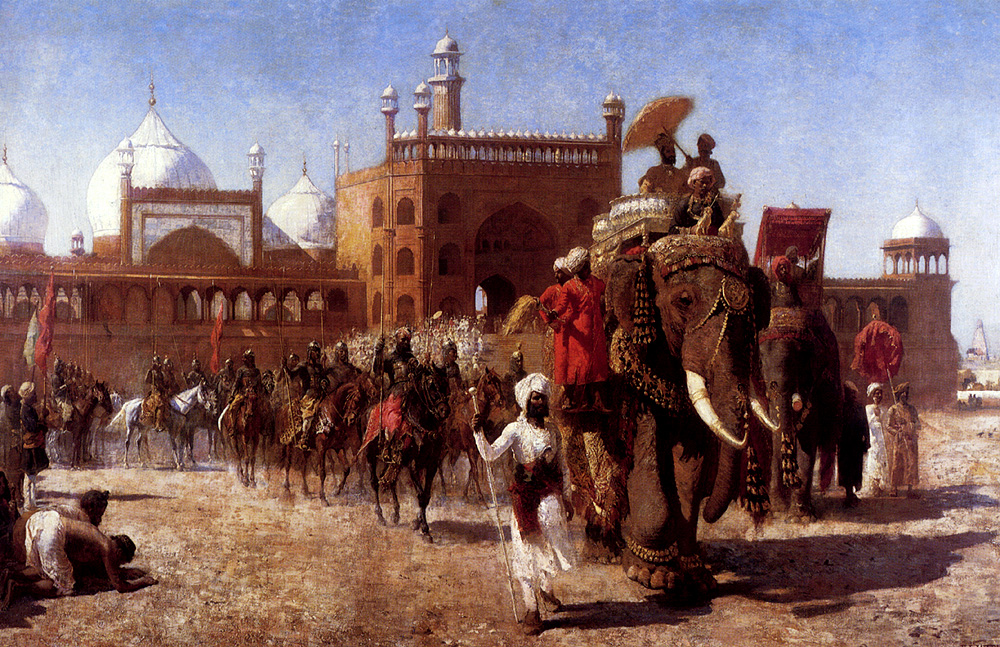
لوحة تخيُّليَّة بِريشة الرسَّام الأمريكي إدوين لورد ويكس تُصوِّرُ موكب شاهجهان أثناء خُرُوجه من المسجد الجامع لِمدينة دلهي بعد أدائه صلاة الجُمُعة.

كان شاهجهان مُحبًا لِلعلم والعُلماء، مُشجعًا على التأليف، ويذكر المُؤرخون أنَّ العلَّامة عبد الحكيم السيالكوتي ألَّف بِأمره كُتُبًا كثيرة، وكان يُعطيه مائة ألف روپية، وضمَّه إلى مجلسه، وأنعم عليه بِضياعٍ كانت تكفيه مؤنة السعي للعيش. واتخذ شاهجهان اللُغة الأُرديَّة لُغةً رسميَّةً لِلبلاد في عهده، وعمل على نشرها بِوسائل مُختلفة، حتَّى أنه أنشأ سوقًا لِلرجال وأُخرى لِلنساء، وفرض التكلُّم والتخاطُب فيها بِالأُرديَّة حتَّى تنمو وتزدهر. وكان هو نفسه لُغويَّا بارعًا في العربيَّة والفارسيَّة والتُركيَّة.

### نزعاته الدينيَّة
اتَّسم شاهجهان بِنزعةٍ روحيَّةٍ مُحافظة، فكان مُتدينًا مُتمسكًا بِشعائر الإسلام وعقيدة أهل السُنَّة والجماعة، كثير الإكرم لِلعُلماء حتَّى قصدوه من جميع الجهات، وكان مُداومًا على إرسال هباتٍ من الأموال في كُلِّ سنةٍ إلى فُقراء الحجاز وأشرافها وعُلماء الحرمين الشريفين، والمعروف أنَّهُ عزف - غالبًا - عن شُرب الخمر في شبابه، ثُمَّ تاب عنه تمامًا ولم يرجع إليه، ودفعهُ تديُّنه إلى إبطال بعض العادات المُنافية لِلإسلام وآدابه والتي ابتدعها آباؤه، من ذلك أنه أبطل عادة تقبيل الأرض أمامه تحيَّةً له، وكانت هذه التحيَّة واجبة حتَّى أنَّ جهانكير سجن كبير العُلماء في الهند الإمام أحمد السرهندي لِأنَّهُ لم يسجد له، كما قضى على كُل مظهر من المظاهر المُخالفة لِتعاليم الإسلام ممَّا تركه جدُّه أكبر من بعده ولم يُبطله أبوه جهانكير.

## الدولة في عهده

### إنجازاته الإداريَّة

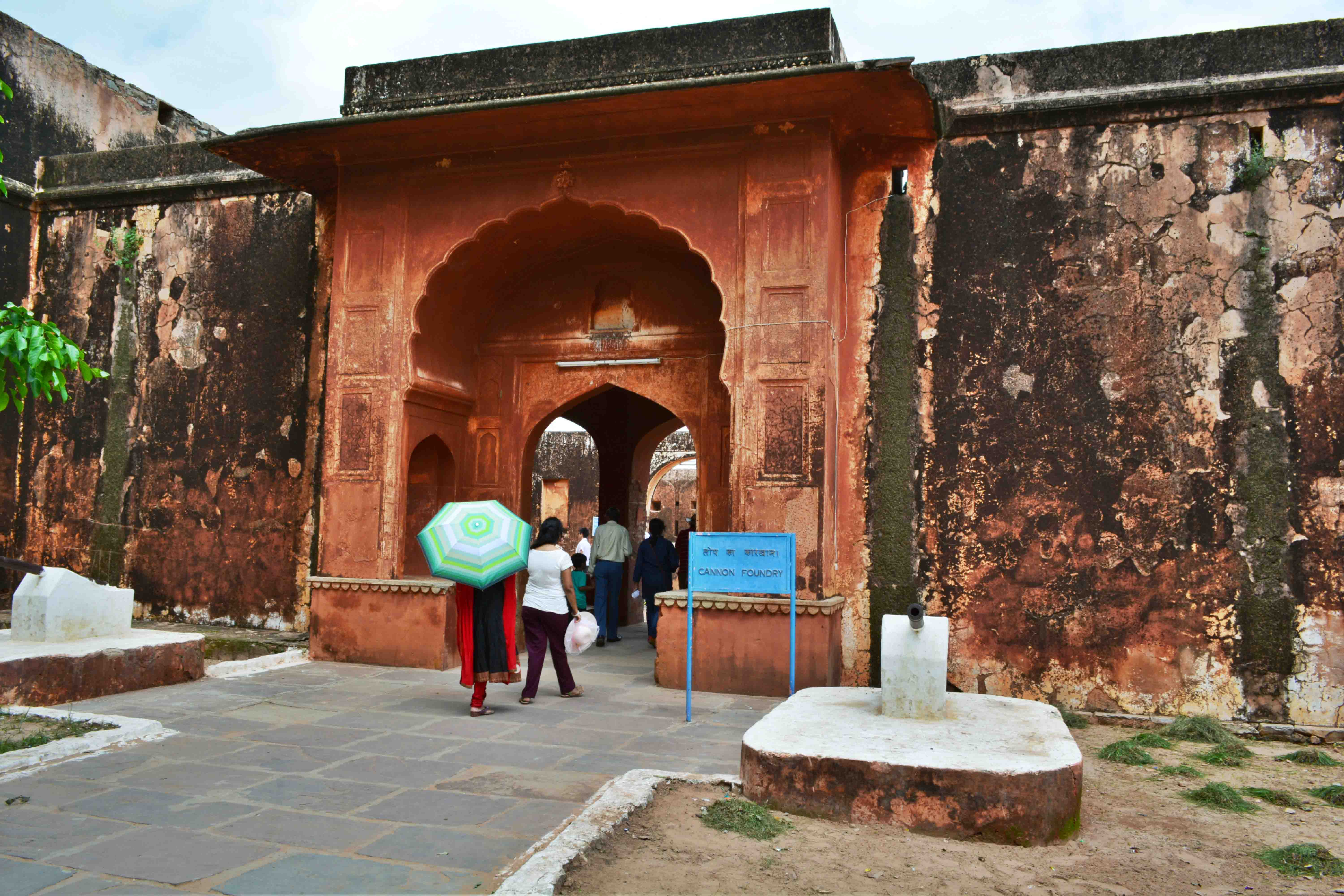
دار صب المدافع في قلعة جیگره.

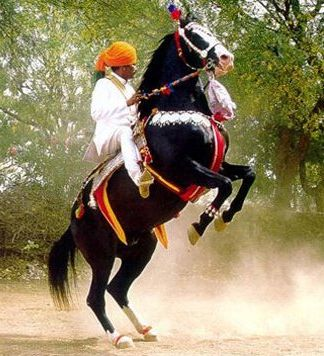
حصانٌ مارواڑيٌّ، السُلالة التي تأصَّلت تحت رعاية شاهجهان.

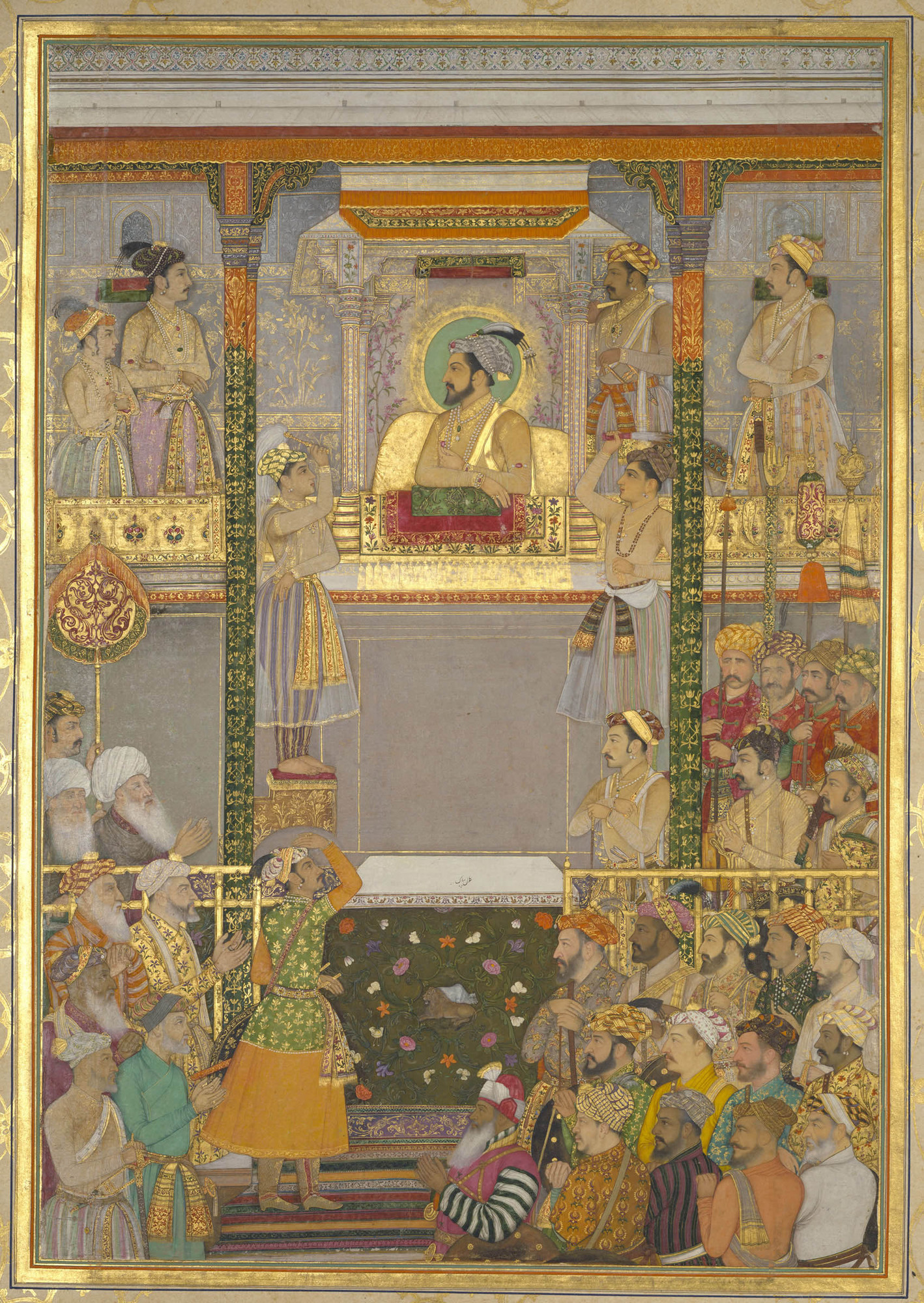
شاهجهان يقضي في بلاطه، قُرابة سنة 1657م.

تُشيرُ الأدلَّة بِأنَّ جُيُوش الدولة المغوليَّة وصل تعداد أفرادها خلال عهد شاهجهان، وتحديدًا في سنة 1648م، إلى 911,400 جُندي من المُشاة ورُماة رصاص البنادق والمدفعيين، و185,000 من الفُرسان السواري، يقودهم أُمراء وأشراف البلاد. ويعتبر بعض المُؤرخين المُعاصرين أنَّ إنجازات هذا السُلطان على الأصعدة الإداريَّة والسياسيَّة والثقافيَّة هي شكلٌ من أشكال «النهضة التيموريَّة» التي بدأت مع تيمورلنك، جدِّ هذه السُلالة المُلوكيَّة، في آسيا الوُسطى. وأنَّ شاهجهان بِحملاته العسكريَّة على بلاد أجداده أعاد بناء الصلات الحضاريَّة والتاريخيَّة مع تلك المنطقة، فأُضيف هذا إلى ميراثه المُميز أساسًا بين جميع سلاطين مغول الهند. وخلال عهد شاهجهان، أنتج مُربو الخُيُول سُلالةً جديدةً من الأحصنة عبر التزويج الانتقائي، عُرفت بِالخُيُول الـ«مارواڑيَّة» نسبةً إلى إقليم «مارواڑ» في راجستان الذي تأصَّلت فيه، وسُرعان ما أثبتت هذه السُلالة كفاءتها وجدارتها في الحُرُوب، كما كانت بديعة المنظر والقوام، فأصبحت المُفضلة لدى السُلطان وأمر بِاستعمالها في جُيُوشه. واعتنى شاهجهان بِالصناعة الحربيَّة، فاهتمَّ بِصبِّ المدافع على نطاقٍ واسعٍ وزوَّد جيشه بِهذا السلاح الذي كان قد أصبح من أبرز أدوات الجُيُوش الحديثة في زمانه، وكانت قلعة «جیگره» أبرز دور صب المدافع في الديار الهنديَّة، وتحوَّلت الدولة - على حد قول بعض المُؤرخين - إلى آلةٍ حربيَّةٍ كُبرى، وازدادت الوحدات العسكريَّة وقادتها أربعة أضعافٍ عمَّا كانت عليه زمن جهانكير. وعلى الرُغم من أنَّ هذا استتبعهُ زيادة في الأعباء الماليَّة المُلقاة على عاتق الدولة، فإنَّ أوضاعها هذه بقيت مُستقرَّة طيلة عهد شاهجهان بِفضل نظام الإدارة المركزيَّة الذي اتبعه هذا السُلطان.
وقد حفَّزت ضرورة اطِّلاع السلاطين المغول على ما يحدث في صوبات دولتهم إلى تنظيم شُؤون البريد؛ لتسير بِسُرعةٍ وانتظامٍ في كُل ناحية، فلا تزال تجري في كثيرٍ من الجهات، فكان السُعاة يتناوبون أعمالهم سيرًا على الأقدام بين مسافةٍ ومسافة في الطُرق العامَّة، وكانت تُنصَب على جوانب الطرق حجارةٌ بيضٌ تُرى ليلًا حفظًا لِلسُعاة من الضلال. ويروي الرحَّالة الفرنسي «تاڤرنيه» أنَّ طُرق الهند كانت خلال عهد شاهجهان خيرٌ من طُرق فرنسا وإيطاليا، فروى أنَّ الانتقال من مكانٍ إلى آخر كان يتم بِهوادج يحملها سُعاةٌ سُرعان أو بِمراكب تجُرُّها الثيران. وكان خُفراءُ من الجُنُود يُحافظون على السُيَّاح، فكانوا مسؤولين تجاه قادتهم المُقيمين بِالمُدُن الكبيرة عن كُل ما يُصاب به من يُرافقونهم منهم، فإذا ما قصَّروا في العناية بِسائحٍ أو لم يُجيدوا الدفاع عنه يخسرون معاشهم. وفي شمال الهند كانت الطُرُق الجيِّدة والمُواصلات السَّهلة، وعكس ذلك حال الدكن الناشزة البعيدة عن مقر الدولة. وكانت الأراضي في عهد شاهجهان تُقسم إلى صنفين: الصنف الأوَّل يشتمل على الأراضي التي يُقطع السُلطان قادة الجيش إيَّاها بِشرط أن يُنفقوا على كتائبهم وأن يدفعوا إلى بيت المال مبلغًا مُعيَّنًا في كُل سنة، والصنف الآخر كان يشتمل على الأراضي التي يستأجرها مُلتزمون بِبدلٍ سنويٍّ يُؤدونه. ولمَّا كان هؤلاء المُلتزمون ذوي سُلطانٍ مُطلقٍ على من يقبضون على زمامهم من الفلَّاحين والمُزارعين، فكانوا يجورون عليهم في الغالب، فينتشر البؤس والفقر وسطهم. ووصف الرحَّالة الفرنسي «فرنسيس پيرنيه» - الذي أقام بدلهي اثنتي عشرة سنة خلال عهد شاهجهان - مظالم الصوبداريين ورُشاهم وفسادهم، وكيف أنَّ الكثير من الرعايا لم يكونوا قادرين على التظلُّم لدى سُلطانهم عن طريق سلسلة الأجراس التي أقامها أبوه جهانكير، كونهم كانوا يعلمون أنَّ من يصنع ذلك يكون عُرضةً لِانتقام الظالمين الفظيع. كما ذكر أنَّ المُفتشين الذين كان شاهجهان يُرسلهم لِلتحقُّق من عُمَّاله على الأمصار كانوا كثيرًا ما يعودون إليه بِأخبارٍ غير صحيحة نتيجة تلقيهم رشوة من أولئك العُمَّال، على أنَّ شاهجهان كان يُدرك - بنظرته الثاقبة - مدى صدق أو كذب هذه الأخبار، فكان يُسارع بِتبديل وُلاته وأُمرائه وقادته إن استشعر الخلل في مُمارساتهم الإداريَّة، أو إنْ برز منهم ما يُشير إلى احتمال خيانتهم وعصيانهم.

### العُلُوم والآداب
استمرَّت الحركة العلميَّة والأدبيَّة ناشطةً في عهد شاهجهان، ونُشرت الكثير من الكُتُب والمُؤلَّفات بِاللغُتين العربيَّة والفارسيَّة، منها على سبيل المِثال كتاب «شاهجهانناه» لِعنايت خان، و«پادشاهنامه» من تأليف المُؤرِّخ عبد الحميد اللاهوري. ويُعد المُؤلَّف الأخير أحد أهم المخطوطات التي نُفِّذت خلال عهد شاهجهان ويتناول التاريخ الرسمي والحربي لِلسُلطان، وهو يتكوَّن من جُزءٍ واحدٍ يضم 99 صورة. ومن الكُتب الأُخرى التي تناولت موضوع التصوُّف المُقارن كتابَيْ «مجمع البحرين» و«سفينة الأولياء» للشاهزاده داراشُكوه. واستمرَّت بلاد الگُجرات تستقطب العديد من العُلماء بِسبب موقعها الساحلي المُجاور لإيران وشبه الجزيرة العربيَّة، وقد اشتهرت بعلم الحديث على وجه الخُصُوص.

### الرفاهِيَةُ والغنى

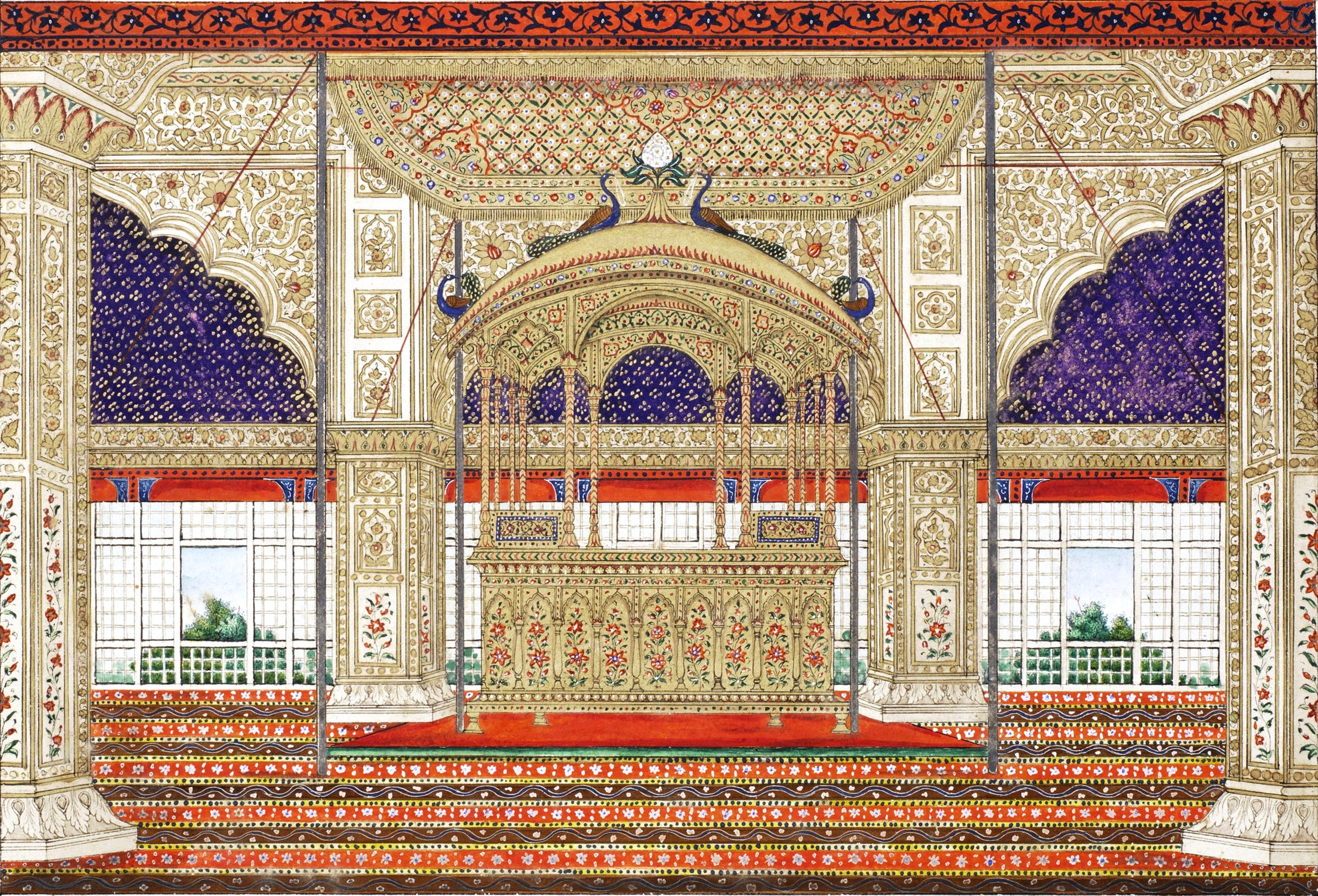
عرشُ الطاووس في الديوان الخاص بِالحصن الأحمر.

رُغم المجاعة والقحط التي ضربت البلاد في أوائل عهده، وما كان يلحق بِالرعايا جرَّاء بعض الصوبداريين والساسة الظُلَّام، فإنَّ إجمالي فترة حُكم شاهجهان يُتفق بِأنها كانت عهد رهافِيَةٍ وغنى واستقرار ورخاء لم تشهد لهُ الهند مثيلًا من قبل. فيذكر المُؤرِّخ الهندي سيِّد هاشمي أنَّ ميزانية الدولة في تلك الفترة بلغت مبلغًا لم تبلغه قبله ولا بعده، حتَّى عندما احتلَّ البريطانيُّون الهند، واتَّسع مُلكهم لِيكون أوسع من مُلك شاهجهان؛ فقد كان يُحصَّل من خِراج الأراضي 27 كرور روپية أي 270 مليون روپية، غير ما يُحصَّل من كابُل وقندهار. ويُؤكِّد هاشمي أنَّ هذه الأموال كانت تأتي السُلطان دون ضغطٍ أو ظُلم، وقد فشل البريطانيُّون فيما بعد في تحصيل المبلغ نفسه من الناس رُغم كثرة تعسُّفهم. وكان الشعبُ يعيشُ في عهده عيشةً طيِّبة، مُتمتعًا بِعطف السُلطان وعدله. وكانت الزراعة والصناعة مُزدهرتين في أيَّامه أيَّما ازدهار، حتَّى كانت الدولة المغوليَّة تُصدِّرُ من منسوجاتها الجيِّدة إلى أوروپَّا كميَّاتٍ وافرة. وقد قدَّر عالم الاقتصاد البريطاني «أنگوس مادیسون» أنَّ حصَّة الهند المغوليَّة من الناتج المحلِّي الإجمالي العالمي ارتفعت من 22.7% سنة 1600م إلى 24.4% سنة 1700م، مُتخطيةً الصين في ذلك، لِتُصبح أغنى دُول العالم آنذاك. وبلغ بِشاهجهان كلفه بِالأُبَّهة إلى صُنع عرشه الفخم المعروف بِـ«عرش الطاووس» الذي رُصِّع بِأكداسٍ من الجواهر النادرة بما فيها الماسة الكبيرة الشهيرة بِـ«كوه نور»، وكانت قوائمه من الذهب الخالص، وكان سقفه المُطلى بِالميناه يُحمل على اثنَيْ عشر عمودًا من الزُمُرُّد، على كُلِّ واحدٍ منها طاووسان تُزينُهما الجواهر وتتوسَّطهما شُجيرة يُغطيها الماس والياقوت والزُمُرُّد، وتتدلَّى منهُ دُرجٌ ثلاث تكسوها الجواهر واليواقيت. وقد استغرق صُنعُ هذا العرش سنواتٍ سبعةً، وتكلَّف عشرات الملايين من الروپيات، وعلى الرُغم من كُل هذا البذخ، فقد وُجدت في خزائن شاهجهان بعد وفاته 24 كرور روپية أي 240 مليون روپية، وكان الذهب والفضَّة والجواهر التي تركها تُساوي 15 كرور روپية أي 150 مليون روپية، ممَّا يدُل على أنَّ هذا السُلطان لم يكن مُحتاجًا إلى زيادة الضرائب على رعاياه حتَّى يغتني أو يُجابه النفقات الكثيرة التي يُنفقها، فكان هذا سببًا آخَرَ لِتلقيبه بِالملك المحظوظ. وحين غزا الشاه نادر قُلي الأفشاري الهند سنة 1151هـ المُوافقة لِسنة 1739م، حمل معهُ هذا العرش، فأثرى حُكَّام إيران من جواهره، وأفاد الشاه فتح علي بن حُسين القاجاري بعد ذلك من حُطامه وبقاياه في إقامة عرشٍ جديدٍ لهُ حمل الاسم نفسه.

### الآثار والتُحف المعماريَّة

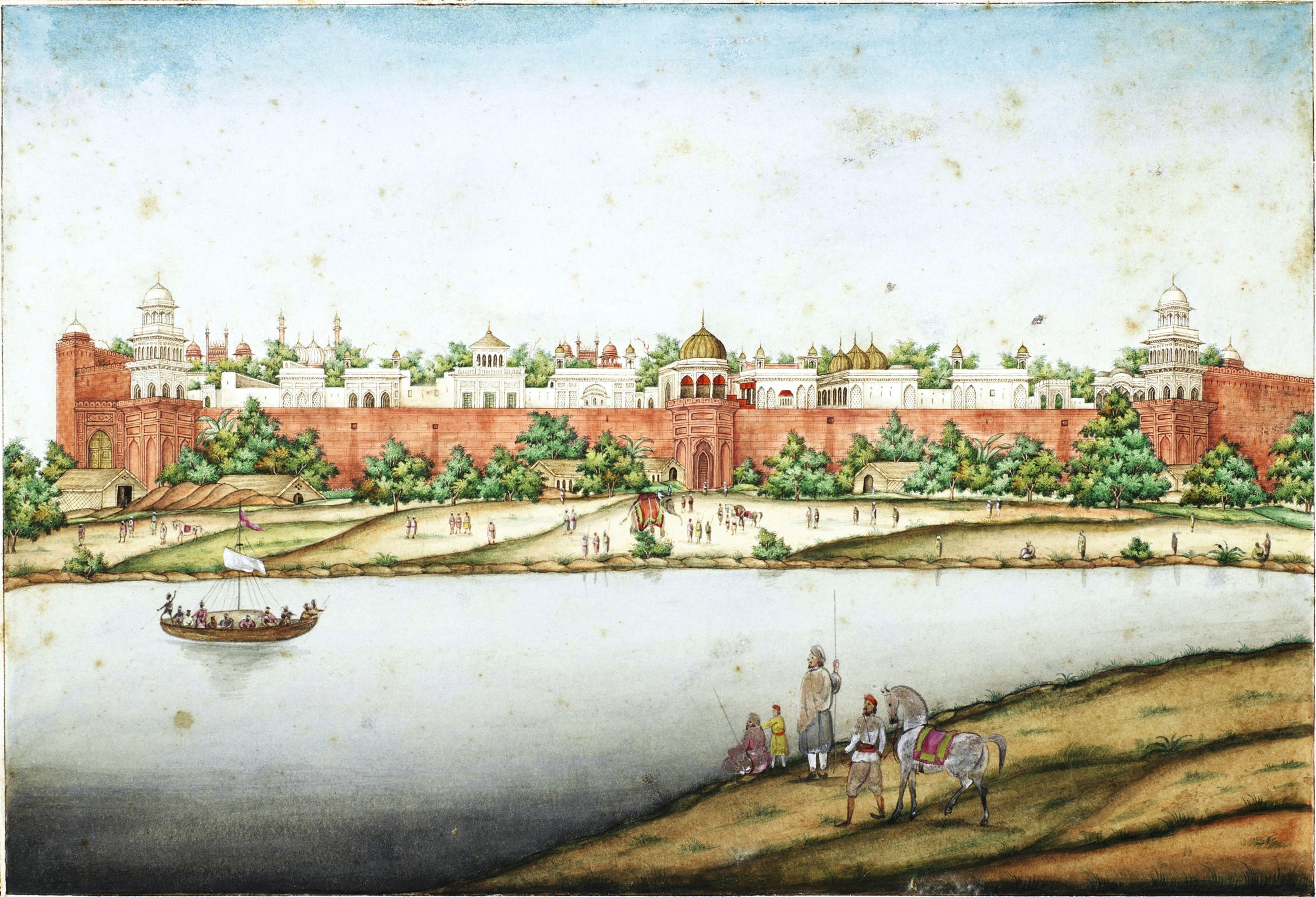
رسمٌ لِلحصن الأحمر كما بدا ما بين سنتَيْ 1852 و1854م.

يُعدُّ شاهجهان عملاقًا في التاريخ الهندي، ومن مُلُوك البلاد الخالدين بِفضل إنجازاته وآثاره الفنيَّة الرائعة التي خلَّفها لِلأجيال التي أتت بعده. وتعكس هذه الآثار بِدورها مدى الازدهار والغنى والترف الذي لم ترَ الهند لهُ مثيلًا من قبل ومن بعد، فقد زيَّن شاهجهان بلاده بِمجموعةٍ من المُنشآت المعماريَّة الفخمة التي ما تزال آثارها قائمة إلى اليوم بِآغرة ودلهي شاهدةً على عظمة عهد هذا السُلطان. ومن أبرز هذه المُنشآت على سبيل المثال لا الحصر: الحصن الأحمر في دلهي والمسجد الجامع المُقابل له، والمثوى الفخم المعروف بِتاج محل. أمَّا الحصن الأحمر (بِالأُرديَّة: لال قلعہ) فهو بناءٌ فخم بناه شاهجهان لِسكنه على شاطئ نهر جمنة في سنة 1047هـ المُوافقة لِسنة 1637م، وبُني سوره من الحجارة الحمراء، واشتمل على أقسامٍ مُتعدِّدة لِسكن السُلطان ونسائه وحاشيته وجُنُوده ومجلسه الخاص والعام، واستقرَّ فيه، واشتمل أيضًا على مسجدٍ يُعدُّ تُحفةً في عالم البناء، ويُسمَّى مسجد اللؤلؤة (بِالأُرديَّة: موتی مسجد)، وهو مبنيٌّ من الرُّخام الأبيض الخالص.

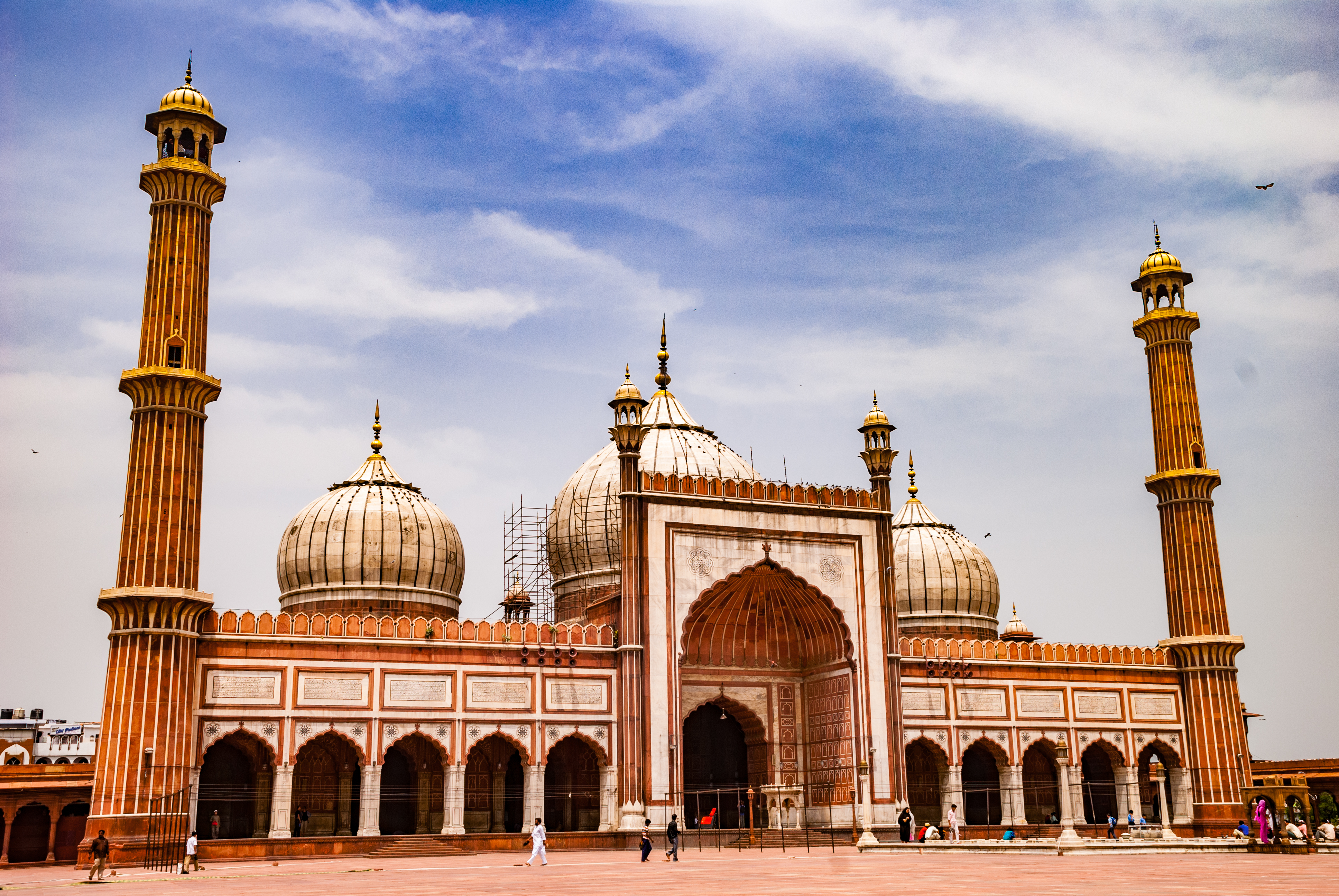
المسجد الجامع لِمدينة دلهي كما بدا سنة 2008م.

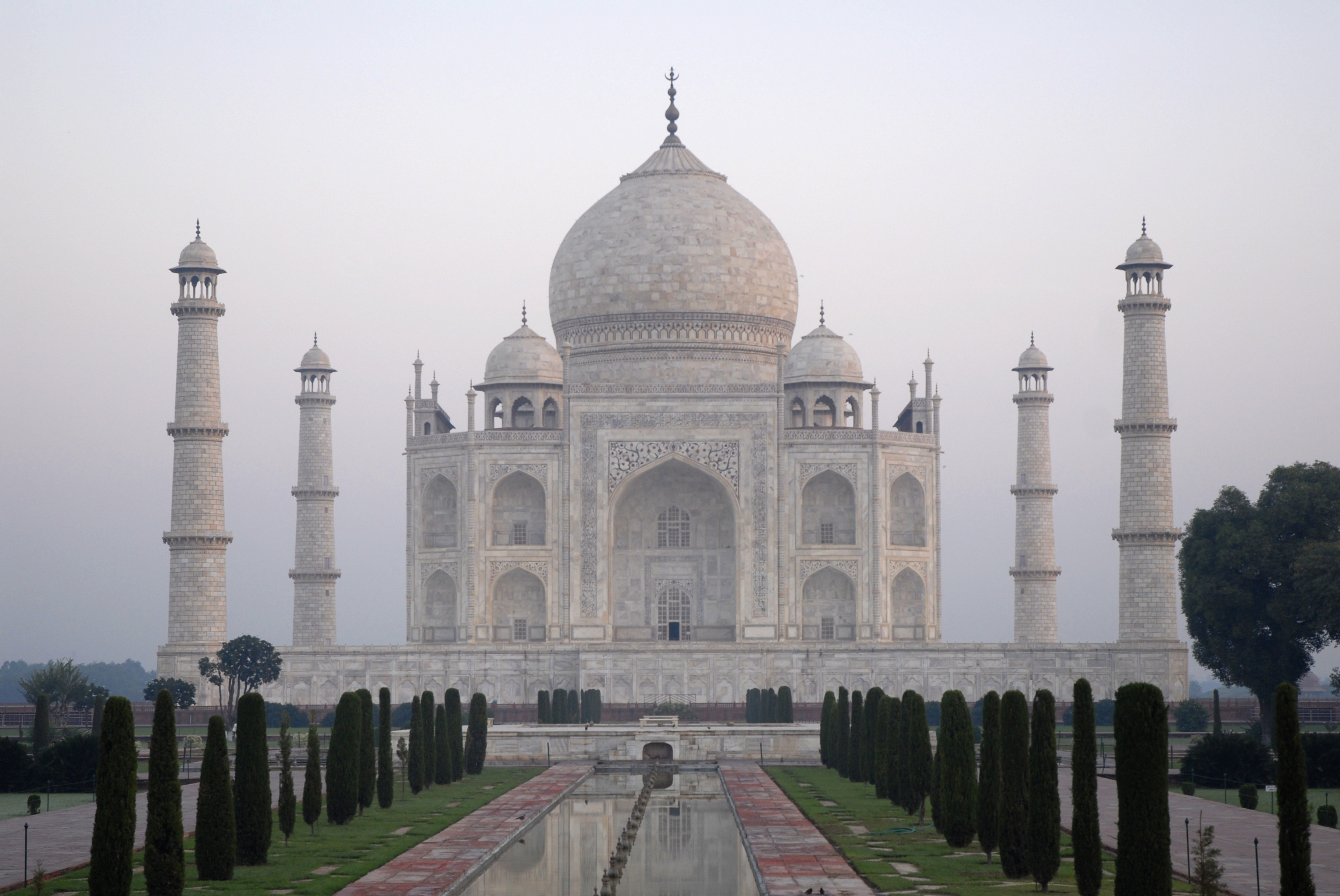
تاج محل كما بدا سنة 2008م.

أمَّا المسجد الجامع لِدلهي فهو أفخم مسجدٍ بناهُ السُلطان في الهند كُلِّها، وهو يقومُ على مَرفعٍ من الأرض، وهو أيضًا مكشوفٌ في قسمٍ كبيرٍ منه، وفي وسطه حوضٌ كبيرٌ لِلوضوء، والجُزء الغربي منه مسقوفٌ، يقوم على أعمدةٍ ضخمةٍ، أرضه من المرمر الأبيض الناصع، ويتجلَّى على جُدرانه وأعمدته الفن الرفيع والمجهود الجبَّار الذي بُذل في تحليته. أمر شاهجهان بِبناء هذا المسجد في سنة 1060هـ المُوافقة لِسنة 1650م، واستغرق بناؤه ست سنوات، وتنافس أُمراء الأطراف والأقاليم في إرسالة أحجار المرمر لِبنائه، وافتتحهُ شاهجهان بِصلاة عيد الفطر، ثُمَّ توالت التحسينات فيه بعد ذلك. ولِلمسجد ثلاثة أبواب: الباب الكبير الشرقي المُواجه لِلقلعة، والباب الشمالي، والباب الجنوبي المُقابل له، ويُصعد إليه بِدرجاتٍ كثيرة.
أمَّا تاج محل فهو دُرَّة المُنشآت المعماريَّة التي أمر شاهجهان بإقامتها، ومن روائع العمارة الإسلاميَّة في العالم، وقد أعدَّهُ السُلطان لِتُدفن فيه زوجته المحبوبة أرجمند بانو بيگم الشهيرة بِمُمتاز محل. وكانت قد دُفنت بدايةً في بلدة «زين آباد» ثُمَّ نُقلت رُفاتها بعد ستَّة أشهُرٍ إلى أكبرآباد في ضواحي آغرة على شاطئ نهر جمنة، وبنى على قبرها هذا الأثر، ثُمَّ دُفن هو بِجوارها بعد وفاته، وسُمِّيت المقبرة بِاسمها على اعتبار أنَّها كانت «صاحبة التاج»، أي سُلطانة البلاد. يتألَّف الضريح من بناءٍ مرمريٍّ أبيض يقوم على شُرفةٍ عالية، تعلوه قبَّة ضخمة في وسطه وتُحيط به أربع قباب أصغر حجمًا، وترتفع عند زوايا الشُرفة أربع مآذن دقيقة مكسُوَّة بِالمرمر الأبيض، ارتفاع كُلٍّ منها يزيد عن أربعين مترًا، وتبلغ مساحة الضريح نحو سبعة عشر هكتارًا، وقطر القبَّة الداخلي ثمانيةٌ وخمسون قدمًا. ويخترق ضوء النهار ستارًا مُزدوجًا من الرُخام المشغول، فتسقط أشعَّته على قبرين تحت القبَّة تمامًا، لِلسُلطان وزوجته. أمَّا الزخارف الداخليَّة المُطعَّمة بِأحجارٍ نفيسة، فتمتاز بِألوانها الزاهية ورُسُومها الأخَّاذة ونُقُوش الآيات والسور القُرآنيَّة. وقد كُتب على قبر السُلطانة بِخط النستعليق: «مرقد منور ارجمندبانو بیگم مخاطب به ممتاز محل متوفی سنه ۱۰۴۰ ق» وتعريبه: «[هذا] المرقد المُنوَّر لأرجمند بانو بيگم المعروفة بِمُمتاز محل تُوفيت سنة 1040 قمريَّة». وجيء بِالمرمر الذي استُعمل في تشييد هذا المعلم من أماكن مُختلفة أهمها مكران التابعة لِجايفور، حيثُ قدَّمه الأُمراء والحُكَّام هديَّةً لِلسُلطان. وأنفق السُلطان على عمليَّة البناء ما يُوازي مائتَيْ وعشرين كرور روپية، أي ما يُوازي ثلاثُمائةٍ وعشرين مليون روپية، واستغرق بناؤه اثنتين وعشرين سنة، وعمل فيه اثنان وعِشرون ألف عامل. وخارج الضريح حديقة فسيحة الأرجاء مُزيَّنة ومُنسَّقة وَفْقَ النمط المغولي، تُزيِّنها أشجار السرو الباسقة وتكسو أرضها الخُضرة اليانعة وتجري خلالها المياه الهادئة.

### العلاقات الخارجيَّة
كانت علاقة شاهجهان بِالصفويين سيِّئة، عكس علاقة أبيه وجدِّه بهم، وزادت سوءًا بِسبب الحرب حول قندهار كما أُسلف. أمَّا علاقته بِالعُثمانيين فكانت حَسَنة ووديَّة. فحينما استرجع السُلطان مُراد الرابع مدينة بغداد من الصفويين خلال الحرب الضروس بين الدولتين العُثمانيَّة والصفويَّة، أرسل لهُ شاهجهان سفيرين هُما مير ظريف ومير بركة، وحمَّلهما رسالة تهنئة لِلسُلطان العُثماني وأردفها بهديَّةٍ فاخرة عبارة عن ألف ثوب من الأقمشة الهنديَّة المُطرَّزة، وعددٍ من الدُرُوع. فردَّهم السُلطان مُكرَّمين وحمَّلهم هدايا كثيرة من الأسلحة الحديثة والسُرُوج الفاخرة والقفاطين، وسيَّرهم إلى مرفأ البصرة بِرفقة عساكره لِتُؤمِّن لهم الحماية، ومن هُناك أبحروا إلى تھتة ثُمَّ سورت. ويُلاحظ أنَّ شاهجهان كان يُخاطب السُلطان العُثماني، الذي هو خليفة المُسلمين، بكثيرٍ من ألقاب التعظيم والتفخيم تقديرًا لهُ ولِزعامته الروحيَّة والدُنيويَّة، ومنها: «فخرُ القياصرة» و«زعيم الغُزاة والمُجاهدين» و«خادم الحرمين الشريفين».

## زوجاته وأولاده
تزوَّج شاهجهان من عدَّة نساء خِلال حياته وأنجب منهُنَّ عدَّة أبناء وبنات، أمَّا زوجاته وأولاده، فهم:

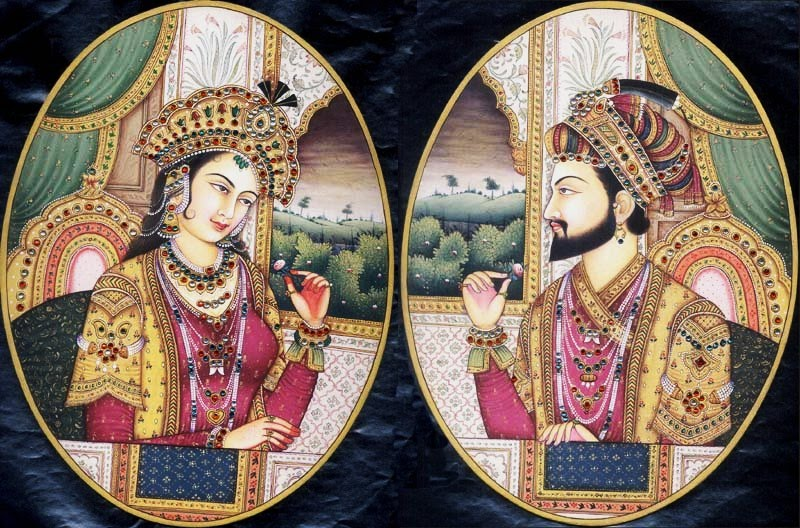
شاهجهان وزوجته المحبوبة مُمتاز محل.

- مُمتاز محل أرجمند بانو بيگم: أشهر زوجات شاهجهان دون مُنازع. هي ابنة آصف خان، أي أنَّ نورجهان عمَّتها. كانت رائعة الجمال ثاقبة الفكر، أخذت الحُسن والجمال عن عمَّتها نورجهان، وورثت الذكاء والمواهب الفكريَّة عن أبيها آصف خان. تزوَّجها شاهجهان قبل سلطنته، في سنة 1021هـ المُوافقة لِسنة 1612م، وكان عُمرها عِشرين سنة، فأحبَّها حُبًّا جمًّا وقدَّرها، وبادلتهُ هي حُبًّا بِحُب وتقديرًا بِتقدير، فكانت لهُ نِعم الصديق المُعين وبِخاصَّةٍ في مِحنه، وعندما تولَّى العرش منحها لقب «ملكة الزمان» وخصَّصها بِإقطاعات، وكان يستشيرها ويعمل بِنصائحها، وعهد إليها بِحفظ الخاتم الملكي. تُوفيت سنة 1040هـ المُوافقة لِسنة 1630م عقب ولادةٍ عسيرة، وقد أنجبت لِزوجها العديد من الأولاد،[70] فبناتها هُنَّ: حور النساء بيگم (ماتت في الثالثة من عُمرها)[la 42] وروشن آرا بیگم وجوهرآرا بیگم وجهان‌آرا بیگم وثُريَّا بانو بیگم (ماتت في السابعة من عُمرها)[la 42] وحُسن‌آرا بیگم (ماتت وهي رضيعة).[la 43] أمَّا أبناؤها فهُم: مُحمَّد داراشُكوه وشاهشُجاع ومُحيي الدين مُحمَّد أورنكزيب وآزاد بخش ومُراد بخش ولُطف الله[la 42] بِالإضافة إلى ابنٍ مات بعد ولادته مُباشرةً.[la 43]
- قندهاري‌ بیگم: أولى زوجات شاهجهان. هي ابنة مُظفَّر حُسين ميرزا بن بهرام ميرزا ابن الشاه إسماعيل الصفوي.[la 44] تزوَّجها شاهجهان سنة 1609م، وأنجبت لهُ ابنة هي فرهيز بانو بیگم.
- أكبرآبادي محل عز النساء بیگم: ثالث زوجات شاهجهان. ابنة الميرزا إيرج بن عبد الرحيم خان خانان. تزوَّجها شاهجهان سنة 1617م بُعيد انتصاره على ملك عنبر في الدكن.[la 45] أنجبت لِزوجها ابنًا هو جهان أفروز، ومات عند بُلُوغه سنة من العُمر.[la 46]

تزوَّج شاهجهان أيضًا بامرأتين أُخريين هُما: فتحپوري محل وليلواتي بائي المارواڑيَّة.

## حواشٍ
- ^ أ: «صاحبقران» أو «صاحب قران» هي كلمة فارسيَّة أصلها عربي، أي «صاحب القران»، أي من اقترن سعده بِالنُجُوم. وهو لقبُ تعظيمٍ كان يُضاف إلى أسماء المُلُوك والسلاطين في المُراسلات الملكيَّة.[78]

- ^ ب: «الصوبدار» هو لقب حاكم «الصوبة» في دولة مغول الهند. والصوبة يُقابلها الإقليم والولاية والمُقاطعة والمُحافظة، فهو حاكم الولاية، أي يُقابل منصب الوالي في باقي الدُول الإسلاميَّة.[79][80]

- ^ ت: لم يُذكر  التاريخ الهجري في المصدر المذكور، وإنَّما حُدِّد كاملًا باستخدام مُحوِّل التاريخ في موقع «نداء الإيمان»، نظرًا لتوافر مُقابله الميلادي. ذُكرت هذه المعلومة في هذه الحاشية لإتمام الفائدة.

### فهرست المراجع
بِاللُغتين العربيَّة والفارسيَّة
1. ↑  طقوش (2007)، ص. 278-279.
2. ↑  كسرائي (2014)، ص. 175.
3. ↑  السيد (2011)، ص. 237.
4. 1 2  الساداتي (1959)، ص. 186-187.
5. ↑  الطريحي (2006)، ص. 203.
6. ↑  الشيال (2001)، ص. 126-128.
7. 1 2  طقوش (2007)، ص. 264-265.
8. ↑  النمر (1981)، ص. 301-302.
9. 1 2 3  طقوش (2007)، ص. 265-267.
10. ↑  الشيال (2001)، ص. 128-130.
11. ↑  الساداتي (1959)، ص. 171-172.
12. 1 2 3  الشيال (2001)، ص. 132-133.
13. ↑  الساداتي (1959)، ص. 176-178.
14. ↑  النمر (1981)، ص. 304-305.
15. 1 2 3 4  طقوش (2007)، ص. 270-271.
16. 1 2  غازي (2009)، ص. 139-140.
17. ↑  2007 (2005)، ص. 270-271.
18. 1 2 3  طقوش (2007)، ص. 271-273.
19. 1 2  طقوش (2007)، ص. 273-274.
20. 1 2  الساداتي (1959)، ص. 174-176.
21. ↑  النمر (1981)، ص. 306.
22. 1 2  الشيال (2001)، ص. 134-136.
23. ↑  النمر (1981)، ص. 316-317.
24. ↑  طقوش (2007)، ص. 287.
25. 1 2 3 4  الساداتي (1959)، ص. 185-186.
26. ↑  آشنا (2009)، ص. 62.
27. ↑  الندوي (2007)، ص. 113.
28. 1 2 3  الساداتي (1959)، ص. 190.
29. 1 2 3 4 5 6  طقوش (2007)، ص. 279-280.
30. ↑  آشنا (2009)، ص. 70.
31. ↑  الساداتي 1957، صفحة 190.
32. ↑  الحسني (1999)، ص. 225.
33. ↑  علي (2008)، ص. 198.
34. 1 2 3 4  النمر (1981)، ص. 317-321.
35. 1 2 3  طقوش (2007)، ص. 281.
36. ↑  القطري (2017)، ص. 194.
37. ↑  آشنا (2009)، ص. 84.
38. 1 2 3 4  الشيال (2001)، ص. 138-140.
39. 1 2  النمر (1981)، ص. 319-321.
40. 1 2 3 4  الساداتي (1959)، ص. 192-194.
41. ↑  عدة مؤلفين (2020)، ص. 53.
42. ↑  طقوش (2007)، ص. 287-288.
43. ↑  عدة مؤلفين (1998)، ص. 6141.
44. 1 2 3  الساداتي (1959)، ص. 191.
45. ↑  شهاب (د.ت)، ص. 219.
46. 1 2 3 4  الساداتي (1959)، ص. 194-195.
47. 1 2  الشيال (2001)، ص. 144.
48. 1 2 3 4 5 6 7  طقوش (2007)، ص. 283.
49. 1 2 3 4 5  طقوش (2007)، ص. 303.
50. ↑  الساداتي (1959)، ص. 195-196.
51. ↑  الساداتي (1959)، ص. 197-199.
52. ↑  طقوش (2007)، ص. 287-285.
53. ↑  الساداتي (1959)، ص. 196.
54. 1 2 3  الساداتي (1959)، ص. 196-197.
55. 1 2  طقوش (2007)، ص. 285-287.
56. ↑  استرآبادی (1366)، ص. 240.
57. ↑  الساداتي (1959)، ص. 198-199.
58. 1 2 3 4  طقوش (2007)، ص. 284-285.
59. 1 2 3 4 5  الساداتي (1959)، ص. 199-202.
60. 1 2 3  النمر (1981)، ص. 337.
61. 1 2 3 4  طقوش (2007)، ص. 288.
62. 1 2 3 4 5 6 7  الساداتي (1959)، ص. 203-208.
63. ↑  الشيال (2001)، ص. 147.
64. ↑  خافي خان (1869)، ص. 758-759.
65. 1 2 3  طقوش (2007)، ص. 289-291.
66. ↑  الشيال (2001)، ص. 149.
67. ↑  النمر (1981)، ص. 340.
68. ↑  نژاد (1395).
69. ↑  الساداتي (1959)، ص. 208-210.
70. 1 2 3 4 5 6 7 8  طقوش (2007)، ص. 293-296.
71. 1 2  النمر (1981)، ص. 336.
72. ↑  الزركلي (2002)، ج. 3، ص. 283.
73. 1 2 3  الزازان (2019).
74. 1 2  لوبون (2009)، ص. 428-430.
75. ↑  القطري (2017)، ص. 186.
76. 1 2  النمر (1981)، ص. 334-335.
77. 1 2  الساداتي (1959)، ص. 211-212.
78. ↑  حلاق وصباغ (1999)، ص. 134.
79. ↑  الكيرواني (1989)، ص. 684.
80. ↑  دفتري (2016)، ص. 149.

بلُغاتٍ أجنبية
1. ↑  Singh & Pashaura (2014), p. 649.
2. ↑  Britannica (N.D).
3. ↑  Gonzalez (2016), p. 116.
4. ↑  Middleton (2015), p. 451.
5. ↑  Mehta (1986), p. 59.
6. ↑  Marshall (2011), p. 136.
7. 1 2  Findly (1993), p. 125.
8. 1 2 3  Faruqui (2012), p. 71.
9. ↑  Jahangir (1909), p. 48.
10. ↑  Prasad (1930), p. 189.
11. ↑  Nicoll (2009), p. 49.
12. ↑  Evans (2020).
13. ↑  Nicoll (2009), p. 56.
14. ↑  Narayan (2016), p. 37.
15. ↑  Sen (2013), p. 165–166.
16. 1 2  Chandra (2006), p. 242.
17. ↑  Jain (2002), p. 84.
18. ↑  Jayapalan (2001), p. 167.
19. ↑  Ikram (1964), p. 175–188.
20. ↑  Ó Gráda (2007), p. 5–38.
21. ↑  Mahajan (1971), p. 148–149.
22. ↑  Winters et al. (2017), p. 134.
23. 1 2 3 4  Gordon (1993), p. 46.
24. ↑  Sen (2013), p. 170.
25. ↑  Mehta (1986), p. 105-106.
26. ↑  Gandhi (2007), p. 534-536.
27. ↑  Mandair (2013), p. 48–49.
28. ↑  Eraly (2000), p. 437.
29. ↑  Guha (2011), p. 56.
30. ↑  Gordon (1993), p. 47.
31. ↑  Kinra (2015), p. 157.
32. ↑  Majumdar (2007), p. 204.
33. ↑  Mahajan (2007), p. 144.
34. 1 2  Gupta & Bakshi (2008), p. 189.
35. ↑  Baḳhsh & Hoey (1888), p. 133-134.
36. ↑  Eraly (2000), p. 379.
37. 1 2  Curry & Ohlander (2012), p. 141.
38. ↑  Maddison (2006), p. 639.
39. ↑  Matthews (2014).
40. ↑  UNESCO (2016).
41. ↑  Farooqi (1989), p. 195.
42. 1 2 3  Moosvi (2008), p. 115.
43. 1 2  Sarker (2007), p. 40.
44. ↑  Singh (2001), p. 427.
45. ↑  Nicoll (2009), p. 103.
46. ↑  Nicoll (2009), p. 258.
47. ↑  Taj Mahal.

### ثبت المراجع(مُرتَّبة حسب تاريخ النشر)
كُتُب ودوريَّات باللُّغة العربيَّة:
- مُظهر شهاب. "المغول العظام في الهند (932 ـ 1275هـ/1526 ـ 1858م)". الموسوعة العربيَّة (ط. 1). ج. 19. مؤرشف من الأصل في 2023-05-27.
- أحمد محمود الساداتي (1959)، تاريخ المُسلمين في شبه القارَّة الهنديَّة وحضارتهم: الدولة المغوليَّة، القاهرة: مكتبة الآداب للنشر والتوزيع، ج. 2، QID:Q115912807
- عبد المنعم النمر (1981)، تاريخ الإسلام في الهند (ط. 1)، بيروت: المؤسسة الجامعية للدراسات والنشر والتوزيع، OCLC:4771140982، QID:Q115910365
- وحيد الزمان الكيرانوي (1989)، القاموس الجديد، عربي أردو (بالعربية والأوردية)، لاهور، OCLC:257196852، QID:Q106928721{{استشهاد}}:  صيانة الاستشهاد: مكان بدون ناشر (link)
- عدة مؤلفين (1998)، مُوجز دائرة المعارف الإسلاميَّة (PDF) (ط. 1)، الشارقة: مركز الشارقة للإبداع الفكري، OCLC:4770155844، QID:Q114391642{{استشهاد}}:  صيانة الاستشهاد: ref duplicates default (link)
- عبد الحي الحسني (1999)، الإعلام بمن في تاريخ الهند من الأعلام المُسمَّى بنُزهة الخواطر وبهجة المسامع والنواظر (ط. 1)، بيروت: دار ابن حزم، OCLC:4770515796، QID:Q115914408
- حسان حلاق؛ عباس صباغ (1999)، المُعجم الجامع في المُصطلحات الأيوبيَّة والمملوكيَّة والعُثمانيَّة ذات الأُصُول العربيَّة والفارسيَّة والتُركيَّة: المُصطلحات الإداريَّة والعسكريَّة والسياسيَّة والاقتصاديَّة والاجتماعيَّة والعائليَّة (بالعربية والفارسية والتركية العثمانية) (ط. 1)، بيروت: دار العلم للملايين، OCLC:45287094، QID:Q118039384
- جمال الدين الشيال (2001). تاريخ دولة أباطرة المغول الإسلاميَّة في الهند (PDF) (ط. 1). القاهرة: مكتبة الثقافة الدينية. ISBN:977-341-011-0. OCLC:46672560. QID:Q115912926.
- خير الدين الزركلي (2002)، الأعلام: قاموس تراجم لأشهر الرجال والنساء من العرب والمستعربين والمستشرقين (ط. 15)، بيروت: دار العلم للملايين، OCLC:1127653771، QID:Q113504685
- محمد سعيد الطريحي (2006). تاريخ الشيعة في الهند: الشيعة في العصر المغولي 932 - 1274هـ (ط. 1). هولندا: أكاديمية الكوفة. ISBN:90-809737-1-8. OCLC:1311406414. OL:44919778M. QID:Q118742890.
- أبو الحسن الندوي (2007)، رجال الفكر والدعوة في الإسلام (PDF)، ترجمة: سلمان الحسيني الندوي (ط. 3)، دمشق، بيروت: دار ابن كثير، ج. 3، 4، QID:Q118278819
- محمد سهيل طقوش (2007). تاريخ مغول القبيلة الذهبيَّة والهند (ط. 1). بيروت: دار النفائس للطباعة والنشر والتوزيع. ISBN:978-9953-18-436-4. OCLC:471749423. OL:27125375M. QID:Q107406383.
- أحمد رجب محمد علي (2008)، قلاع وحُصُون وأسوار وبوَّابات المُدُن الأثريَّة الإسلاميَّة في الهند (ط. 1)، القاهرة: الدار المصرية اللبنانية، OCLC:768166012، QID:Q115943923
- جوستاف لوبون (2009)، حضارات الهند، ترجمة: عادل زعيتر (ط. 1)، القاهرة: دار العالم العربي، QID:Q118877398
- محمود أحمد غازي (2009). تاريخ الحركة المُجدِّديَّة: دراسة تاريخيَّة تحليليَّة لحياة الإمام المُجدِّد أحمد بن عبد الأحد السرهندي المعروف بمُجدِّد الألف الثاني وعمله الإصلاحي التجديدي الذي قام به في شبه القارَّة مع ترجمة لبعض رسائل وكتاباته المُختارة (ط. 1). بيروت: دار الكتب العلمية. ISBN:978-2-7451-6265-6. OCLC:568570926. OL:44910877M. QID:Q118111544.
- فؤاد صالح السيد (2011). مُعجم ألقاب السِّياسيين في التاريخ العربي والإسلامي (ط. 1). بيروت: مكتبة حسن العصرية. ISBN:978-9953-561-02-8. OCLC:705976379. OL:25383385M. QID:Q118741063.
- شاكر كسرائي (2014). قاموس فارسي عربي (بالعربية والفارسية) (ط. 1). بيروت: الدار العربية للموسوعات. ISBN:978-614-424-151-6. OCLC:949486044. QID:Q110449910.
- فرهاد دفتري (2016). مُعجم التاريخ الإسماعيلي. ترجمة: سيف الدين القصير (ط. 1). بيروت: دار الساقي. ISBN:978-614-03-0030-9. OCLC:1049187827. QID:Q118744347.
- أمل عبد السلام السيِّد القطري (2017). "تصاوير الثُوَّار والخارجين عن حُكم الأباطرة المغول في الهند (932-1273هـ/1526-1857م)" (PDF). مجلَّة الاتحاد العام للآثاريين العرب. الاتحاد العام للآثاريين العرب. ج. 18 ع. 18. ISSN:2536-9822. مؤرشف من الأصل (PDF) في 2018-07-21.
- عدة مؤلفين (2020). العرب والهند: تحُّولات العلاقة مع قُوَّة ناشئة ومُستقبلها (ط. 1). بيروت: المركز العربي للأبحاث ودراسة السياسات. ISBN:978-614-445-344-5. OCLC:1251484491. OL:44029722M. QID:Q118744189.{{استشهاد بكتاب}}:  صيانة الاستشهاد: ref duplicates default (link)

موقع إلكتروني باللُّغة العربيَّة:
- عبد الله الزازان (الثلاثاء 29 ربيع الأول 1441هـ - 26 تشرين الثاني [نوڤمبر] 2019م). "التنوع الفكري والثقافي للحضارة المغوليَّة الإسلاميَّة في الهند". جريدة الرياض. مؤرشف من الأصل في 4 نيسان (أبريل) 2021. اطلع عليه بتاريخ 4 نيسان (أبريل) 2021. {{استشهاد ويب}}: تحقق من التاريخ في: |تاريخ الوصول=، |تاريخ=، و|تاريخ أرشيف= (مساعدة)

كُتُب باللُّغة الفارسيَّة:
- خافي خان، مُحمَّد هاشم نظام المُلكي (۱۸٦۹). مُنتخب اللُّباب (PDF). كُلكتَّة: كالج پريس. ج. ١. مؤرشف من الأصل (PDF) في 27 مارس 2021. {{استشهاد بكتاب}}: تحقق من التاريخ في: |سنة= (مساعدة)
- استرآبادی، سید حسن بن مرتضی حسینی (۱۳۶۶). تاریخ سلطانی: از شیخ صفی تا شاه صفی. انتشارات علمی. {{استشهاد بكتاب}}: تحقق من التاريخ في: |سنة= (مساعدة)
- آشنا، ميرزا مُحمَّد طاهر خان (٢٠٠٩). مُلخَّص شاهجهان نامه (PDF) (ط. ١). دهلی نو: مركز تحقيقات فارسى، رايزنى فرهنگى سفارت جمهورى اسلامى ايران. ISBN:9644391276. مؤرشف من الأصل (PDF) في 2021-03-06.{{استشهاد بكتاب}}:  صيانة الاستشهاد: ref duplicates default (link)
- نژاد، نرگس صالح (۱۱ خرداد ۹۵). "زبان فارسی در هندوستان". كُجارو. مؤرشف من الأصل في 1 نيسان (أبريل) 2021. اطلع عليه بتاريخ 1 نيسان (أبريل) 2021. {{استشهاد ويب}}: تحقق من التاريخ في: |تاريخ الوصول=، |تاريخ=، و|تاريخ أرشيف= (مساعدة)

بلُغاتٍ أجنبية:
- "Emperor Shah Jahan: Maker of The Taj Mahal". tajmahal.gov.in (بالإنجليزية). Archived from the original on 2021-03-23. Retrieved 2021-04-08.
- "Shah Jahān". Encyclopædia Britannica (بالإنجليزية) (electronic ed.). Encyclopædia Britannica, Inc. Invalid Date. Archived from the original on 2020-12-04. {{استشهاد بموسوعة}}: تحقق من التاريخ في: |تاريخ= (help)
- "UNESCO Taj Mahal". UNESCO Culture World Heritage Centre, World Heritage List (بالإنجليزية). UNESCO. 2016. Archived from the original on 2016-08-27. Retrieved 2016-09-10.
- Baḳhsh, Muhammad Faiz; Hoey, William (1888). Memoirs of Delhi and Faizábád: Being a Translation of the Táríḳh Farahbaḳhsh of Muhammad Faiz Baḳhsh from the Original Persian (بالإنجليزية). Government Press, North-western Provinces and Oudh. Archived from the original on 2021-04-01. Retrieved 2014-11-22.
- Jahangir, Nur-ud-Din Muhammad (1909–1914). Henry Beveridge (ed.). The Tuzuk-i-Jahangiri; or, Memoirs of Jahangir (بالإنجليزية). Translated by Alexander Rogers. London: Royal Asiatic Society.{{استشهاد بكتاب}}:  صيانة الاستشهاد: تنسيق التاريخ (link)
- Prasad, Beni (1930). History Of Jahangir (بالإنجليزية) (2nd ed.). Allahabad: The Indian Press.{{استشهاد بكتاب}}:  صيانة الاستشهاد: ref duplicates default (link)
- Ikram, S. M. (1964). Muslim Civilization in India (بالإنجليزية). Columbia University Press. ISBN:9780231025805. Archived from the original on 2021-02-27 – via Frances W. Pritchett.{{استشهاد بكتاب}}:  صيانة الاستشهاد: ref duplicates default (link)
- Mahajan, Vidya Dhar (1971) [1961]. Mughal Rule in India (بالإنجليزية) (10 ed.). Delhi: S. Chand. OCLC:182638309.{{استشهاد بكتاب}}:  صيانة الاستشهاد: ref duplicates default (link)
- Mehta, Jaswant Lal (1986). Advanced Study in the History of Medieval India (بالإنجليزية). Sterling Publishers Pvt. Ltd. ISBN:9788120710153.{{استشهاد بكتاب}}:  صيانة الاستشهاد: ref duplicates default (link)
- Farooqi, N. R. (1989). Mughal-Ottoman Relations: A Study of Political & Diplomatic Relations Between Mughal India and the Ottoman Empire, 1556–1748 (بالإنجليزية). Idarah-i Adabiyat-i Delli. OCLC:20894584. Archived from the original on 2020-12-23.{{استشهاد بكتاب}}:  صيانة الاستشهاد: ref duplicates default (link)
- Findly, Ellison Banks (1993). Nur Jahan: Empress of Mughal India (بالإنجليزية). Oxford University Press. ISBN:9780195360608. Archived from the original on 2020-08-19.{{استشهاد بكتاب}}:  صيانة الاستشهاد: ref duplicates default (link)
- Gordon, Stewart (1993). The Marathas 1600-1818. The New Cambridge History of India (بالإنجليزية). Cambridge University Press. ISBN:9780521268837. Archived from the original on 2020-06-14.{{استشهاد بكتاب}}:  صيانة الاستشهاد: ref duplicates default (link)
- Eraly, Abraham (2000). Emperors of the Peacock Throne: The Saga of the Great Mughals (بالإنجليزية). Penguin books. ISBN:9780141001432. Archived from the original on 2020-12-03.{{استشهاد بكتاب}}:  صيانة الاستشهاد: ref duplicates default (link)
- Jayapalan, N. (2001). History of India (بالإنجليزية). Atlantic Publishers & Distributors (P) Limited. ISBN:9788171569281. Archived from the original on 2021-03-08. Retrieved 2015-05-17.
- Singh, Nagendra Kr (2001). Encyclopaedia of Muslim Biography: Muh-R (بالإنجليزية). A.P.H. Pub. Corp. ISBN:9788176482349.{{استشهاد بكتاب}}:  صيانة الاستشهاد: ref duplicates default (link)
- Jain, Ravindra K. (2002). Between History and Legend: Status and Power in Bundelkhand (بالإنجليزية). Orient Blackswan. ISBN:9788125021940. Archived from the original on 2021-03-07.{{استشهاد بكتاب}}:  صيانة الاستشهاد: ref duplicates default (link)
- Chandra, Satish (2006). Medieval India: From Sultanat to the Mughals (بالإنجليزية) (2nd revised ed.). New Delhi: Har-Anand Publications. Vol. II. ISBN:8124110662. Archived from the original on 2023-05-21.{{استشهاد بكتاب}}:  صيانة الاستشهاد: ref duplicates default (link)
- Maddison, Angus (2006). The World Economy (بالإنجليزية). Development Center of the Organisation for Economic Co-operation and Development. Vol. I & II. DOI:10.1787/456125276116. ISBN:9264022619. Archived from the original on 2021-09-23.{{استشهاد بكتاب}}:  صيانة الاستشهاد: ref duplicates default (link)
- Gandhi, Surjit Singh (2007). History of Sikh Gurus Retold: 1606–1708 C.E (بالإنجليزية). Atlantic Publishers & Distributors. ISBN:9788126908585. Archived from the original on 2023-03-10. Retrieved 2010-07-31.{{استشهاد بكتاب}}:  صيانة الاستشهاد: ref duplicates default (link)
- Mahajan; V.D. (2007). History of Medieval India (بالإنجليزية) (Reprinted ed.). John Wiley & Sons. Vol. II. ISBN 81-219-0364-5
- R.C. Majumdar, ed. (2007). The Mughul Empire (بالإنجليزية). Mumbai: Bharatiya Vidya Bhavan. Archived from the original on 2021-09-23. {{استشهاد بكتاب}}: تحقق من التاريخ في: |سنة= (help) ISBN 81-7276-407-1
- Gupta, R. K.; Bakshi, S. R. (2008). Dalit Literature: Our Response (بالإنجليزية). Sarup & Sons. ISBN:9788176258418. Archived from the original on 2020-07-31. Battle of Raona.
- Ó Gráda, Cormac (Mar 2007). "Making Famine History". Journal of Economic Literature (بالإنجليزية). 45 (1). DOI:10.1257/jel.45.1.5. JSTOR:27646746. Archived from the original on 2022-03-23.{{استشهاد بدورية محكمة}}:  صيانة الاستشهاد: ref duplicates default (link)
- Sarker, Kobita (2007). Shah Jahan and his paradise on earth: the story of Shah Jahan's creations in Agra and Shahjahanabad in the golden days of the Mughals (بالإنجليزية) (1st ed.). Kolkata: K.P. Bagchi & Co. ISBN:9788170743002. Archived from the original on 2021-04-08.{{استشهاد بكتاب}}:  صيانة الاستشهاد: ref duplicates default (link)
- Moosvi, Shireen (2008). People, taxation, and trade in Mughal India (بالإنجليزية). Oxford: Oxford University Press. ISBN:9780195693157.{{استشهاد بكتاب}}:  صيانة الاستشهاد: ref duplicates default (link)
- Nicoll, Fergus (2009). Shah Jahan: The Rise and Fall of the Mughal Emperor (بالإنجليزية). London: Haus. ISBN:9781906598181.{{استشهاد بكتاب}}:  صيانة الاستشهاد: ref duplicates default (link)
- Guha, Sumit (2011). "Bad Language and Good Language: Lexical Awareness in the Cultural Politics of Peninsular India, ca. 1300–1800". In Sheldon Pollock (ed.). Forms of Knowledge in Early Modern Asia: Explorations in the Intellectual History of India and Tibet, 1500–1800 (بالإنجليزية). Duke University Press. ISBN:9780822349044.{{استشهاد بكتاب}}:  صيانة الاستشهاد: ref duplicates default (link)
- Illustrated dictionary of the Muslim world (بالإنجليزية). Tarrytown, NY: Marshall Cavendish Reference. 2011. ISBN:9780761479291. Archived from the original on 2020-07-26.
- Faruqui, Munis D. (2012). Princes of the Mughal Empire, 1504–1719 (بالإنجليزية). Cambridge University Press. ISBN:9781107022171.{{استشهاد بكتاب}}:  صيانة الاستشهاد: ref duplicates default (link)
- John Curry; Erik Ohlander, eds. (2012). Sufism and Society: Arrangements of the Mystical in the Muslim World, 1200–1800 (بالإنجليزية) (Illustrated ed.). Abingdon: Routledge. ISBN:9781136659058. Archived from the original on 2021-04-02. {{استشهاد بكتاب}}: تحقق من التاريخ في: |سنة= (help)
- Mandair, Arvind-Pal Singh (2013). Sikhism: A Guide for the Perplexed (بالإنجليزية). A & C Black. ISBN:9781441117083. Archived from the original on 2023-04-01.{{استشهاد بكتاب}}:  صيانة الاستشهاد: ref duplicates default (link)
- Sen, Sailendra (2013). A Textbook of Medieval Indian History (بالإنجليزية). Primus Books. ISBN:9789380607344.{{استشهاد بكتاب}}:  صيانة الاستشهاد: ref duplicates default (link)
- Matthews, Chris (5 Oct 2014). "The 5 most dominant economic empires of all time". Fortune (بالإنجليزية). Archived from the original on 2020-12-26. Retrieved 2016-08-18.{{استشهاد بمجلة}}:  صيانة الاستشهاد: ref duplicates default (link)
- Singh, Pashaura; Fenech, Louis E., eds. (2014). The Oxford handbook of Sikh studies (بالإنجليزية). Oxford University Press. ISBN:9780199699308.
- Kinra, Rajeev (2015). "King of Delhi, King of the World: Chandar Bhan's Perspective on Shah Jahan, the Mughal Court, and the Realm". Writing Self, Writing Empire: Chandar Bhan Brahman and the Cultural World of the Indo-Persian State Secretary (بالإنجليزية). University of California Press. JSTOR:10.1525/j.ctt1ffjn5h.7. Archived from the original on 2021-10-27.{{استشهاد بكتاب}}:  صيانة الاستشهاد: ref duplicates default (link)
- Middleton, John (2015). World Monarchies and Dynasties (بالإنجليزية). Routledge. ISBN:9781317451587.{{استشهاد بكتاب}}:  صيانة الاستشهاد: ref duplicates default (link)
- Gonzalez, Valerie (2016). Aesthetic Hybridity in Mughal Painting, 1526–1658 (بالإنجليزية). Routledge. ISBN:9781317184874. Archived from the original on 2020-08-19.{{استشهاد بكتاب}}:  صيانة الاستشهاد: ref duplicates default (link)
- Narayan, Kirin (2016). Everyday Creativity: Singing Goddesses in the Himalayan Foothills (بالإنجليزية). University of Chicago Press. ISBN:9780226407562. Archived from the original on 2023-05-21.{{استشهاد بكتاب}}:  صيانة الاستشهاد: ref duplicates default (link)
- Winters, R.; Hume, J. P.; Leenstra, M. (2017). "A famine in Surat in 1631 and Dodos on Mauritius: A long lost manuscript rediscovered". Archives of Natural History (بالإنجليزية). 44. DOI:10.3366/anh.2017.0422.
- Evans, Amy C. (29 June 2020). "Shah Jahan, Mughal Emperor: History & Monuments". Study.com (بالإنجليزية). Archived from the original on 2021-02-26. Retrieved 2021-02-26. {{استشهاد ويب}}: تحقق من التاريخ في: |تاريخ= (help)

## وصلات خارجية
- "شاه جهان كان سخيًّا مع أصدقائه وتعاطف مع الفلَّاحين الفُقراء". جريدة الاتحاد. 31 تمُّوز (يوليو) 2013. مؤرشف من الأصل في 31 أيَّار (مايو) 2023. اطلع عليه بتاريخ 8 نيسان (أبريل) 2021. {{استشهاد ويب}}: تحقق من التاريخ في: |تاريخ الوصول=، |تاريخ=، و|تاريخ أرشيف= (مساعدة)
- يُمن حلاق (9 كانون الثاني [يناير] 2020). "ما هو سبب بناء «تاج محل» جوهرة فن العمارة الإسلامي؟ تعرَّف على قصة الإمبراطور العاشق". عربي پوست. مؤرشف من الأصل في 31 أيَّار (مايو) 2023. اطلع عليه بتاريخ 8 نيسان (أبريل) 2021. {{استشهاد ويب}}: تحقق من التاريخ في: |تاريخ الوصول=، |تاريخ=، و|تاريخ أرشيف= (مساعدة)
- شاهجهان في الفن المسيحي. (بالإنجليزية)
- قاعدة بيانات السكك النقديَّة لِشاهجهان. (بالإنجليزية)

| شهاب الدين شاهجهان عاهل آل تيمورولد: 5 كانون الثاني (يناير) 1592 توفي: 22 كانون الثاني (يناير) 1666 |                            |                       |
| ألقاب ملكية                                                                                         |                            |                       |
| سبقه نور الدين جهانكير                                                                              | سُلطان مغول الهند 1627–1658 | تبعه أورنكزيب عالمكير |